# Dolomitas
Las o los Dolomitas (en italiano: Dolomiti; en alemán: Dolomiten; en ladino Dolomites; en friulano, Dolomitis) son un conjunto de macizos montañosos en los Alpes orientales italianos, al sur de la cadena principal alpina, casi en su totalidad incluidos en las regiones del Veneto, Trentino-Alto Adige y Friul-Venecia Julia (parte de las provincias de Belluno, Bolzano, Trento, Údine, Pordenone, Vicenza y Verona), con una pequeña parte también incluida en Austria (Dolomitas de Lienz). Es una de las zonas naturales y turísticas más reconocidas de los Alpes, que alberga un parque nacional y nueve parques naturales. Localidades como Cortina d'Ampezzo, Rocca Pietore, Ortisei, Arabba, Selva di Val Gardena y Corvara in Badia viven del turismo, sea naturalista o de deportes de invierno, —tiene una de los mayores zonas de esquí de Europa y la mayor italiana, Dolomiti Superski, con más de 1200 km de pistas—, o escalada.
El nombre honra a Déodat de Dolomieu, geólogo francés que descubrió la composición de la roca dolomia en 1791. Anteriormente se conocían como Monti pallidi (montes Pálidos), a veces todavía en uso. El punto más elevado es la Marmolada con 3342 m, siendo muchas las cimas que superan los 3000 m: Antelao, Pelmo, Tofanas, Civetta, Sassolungo, Piz Boè, Cima de la Vezzana, Cima Tossa, Punta dei 3 Scarperi, Sorapìss, Sass Rigais o Cimone della Pala.
Los Dolomitas fueron declarados Patrimonio de la Humanidad por la UNESCO el 26 de junio de 2009, comprendiendo una zona de protección de 135 910,9 ha y una zona de respeto de 98 511,9 ha.

¿Son piedras o son nubes? ¿son reales o es un sueño? 
 Dino Buzzati, ¿Pero qué son los Dolomitas?
Sono pietre o sono nuvole? Sono vere oppure è un sogno? 
 Dino Buzzati, Ma le Dolomiti cosa sono?

## Terminología
Cuando se habla de los Dolomitas la referencia puede ser a:
- a la sección alpina de los Dolomitas de la partición de los Alpes y de la de SOIUSA (sección 18 en la primera y 31 en la segunda). Tiene límites geográficos muy precisos y continuidad territorial: los límites son los ríos Adigio, Isarco y Rienza, el Passo di Monte Croce di Comelico y los ríos Piave, Brenta y Fersina.
- al grupo Dolomitas del AVE (Alpenvereinseinteilung der Ostalpen), correspondiente al grupo 52 de esta subdivisión. Los límites de esta delimitación no coinciden con los de la partición de los Alpes o de SOIUSA. De hecho, mientras que al norte y al este los límites de las dos subdivisiones son idénticos (es decir, el Isarco, el Rienza, el Passo di Monte Croce di Comelico y el Piave) hacia el sur, esta clasificación establece que el grupo se extiende mucho más allá del Feltrino, incluyendo todos los relieves entre el Piave y el Brenta hasta la llanura (macizo del Grappa y Colli Asolani). Hacia el oeste en lugar del Brenta, el límite continúa por el torrente Cismon hasta el Passo Rolle, desde aquí sigue el Travignolo, sube el Avisio unos metros y luego llega al Paso de Pampeago y desde aquí al Isarco por el torrente Ega. Por lo tanto, esta frontera excluye a las Dolomitas de Fiemme, que se convierten en un grupo separado.
- al conjunto de grupos montañosos caracterizado por una presencia predominante de roca dolomítica. Estos grupos se encuentran principalmente dentro de la sección alpina definida como los Dolomitas (sección alpina), pero también en otros grupos pertenecientes a otras secciones[c] Por otro lado, algunos grupos montañosos incluidos en la sección «Dolomitas» tienen poca o ninguna naturaleza dolomítica.[d] Parte de estos macizos fueron incluidos en 2009 en el nuevo bien declarado por la UNESCO Patrimonio de la Humanidad, con el nombre de «Dolomitas».

Este artículo trata de los Dolomitas según la tercera definición, por lo tanto desde un punto de vista geológico y cultural. Con respecto a las divisiones geográficas convencionales (primera y segunda definición), véase el artículo Dolomitas (sección alpina).

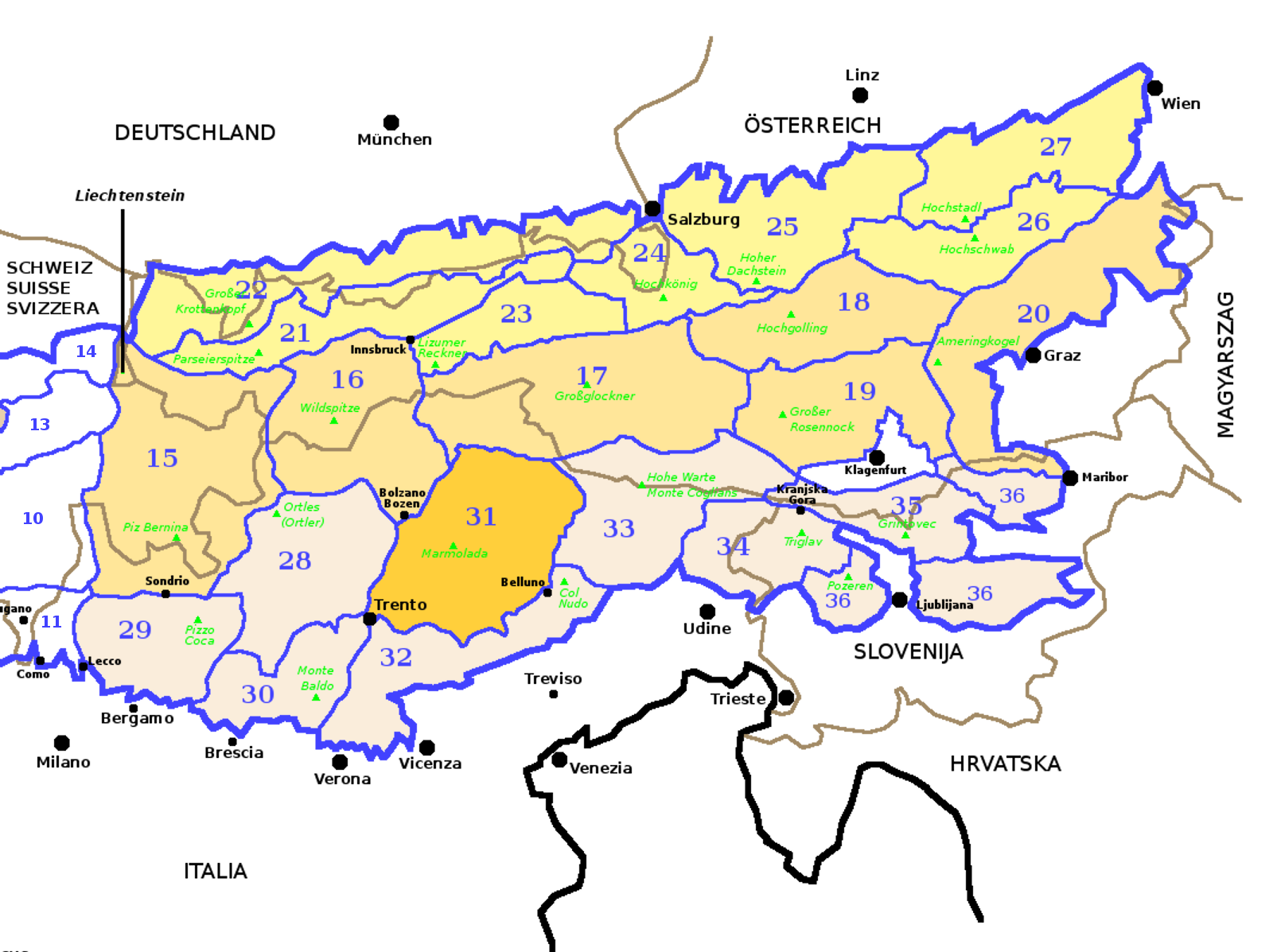
Las subdivisiones de los Alpes orientales según la SOIUSA; los Dolomitas corresponden al n.º 31.
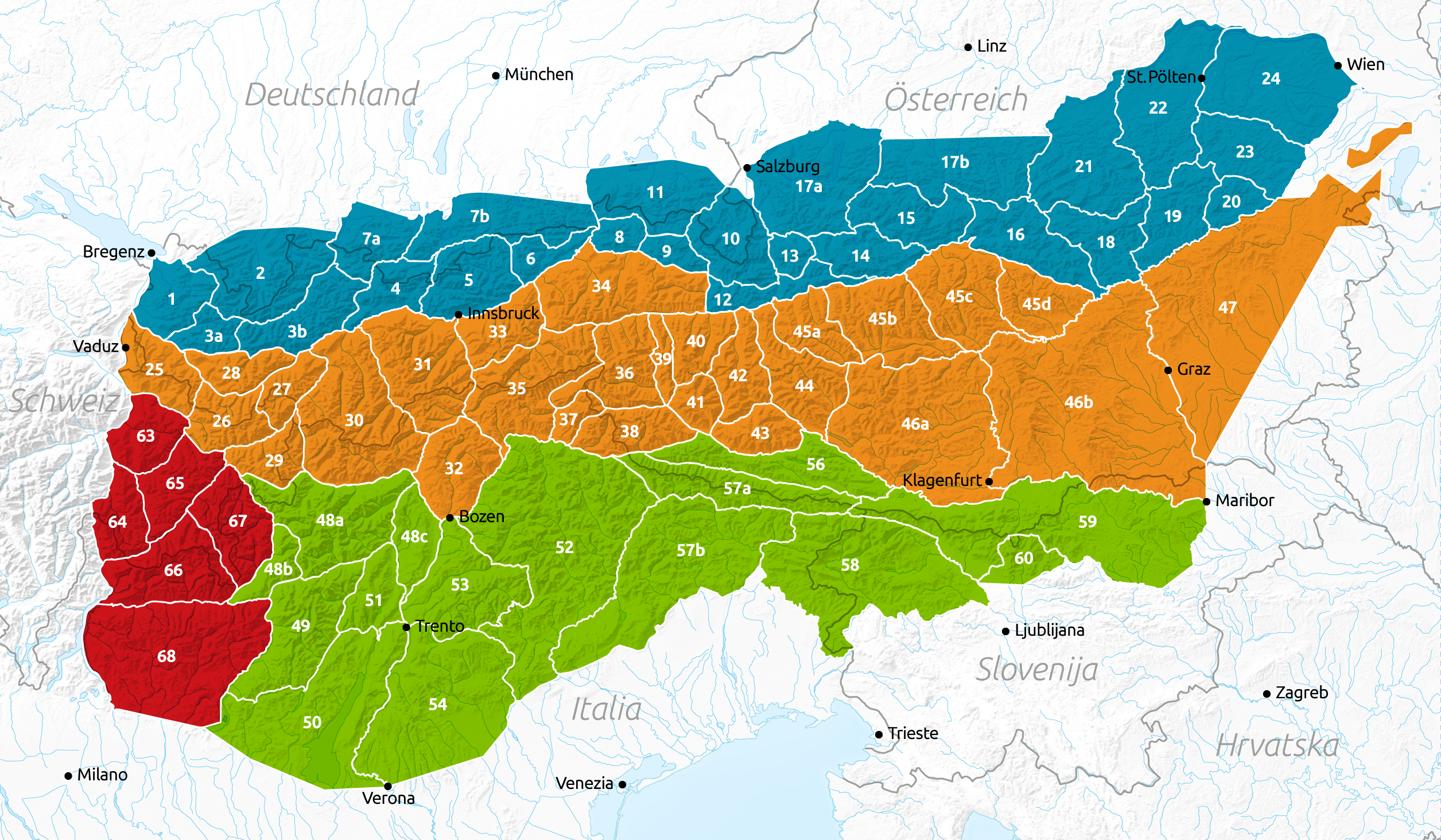
Las subdivisiones de los Alpes orientales según el AVE; los Dolomitas corresponden al n.º 52 y los Dolomitas de Fiemme al n.º 53
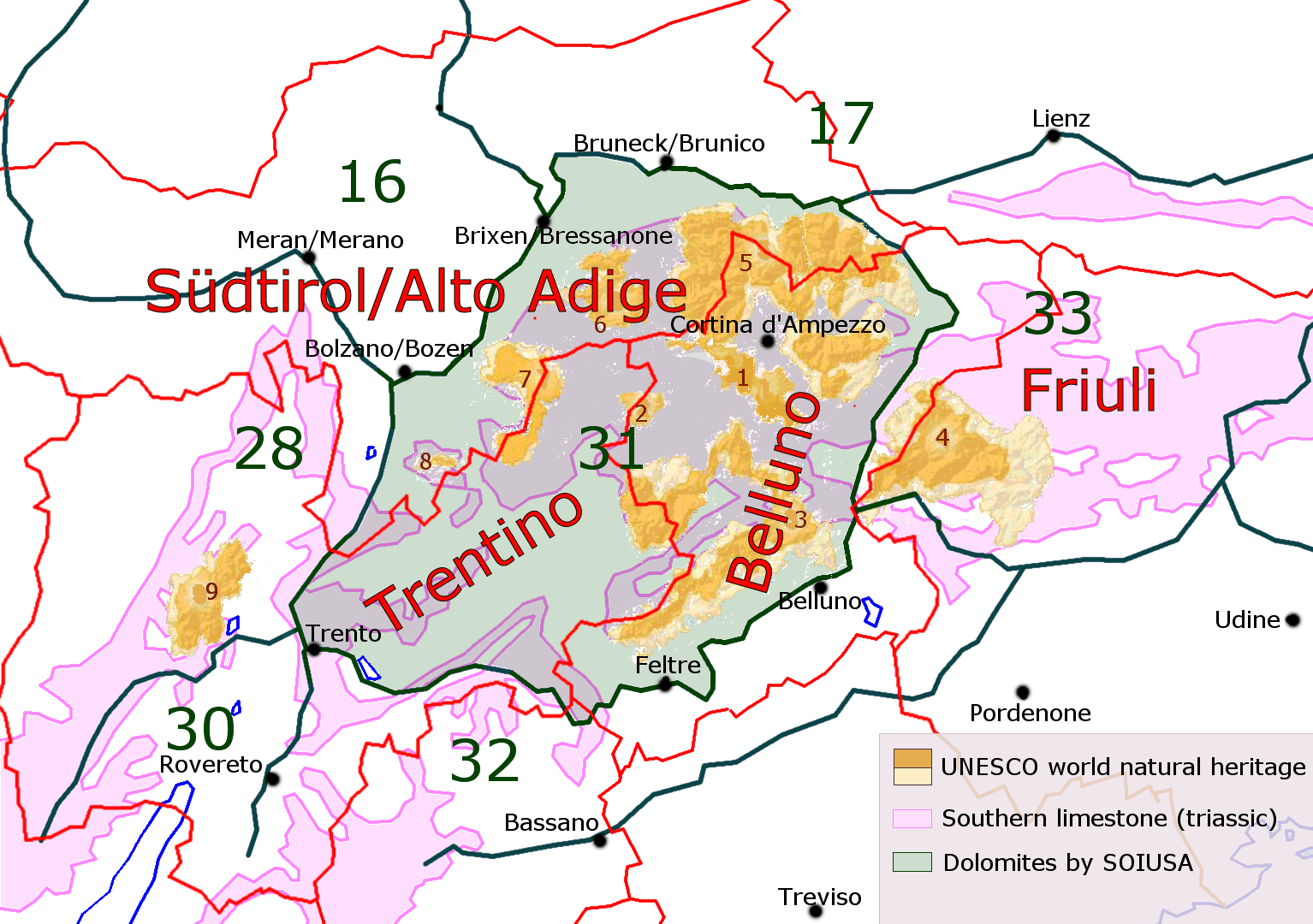
Otras delimitaciones: verde, definición según SOIUSA; rosa, áreas con roca dolomítica; naranja, nueve sitios Patrimonio de la Humanidad.

## Toponimia

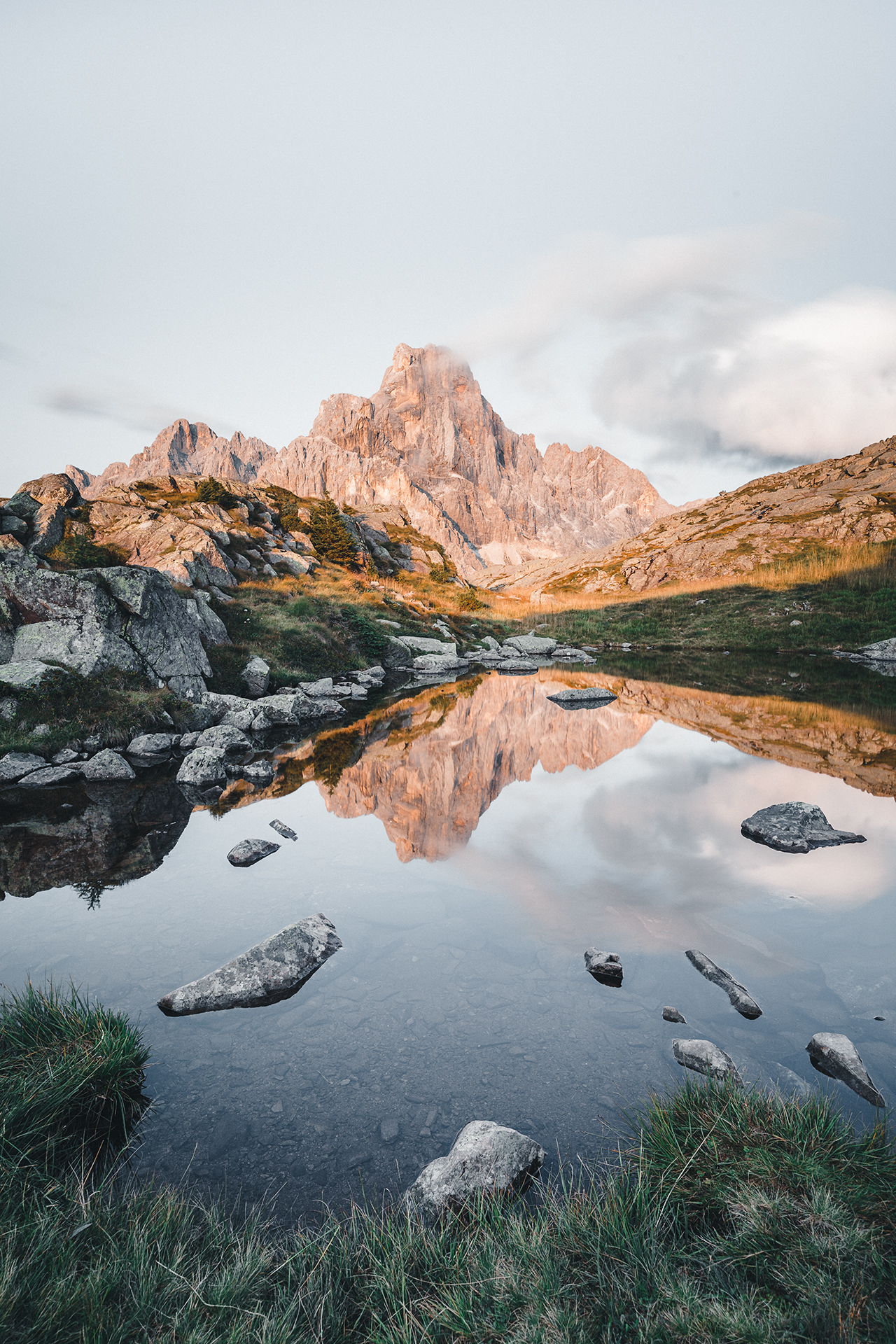
Grupo Pala

Antes de tomar el nombre de «Dolomitas» al macizo se le llamaba comúnmente Monti Pallidi, las «montañas pálidas». La denominación se refería a la peculiar blancura que distingue a las rocas de los tonos más oscuros de los sistemas alpinos circundantes. El folclore atribuía la particular luminosidad a un hechizo prodigioso, al igual que el fenómeno del alpenglow que se produce al anochecer. La composición mineral (presencia de carbonato de calcio y magnesio) del macizo le da un brillo particular y capacidad para reflejar la luz circundante, causando que las montañas se vuelvan rojas al inicio de la puesta del sol, luego violetas hasta desaparecer por completo con la oscuridad de la noche.
El nombre fue dado por Nicolas Théodore de Saussure en 1796 en homenaje a Déodat Gratet de Dolomieu (1750-1801),naturalista y geólogo que había estudiado por primera vez el tipo particular de roca predominante en la región, que por ello fue bautizada en su honor como dolomia, constituida principalmente por el mineral dolomita (MgCa(CO
3)
2) o carbonato doble de calcio y magnesio.
La primera denominación geográfica del término «Dolomitas» apareció en 1837 en una guía publicada en Londres, para describir la región montañosa que incluía los valles de Fassa, Gardena, Badia, el valle Pusteria y los Alpes del Véneto. Comenzó a afianzarse a partir de 1864, con la publicación de The Dolomite Mountains, narración del viaje de los naturalistas ingleses Josiah Gilbert y George Cheetham Churchil. Con este volumen se introdujo el término a nivel europeo. En 1876, el término Dolomitas apareció oficialmente por primera vez en un mapa del Imperio austrohúngaro. Sin embargo, no fue hasta después de la Gran Guerra, con la anexión de toda la región al Reino de Italia, que el término se arraigó definitivamente.

## Geografía

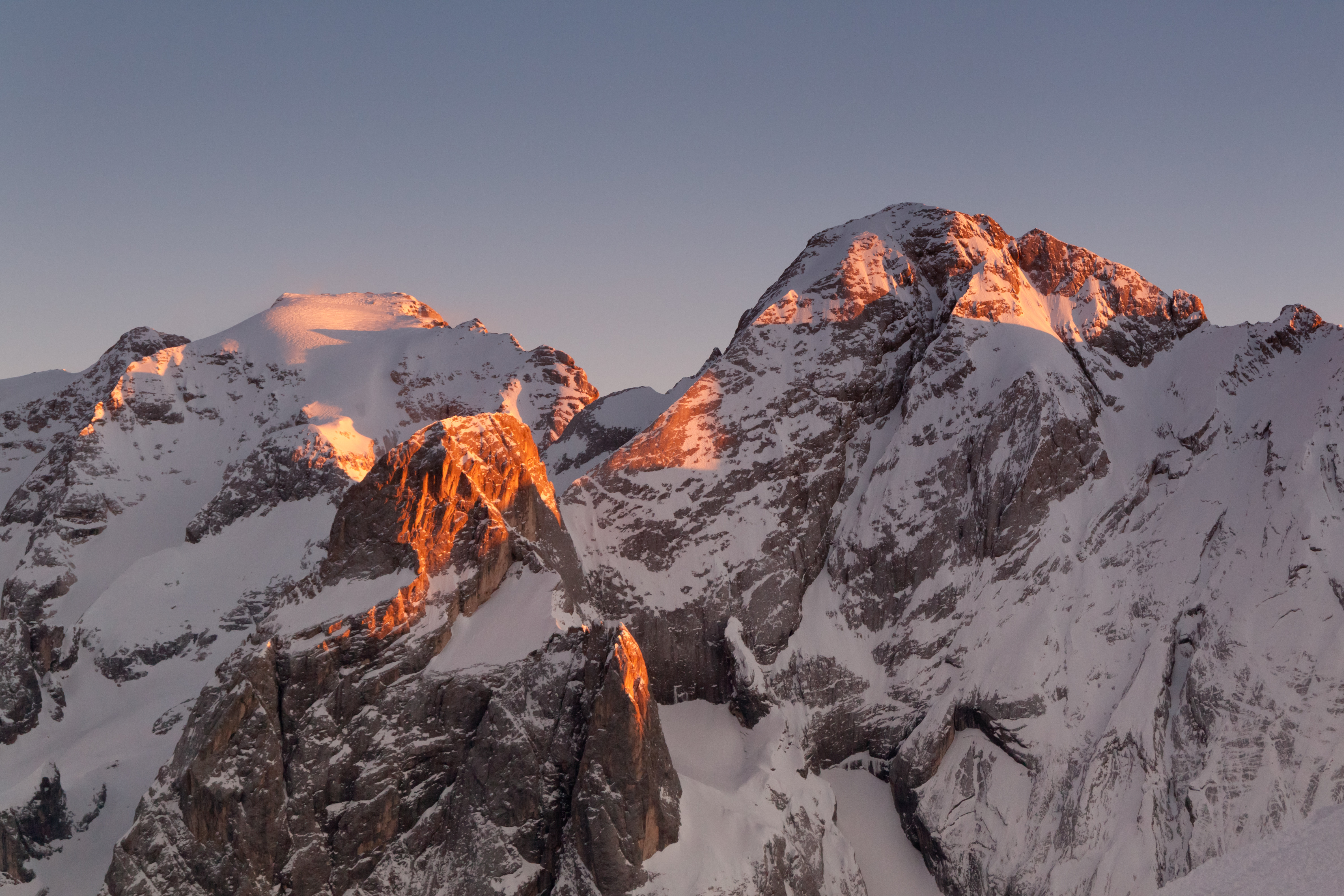
La Marmolada

### Delimitación

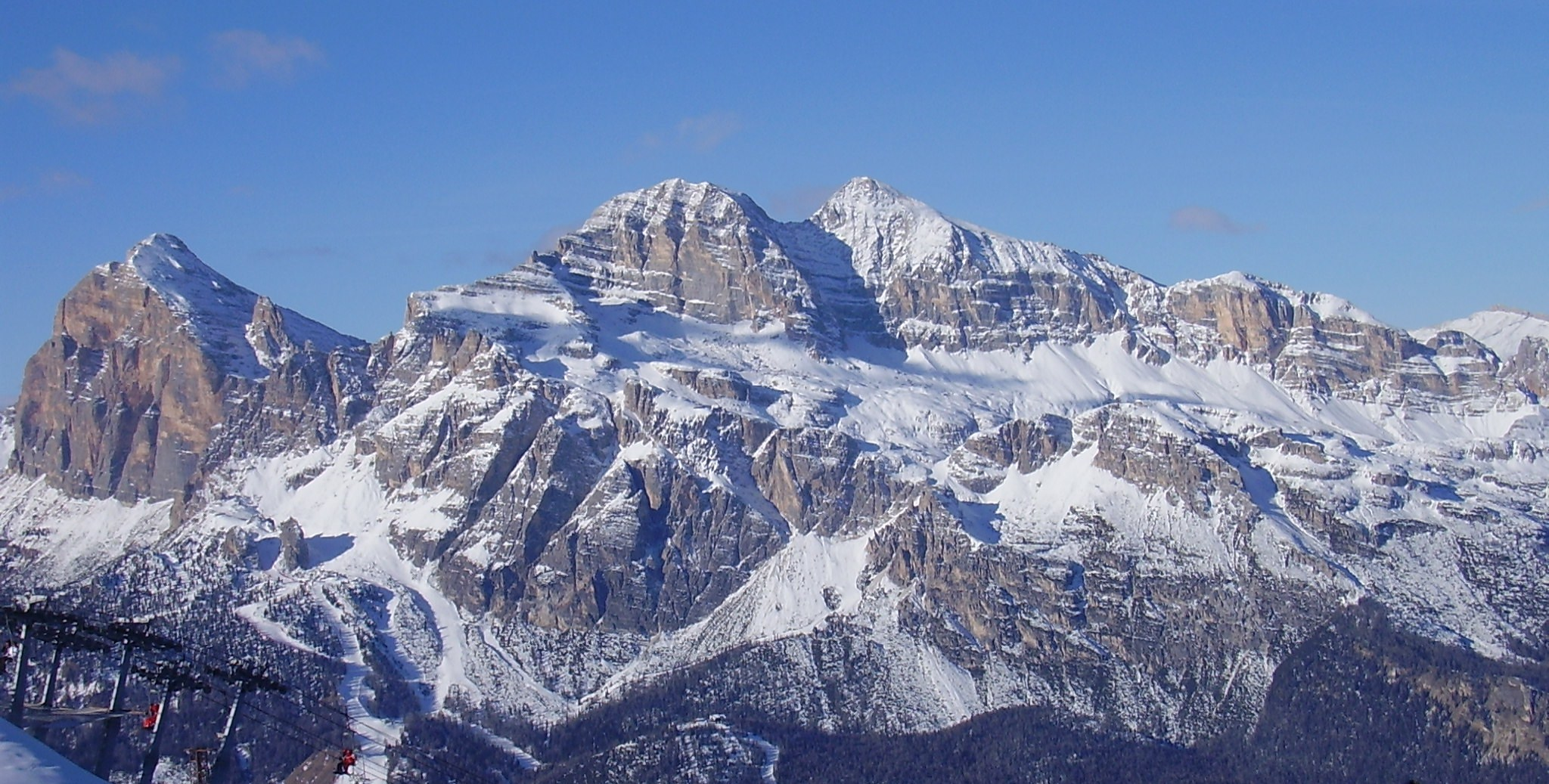
Tofane

Normalmente, el término Dolomitas se utiliza para referirse al conjunto de grupos montañosos caracterizado por una presencia predominante de roca dolomítica, delimitado convencionalmente al norte por el río Rienza y el Val Pusteria; al oeste, por los ríos Isarco y Adigio, con el valle homónimo; al sur, por el río Brenta del que se ramifica la cadena de Lagorai en la frontera con el Val di Fiemme; y, al este, por los ríos Piave y Cadore.
La existencia de los Dolomitas de Oltrepiave —situados al este del río Piave, en las provincias de Belluno, Údine y Pordenone (y también en parte de Austria, en la Baja Carintia en el Tirol oriental los Dolomitas de Lienz—, de los Dolomitas de Brenta (ubicados en el Trentino occidental), de los Pequeños Dolomitas (entre el Trentino y el Veneto), y de afloramientos esparcidos en los Alpes (por ejemplo, la cima del Gran Zebrù en el grupo Ortles-Cevedale o el grupo Sernio-Grauzaria con paredes de hasta 800 metros de altura) destaca el carácter puramente convencional de esta delimitación territorial.
Los Dolomitas, entendidos en el sentido más estricto, están divididos en dos áreas por el curso del torrente Cordevole (que fluye en la provincia de Belluno y es el principal afluente del Piave): «Dolomitas orientales», es decir, al este del Cordevole y los «Dolomitas occidentales» al oeste de Cordevole. La zona de los Dolomitas se extiende entre las provincias de Belluno, Bolzano, Trento, Údine y Pordenone. La Marmolada se conoce comúnmente como el pico más alto de los Dolomitas, con sus 3343 m s. n. m., pero cabe señalar que esta formación no está compuesta en absoluto de dolomia, sino principalmente de caliza blanca muy compacta (también como la dolomia derivada de arrecifes de coral), con inserciones de material volcánico.
Los Dolomitas son muy diferentes del resto de los Alpes; su aspecto está caracterizado por amplísimos valles cubiertos de bosques y prados desde los que se alzan, recortándose verticalmente por centenares de metros, los numerosos y aislados macizos montañosos. Estos últimos están formados en su mayor parte por una roca caliza de origen marino llamada dolomía (denominada así porque la estudió en el siglo XVIII el geólogo francés Déodat de Dolomieu).
La forma recortadísima y variada de los relieves se debe a la acción erosiva de los agentes atmosféricos que, a lo largo de millares de años, han erosionado los estratos superficiales más blandos, formando torres, grietas, agujas, angostas sendas en la roca, etc. Los residuos de esta lenta corrosión, acumulados a los pies de las paredes, forman los característicos ghiaioni.

### Principales valles

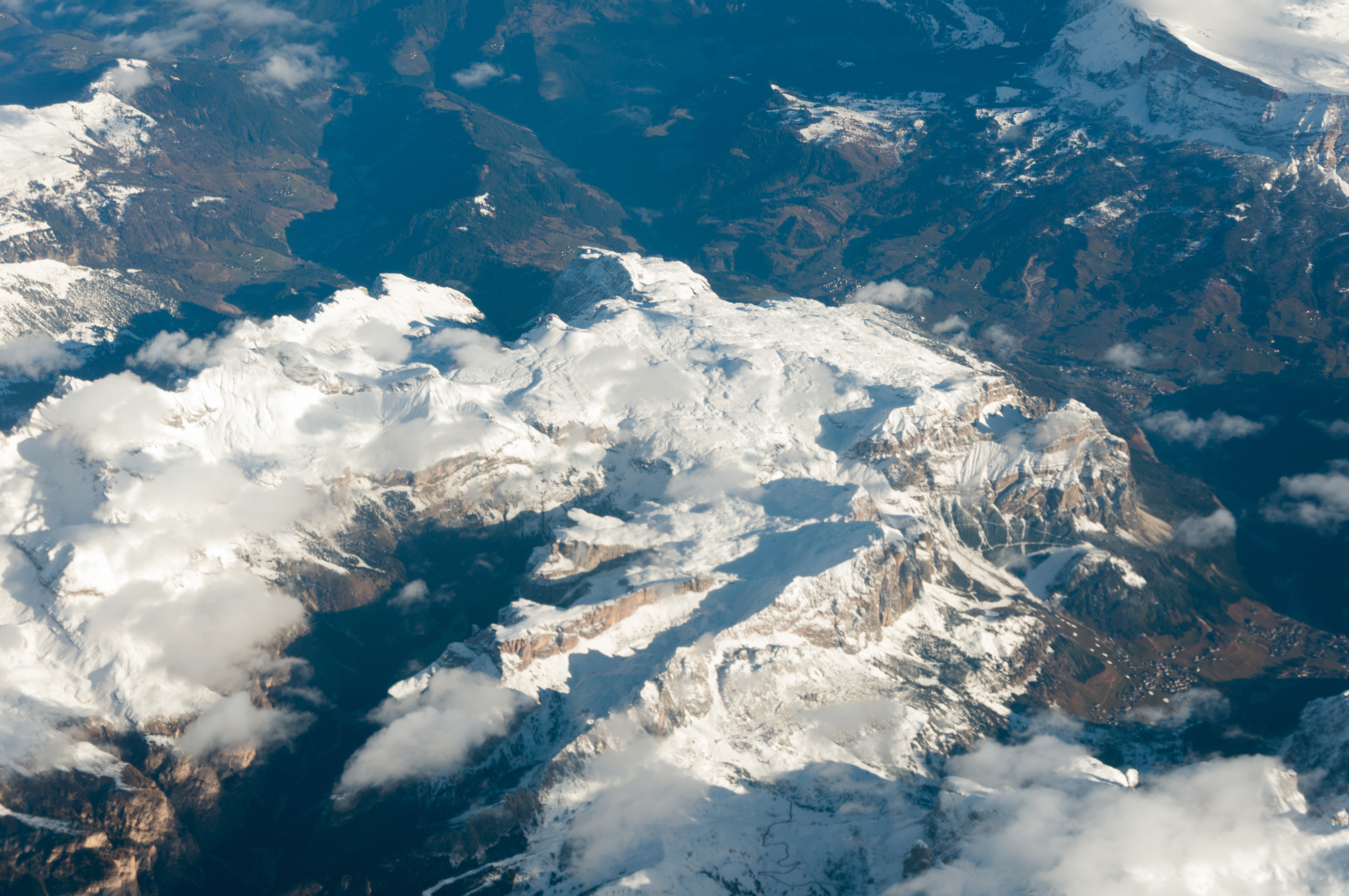
El grupo del Puez y el grupo de los Odle; en la derecha, el val Badia.

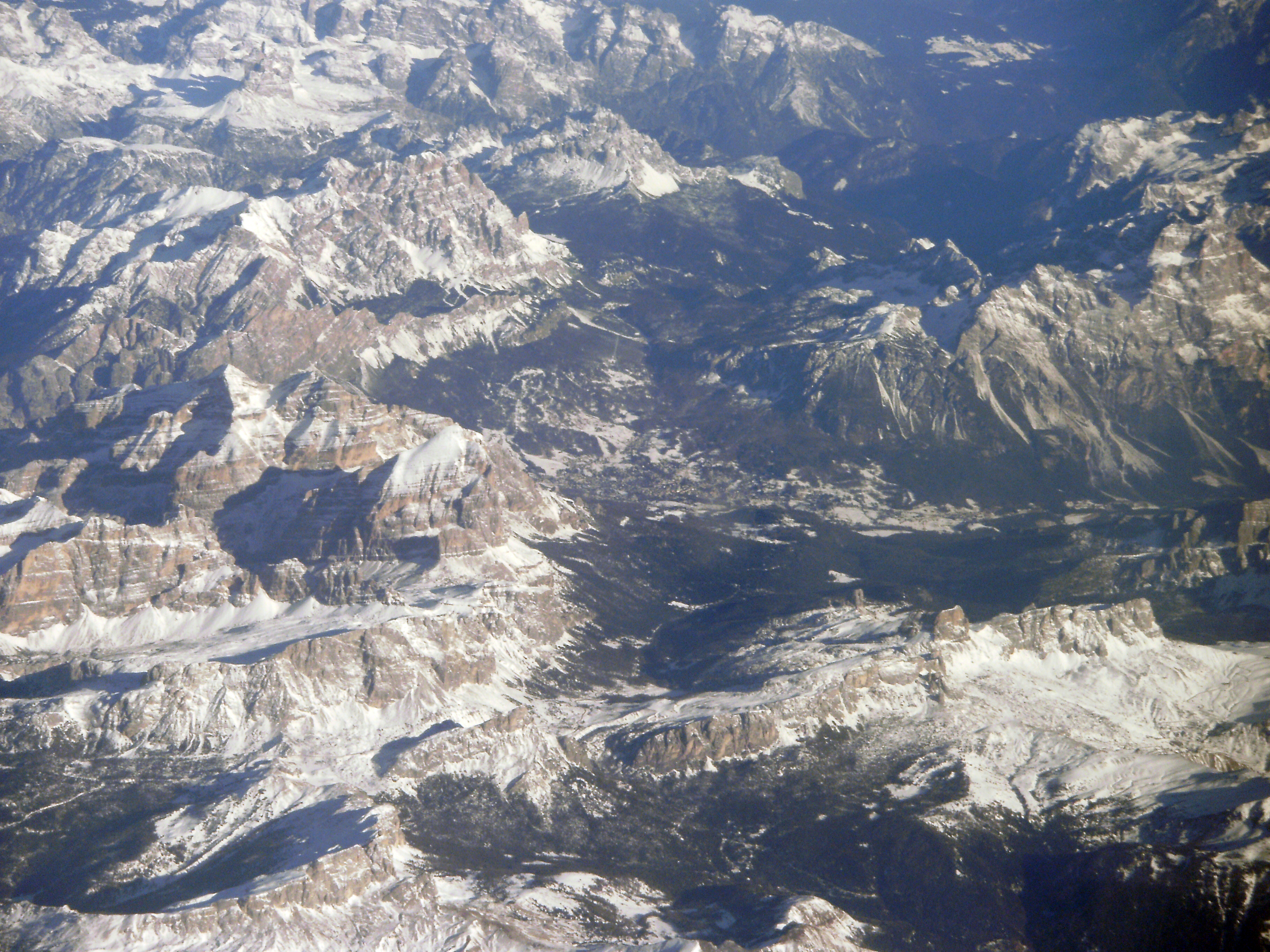
Vista aérea del valle de Ampezzo desde el este

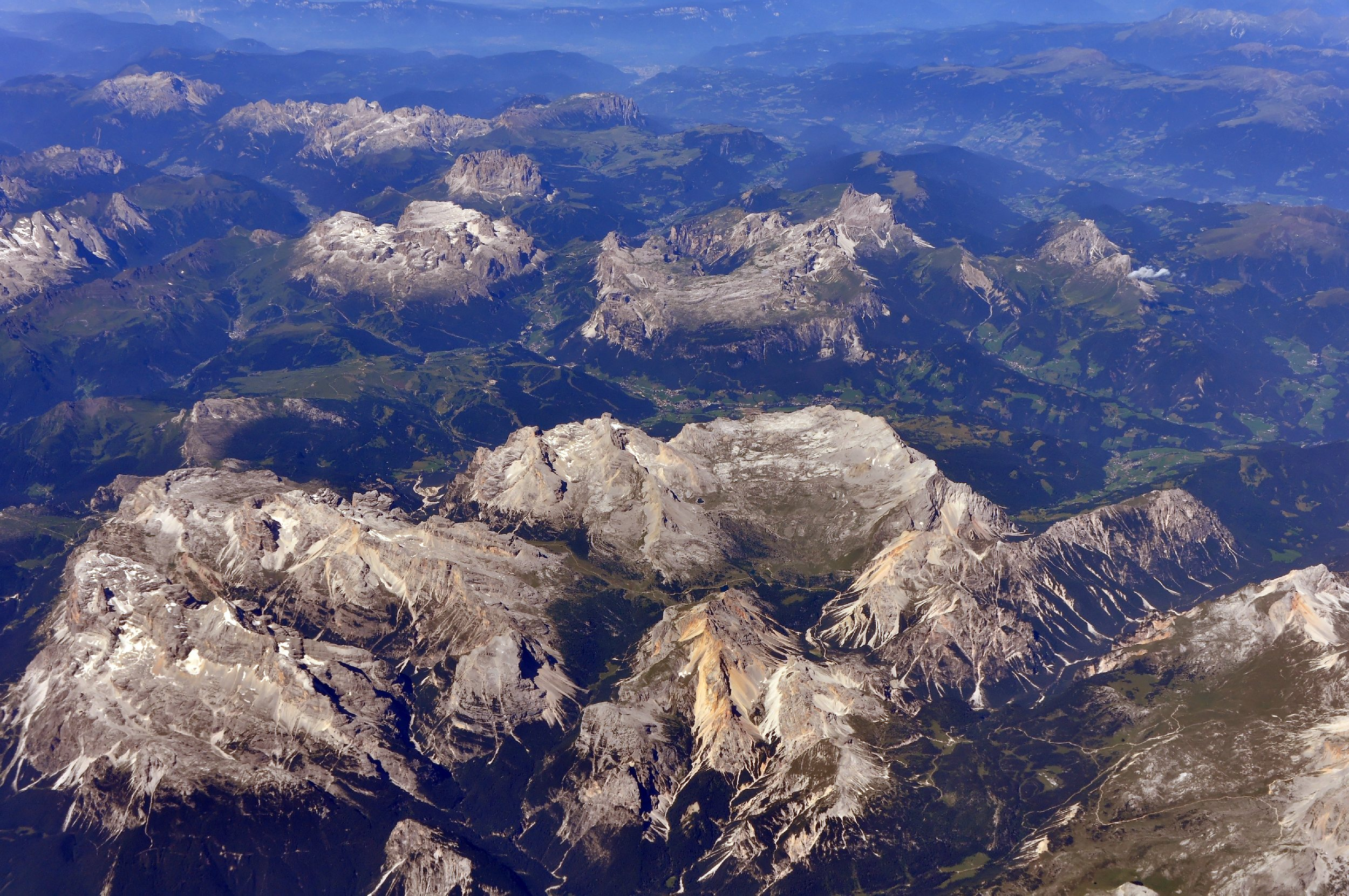
Los Dolomitas desde el oeste; en primer plano, el valle de Rudo aguas arriba de Marebbe; en medio, el Val Badia en el centro y el Val di Fassa a la izqda.; al fondo, el valle de Isarco y Bozano.

Los Dolomitas están bordeados por el valle del Isarco al oeste. Al norte, bordean el valle Pusteria, con el Rienza, que desemboca en el valle de Isarco cerca de Bressanone.
Al oeste de Brunico, en el valle Pusteria, se encuentra la entrada al valle de Badia que conduce al noroeste del grupo Sella; por el paso de Gardena al norte del grupo montañoso, el valle se conecta con el valle de Gardena, que conduce al oeste al valle del Isarco; al este, el paso de Campolongo da acceso al valle de Cordevole; al sur, el puerto de Pordoi conduce al Val di Fassa, a su vez unido al valle de Gardena por el paso de carretera más alto de los Dolomitas, el paso de Sella situado al este del grupo homónimo. El recorrido por el grupo montañoso del Sella forma una ruta denominada Sellaronda, que se puede recorrer en bicicleta o en esquí durante el período invernal. Al sur del valle de Gardena se encuentran los Alpes de Siusi y el parque natural Schlern-Rosengarten.
Los valles de Gardena, de Badia y de Fassa y el municipio de Cortina d'Ampezzo forman el área de Ladinia en la que todavía se habla la lengua ladina. Desde el paso de Pordoi, al sur del grupo Sella, el Val di Fassa conduce al suroeste. Mientras que el val di Fassa está formado por el curso superior del Avisio, su curso inferior, después de Moena, cruza el val di Fiemme hasta el valle del Adigio cerca de Trento, la distinción de nombres entre los dos valles tiene razones históricas. El límite territorial de los Dolomitas se define en Predazzo, solo la parte aguas arriba del Val di Fiemme pertenece a la cordillera, excluyendo la parte aguas abajo, así como el valle del Adigio. El valle de Travignolo se extiende desde Predazzo hasta el passo Rolle, que conduce al valle de Primiero.
Los otros valles laterales del valle de Pusteria son el Val di Landro y el valle de Sesto. El val di Landro separa los Dolomitas de Braies de los Dolomitas de Sesto al este y conduce a Monte Cristallo. Lleva a Cortina d'Ampezzo en la cuenca de Ampezzo, parte aguas arriba del valle del Boite, por el paso Cimabanche, y al val d'Ansiei via la SP 49. El valle de Sesto forma parte de la frontera oriental de los Dolomitas en general. Está conectado al este con el Val Comelico, un valle lateral del alto valle del Piave, en el Cadore a través del paso Monte Croce di Comelico. El valle del Boite es un valle lateral del alto valle del Piave, que se extiende desde Sappada hasta Belluno. Está conectado al este con el valle de Ansiei por el paso Tre Croci y al oeste con el valle de Cordevole por el paso de Giau y con el valle de Fiorentina, el tercer paso de carretera más alto de los Dolomitas. Finalmente, el valle de Oten, un valle lateral del alto valle del Piave, se encuentra entre el valle del Boite y el valle de Comelico. Separa el grupo del Marmarole del grupo del Antelao.
Los otros valles laterales del valle del Isarco son el valle de Funes al norte (entre los valles de Pusteria y de Gardena), que está conectado a los valles de Badia por el Würzjoch, y el valle de Tires al sur del grupo del Sciliar, que conduce al grupo del Catinaccio y se une al Val de Ega via el puerto de Nigra. El valle de Ega conduce hacia el oeste hasta el valle del Isarco cerca de Bolzano y termina al este en el paso de Costalonga, al sur del Catinaccio, un paso que conduce al valle de Fassa.
El valle de Cordevole sigue el curso del arroyo de Cordevole, desde el paso de Pordoi hasta el suroeste de Belluno, donde desemboca en el Piave. El valle es parte de la región Agordina, que también incluye los afluentes del Cordevole, así como los valles relativos, siendo los principales el Val di San Lucano, el valle de Biois, el valle de Fiorentina y el valle de Pettorina. La Agordina está dominada por la Marmolada y los Pale, al oeste, y por la Civetta, al este. Al este del Civetta está el Val di Zoldo, que ya se encuentra con el valle de Piave al norte de Belluno; al oeste, el valle del Mis, que se une al Piave al sureste de Belluno. Al sur de Belluno, el valle se llama Valbelluna. Forma el límite sureste de los Dolomitas.
Los principales valles son: 
- Vallata Agordina
- Val Badia
- Valbelluna
- Valle del Biois
- Valle del Cordevole
- Cadore
- Val Comelico
- Val d'Ansiei
- Conca Ampezzana
- Val Boite
- Val Fiorentina
- Val di Fiemme
- Val di Fassa
- Val di Funes
- Val Gardena
- Val di Landro
- Valle di Livinallongo
- Valle del Primiero
- Val di Tires
- Val di Zoldo
- Val Rendena
- Valli Giudicarie Esteriori
- Val di Tovel
- Val d'Ambiez
- Meseta de la Paganella
- Val San Pellegrino
- Val d'Ega
- Val Pettorina
- Valle di San Lucano

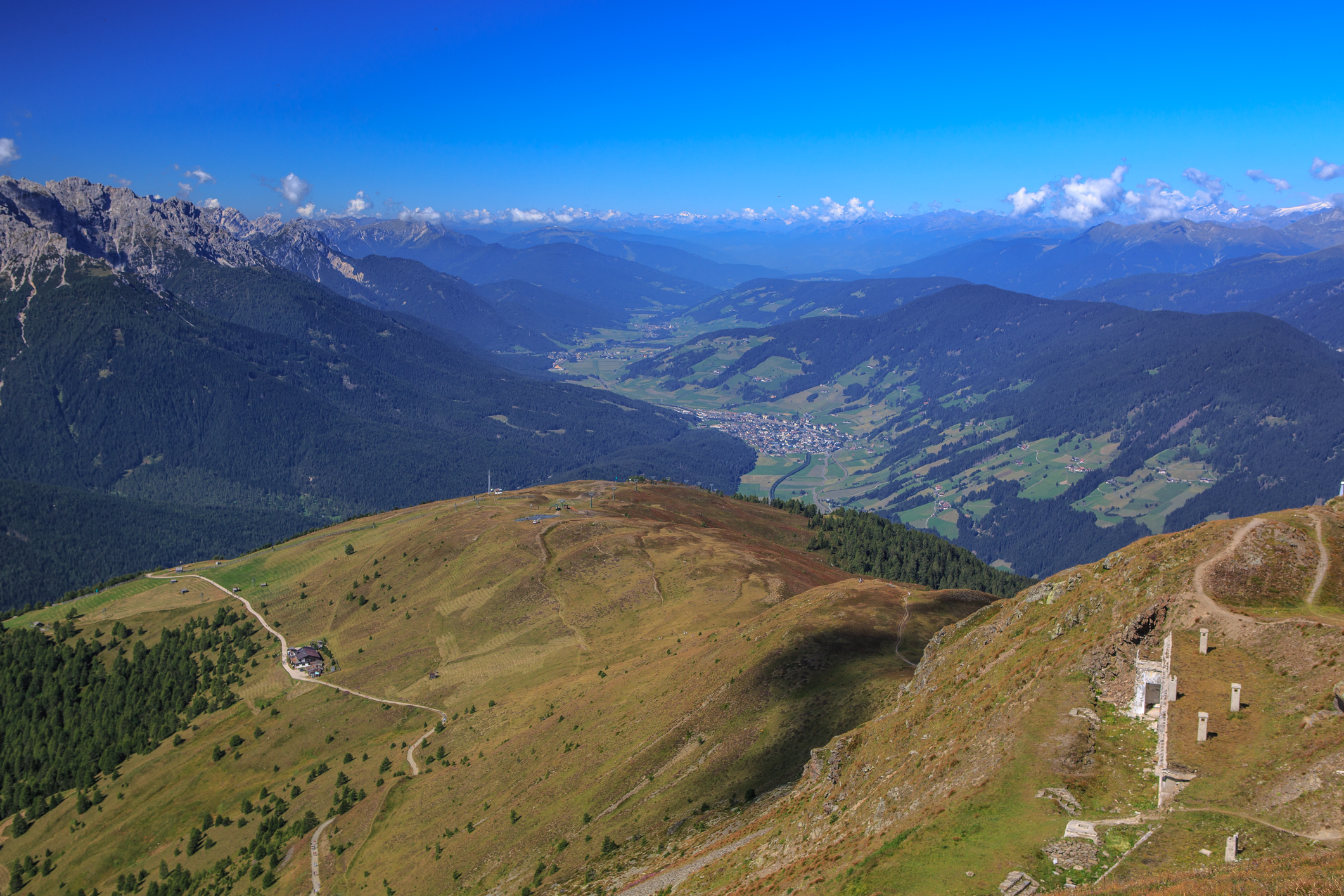
Vista de las comunas de San Candido y Dobbiaco en el val Pusteria desde el monte Elmo. A izquierda, el val di Sesto.
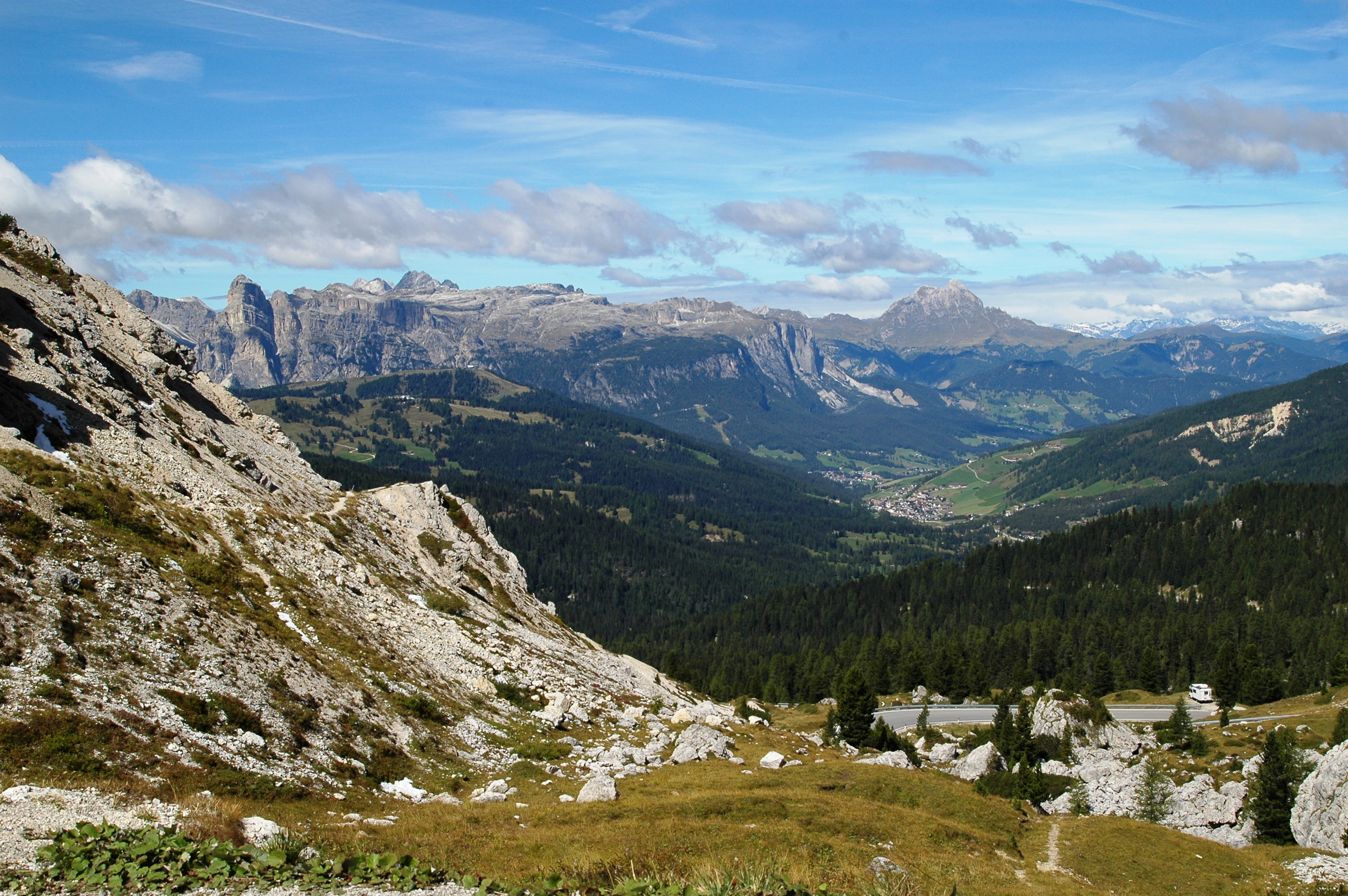
El valle de San Cassiano, valle lateral del val Badia, desde el paso de Valparola.
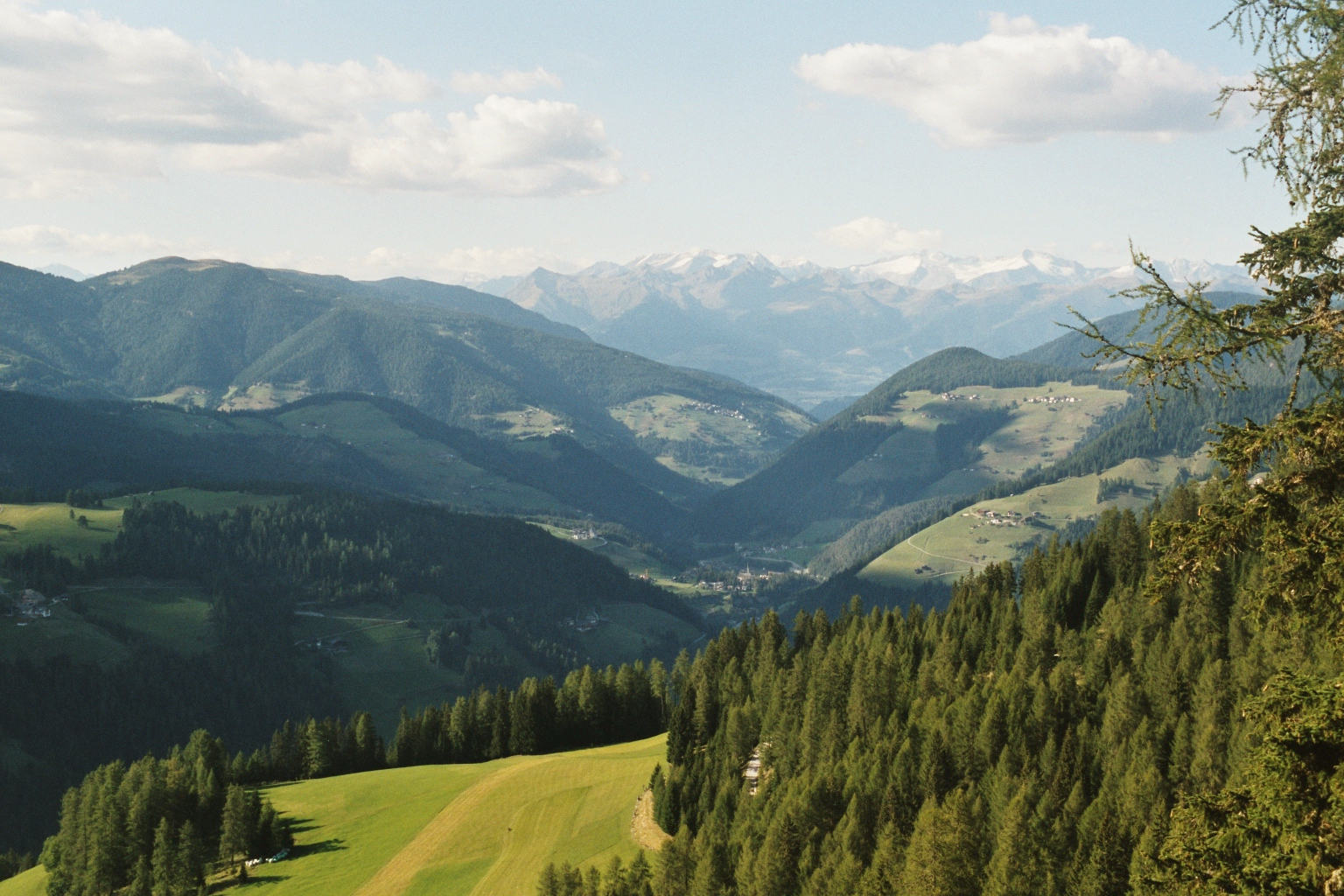
Le val Badia.
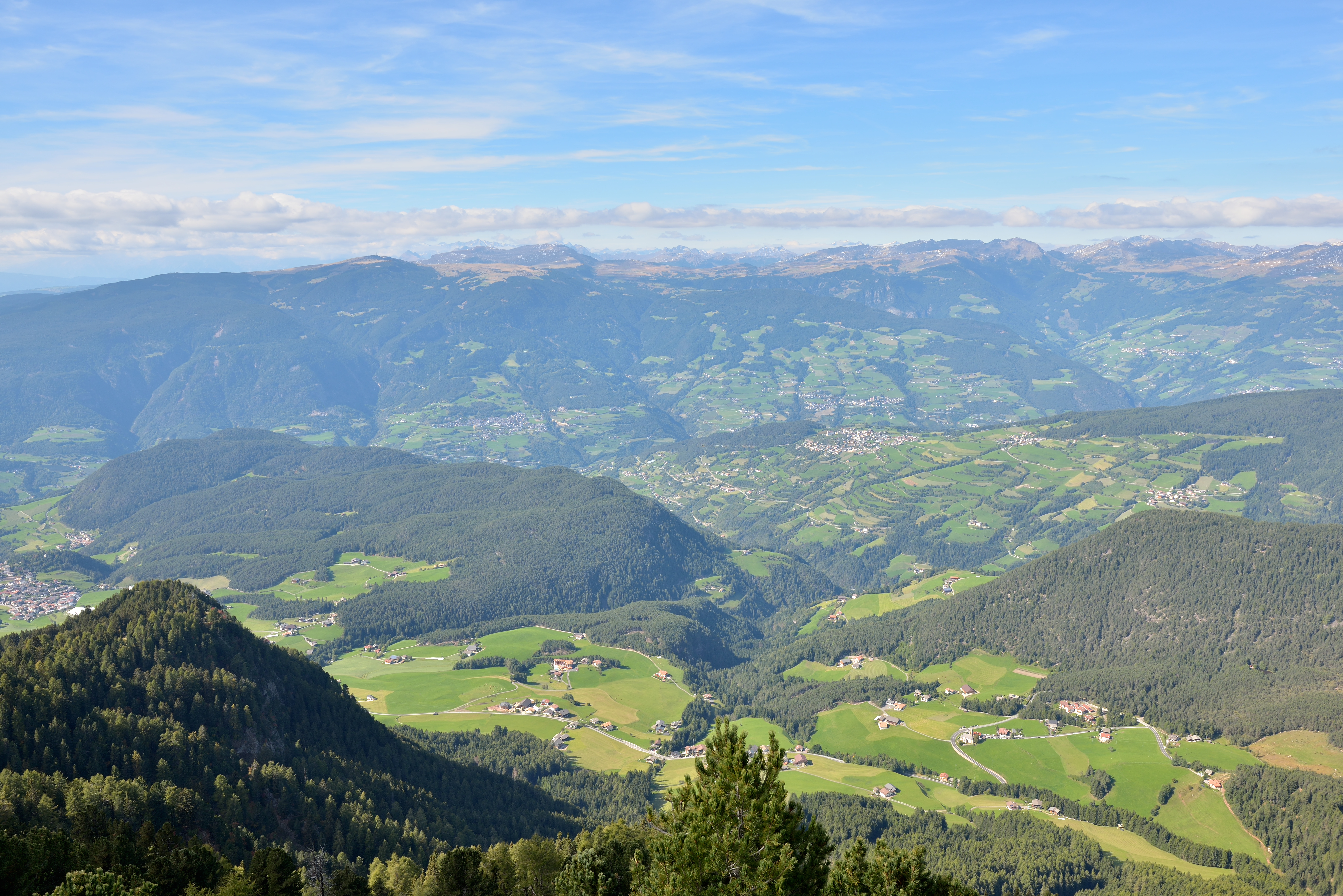
El valle del Isarco.
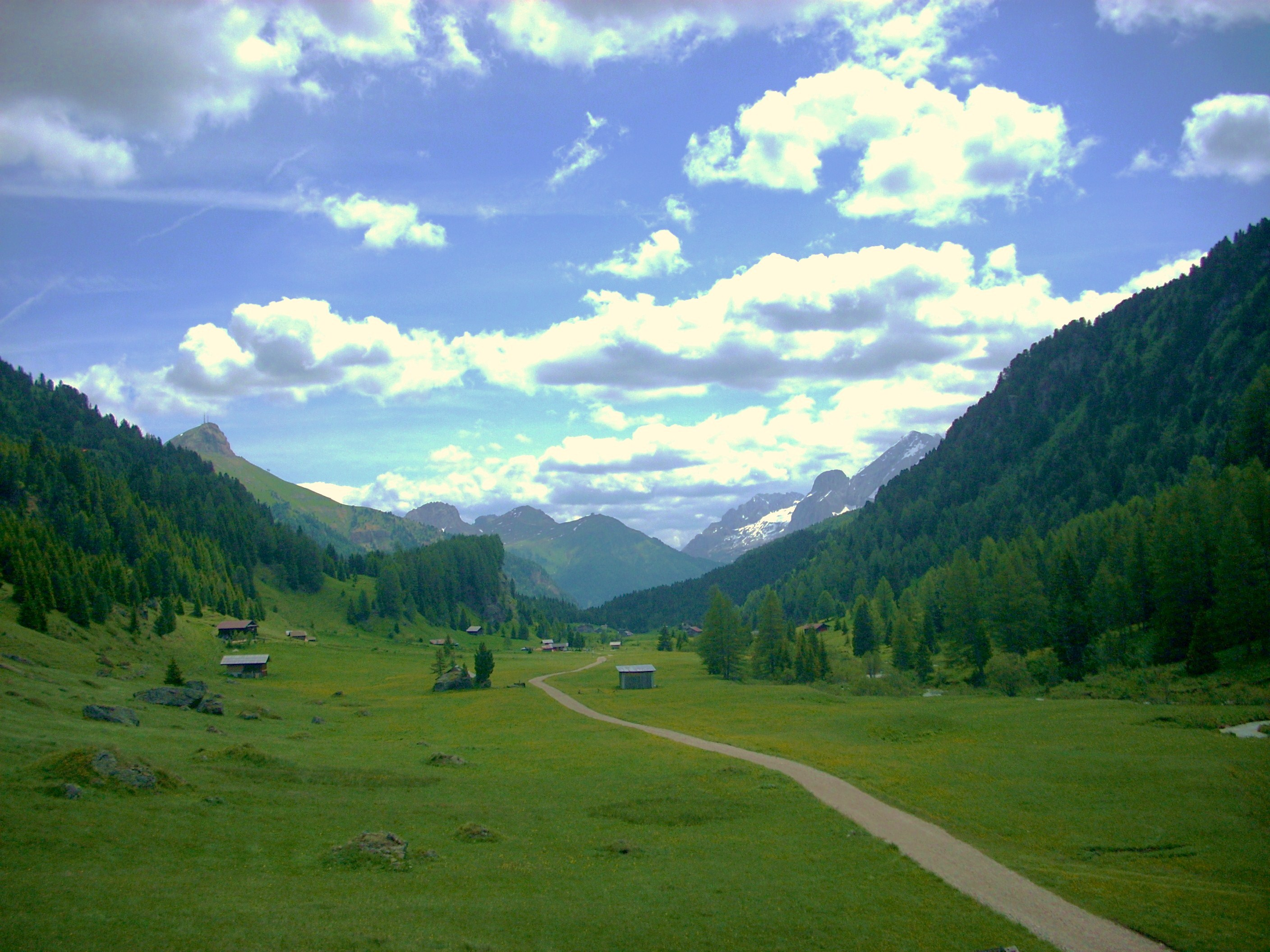
El val Duron, valle lateral del val di Fassa.

## Geología
La génesis de este tipo de roca carbonatada comienza con la acumulación de conchas, corales y algas calcáreas, en un ambiente marino y tropical (similar al actual arrecife de coral de las Bahamas y del oriente de Australia), que tuvo lugar en el Triásico, hace aproximadamente 250 millones de años, en áreas con latitud y longitud muy diferentes a la ubicación actual de los Dolomitas, donde existían mares cálidos y poco profundos. En el fondo de esos mares se acumularon cientos de metros de sedimentos que, por su propio peso y perdiendo los fluidos internos, se convirtieron en roca. Posteriormente, la colisión entre la placa europea y la placa africana (orogenia alpina) sacó estas rocas elevándolas a más de 3000 m sobre el nivel del mar.
La historia orogenética de las Dolomitas, sintetizando, fue la siguiente:
- hace 270-235 millones de años, las rocas sedimentarias se acumularon en la tierra y en el mar. Se formaron atolones y arrecifes de coral, a menudo devastados por erupciones volcánicas;
- hace 235-180 millones de años, la piedra caliza y la dolomia se acumularon en el fondo de lagunas llanas y costeras;
- hace 180-80 millones de años, los mares profundos permitieron la acumulación de piedra caliza y margas en espesos estratos;

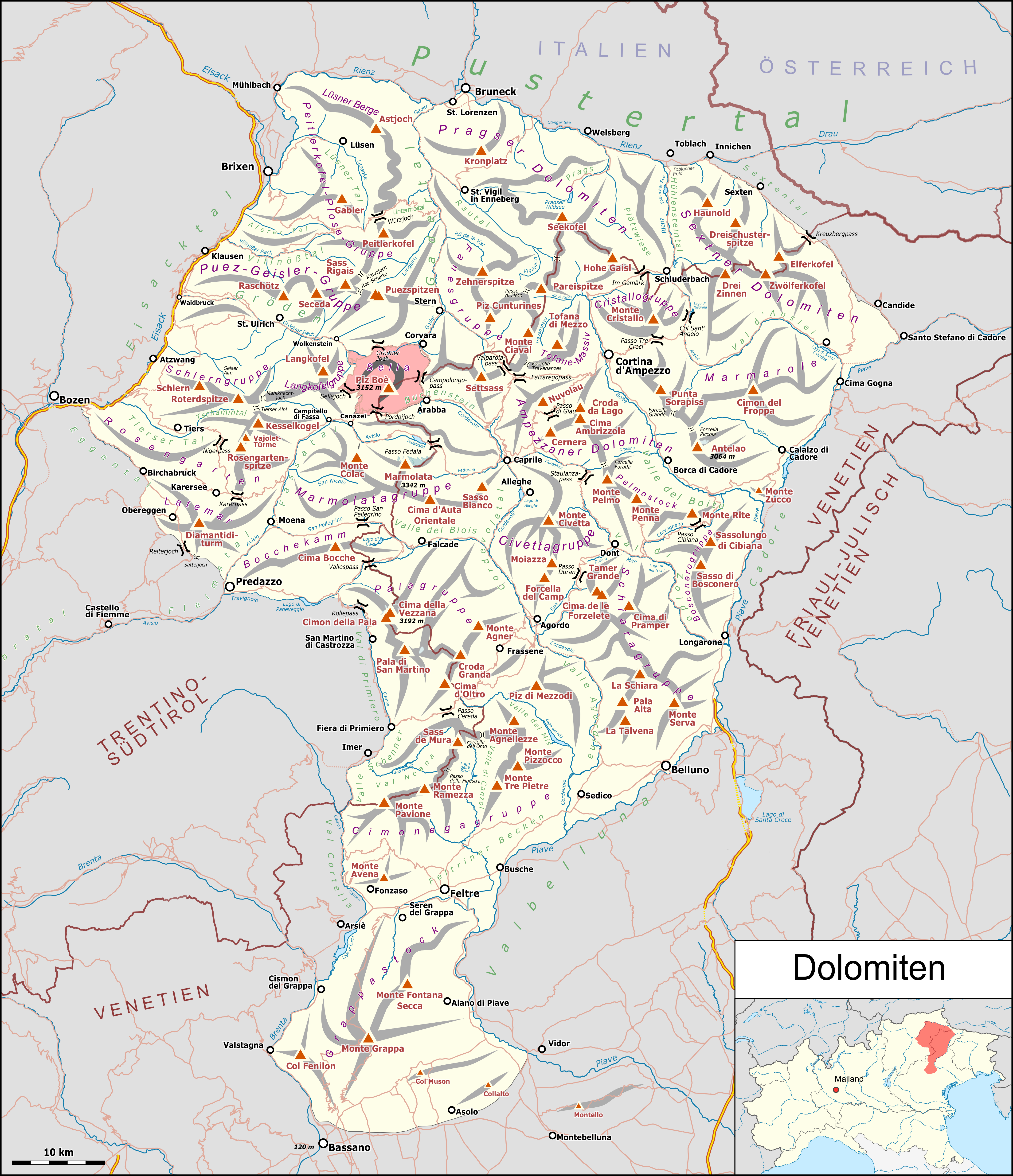
hace 20 millones de años nacieron las montañas a través de la deformación del antiguo lecho marino. La placa africana chocó con la euroasiática, provocando el ascenso de los Dolomitas (por ejemplo, el Grupo Sella, que se elevó casi mil metros sobre el paisaje circundante, era una única gran barrera de coral).
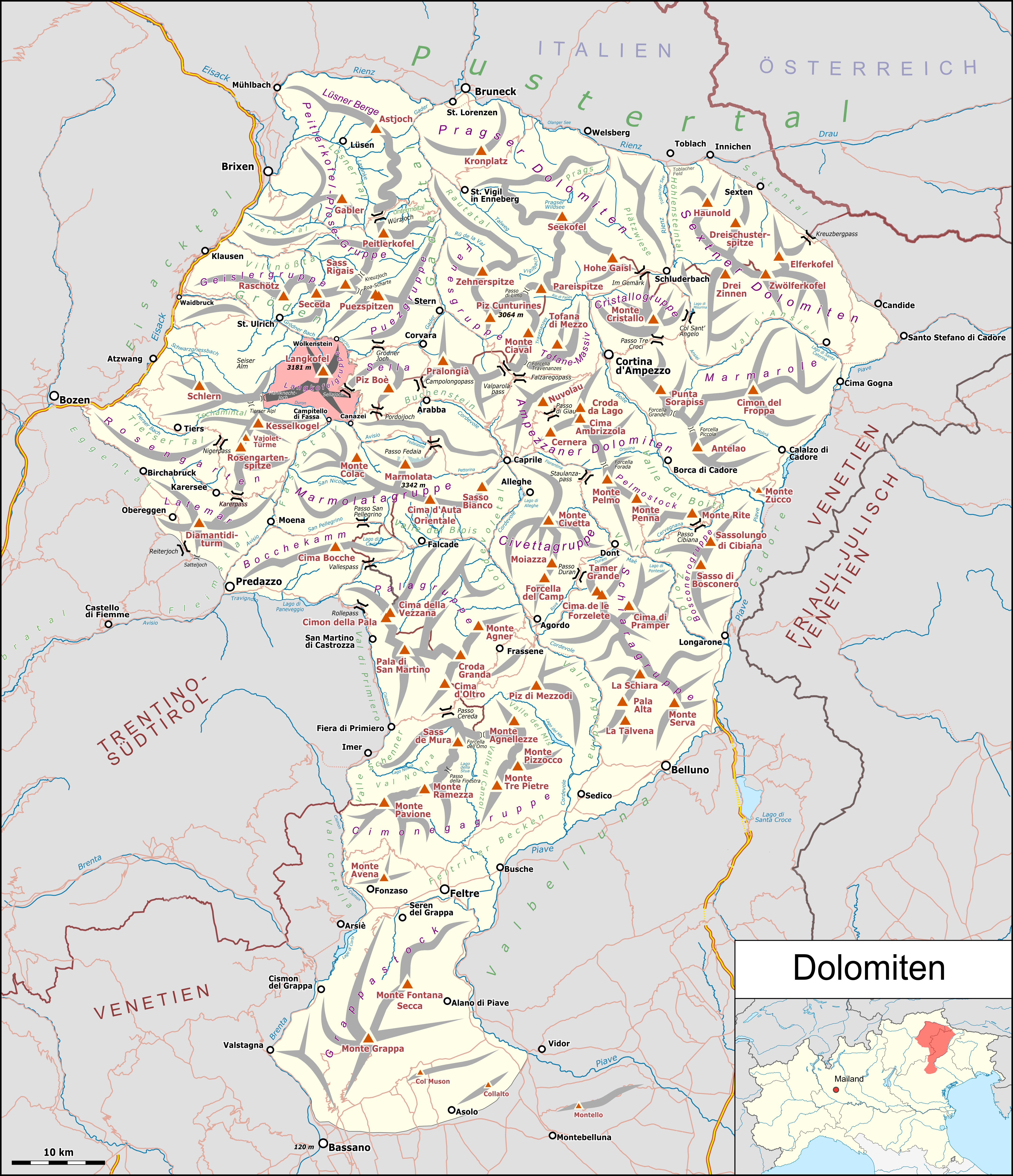
Grupo del Sassolungo
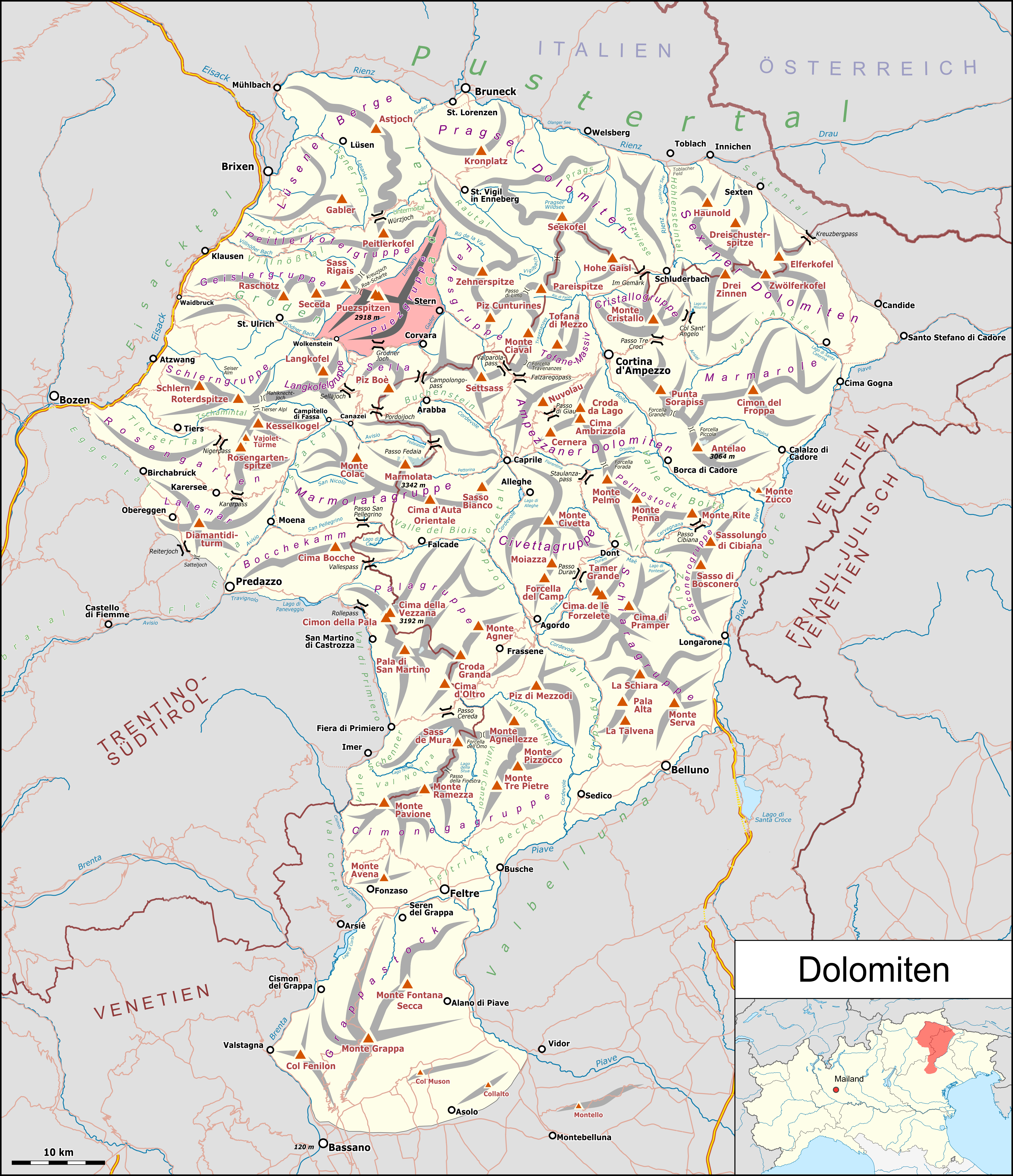
Grupo del Puez
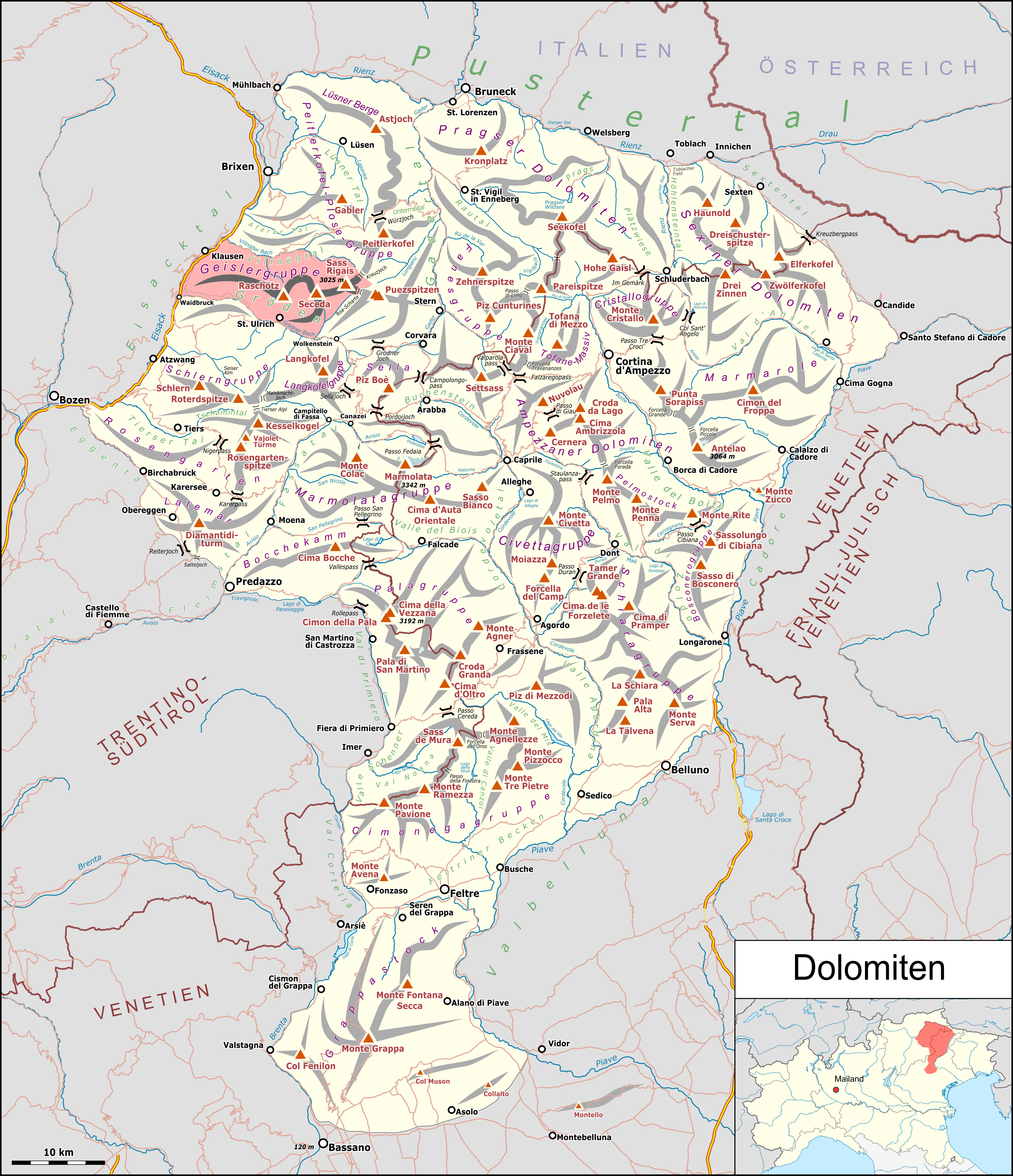
Grupo de las Odle
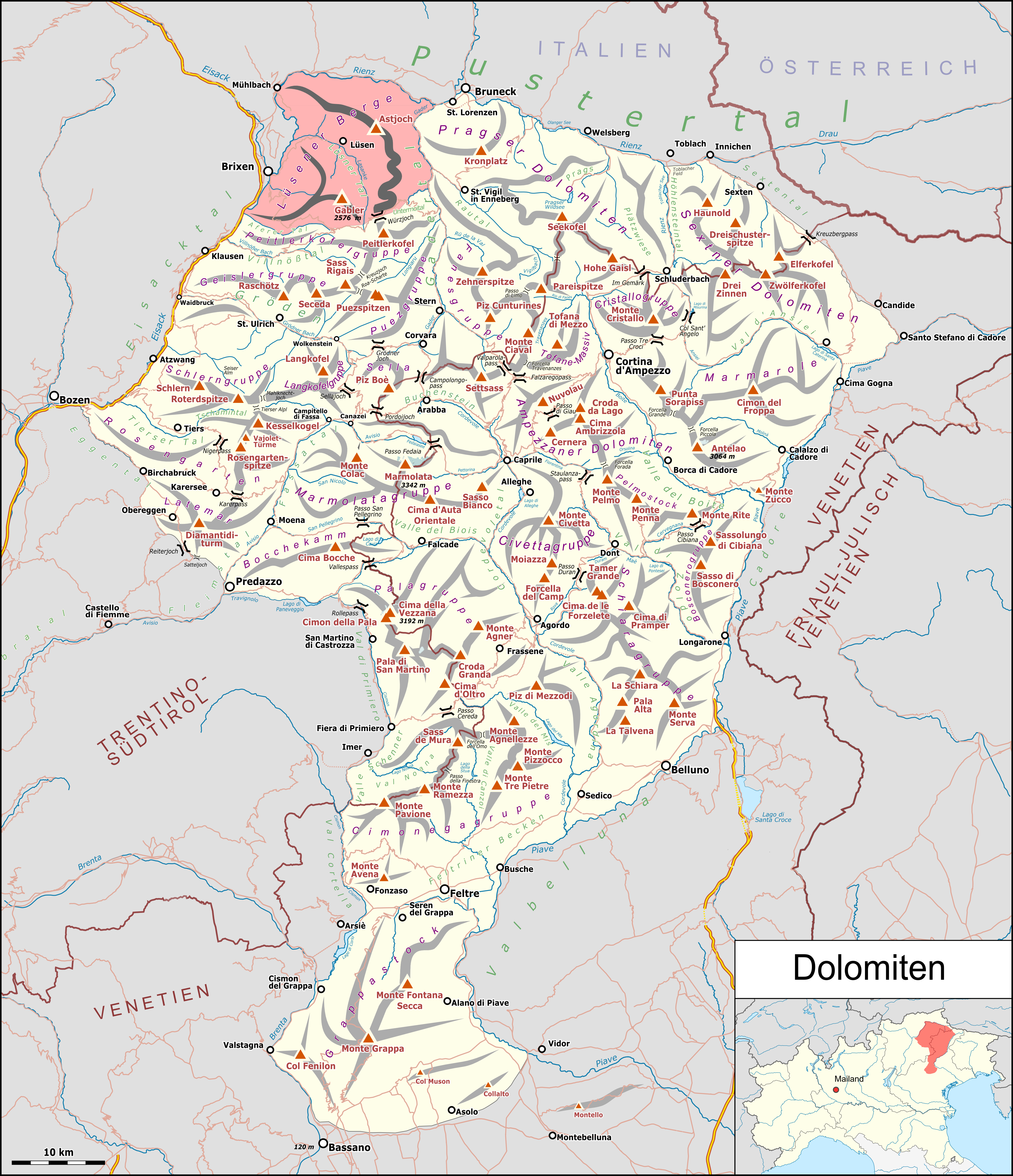
Grupo Plose
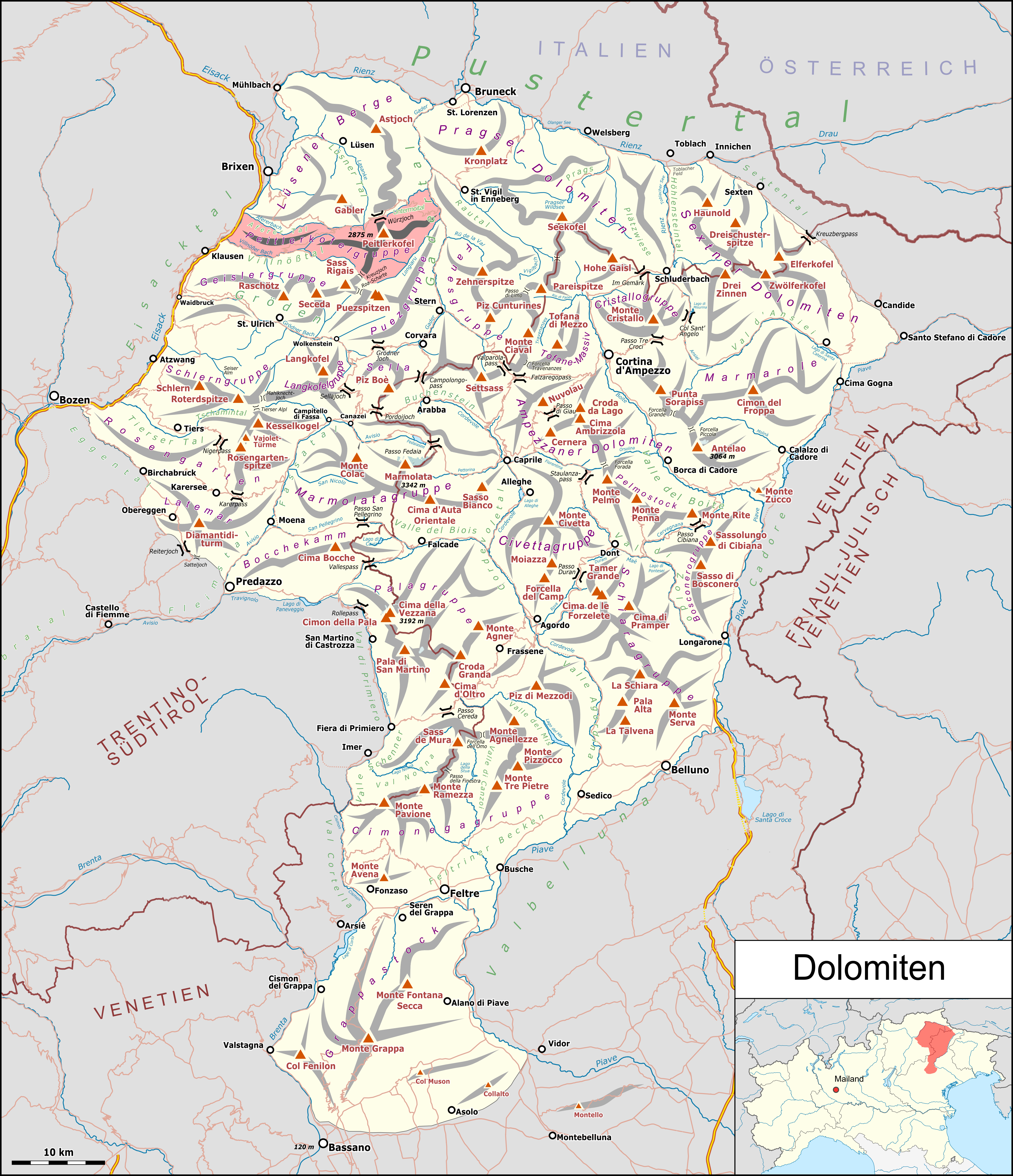
Grupo Putia
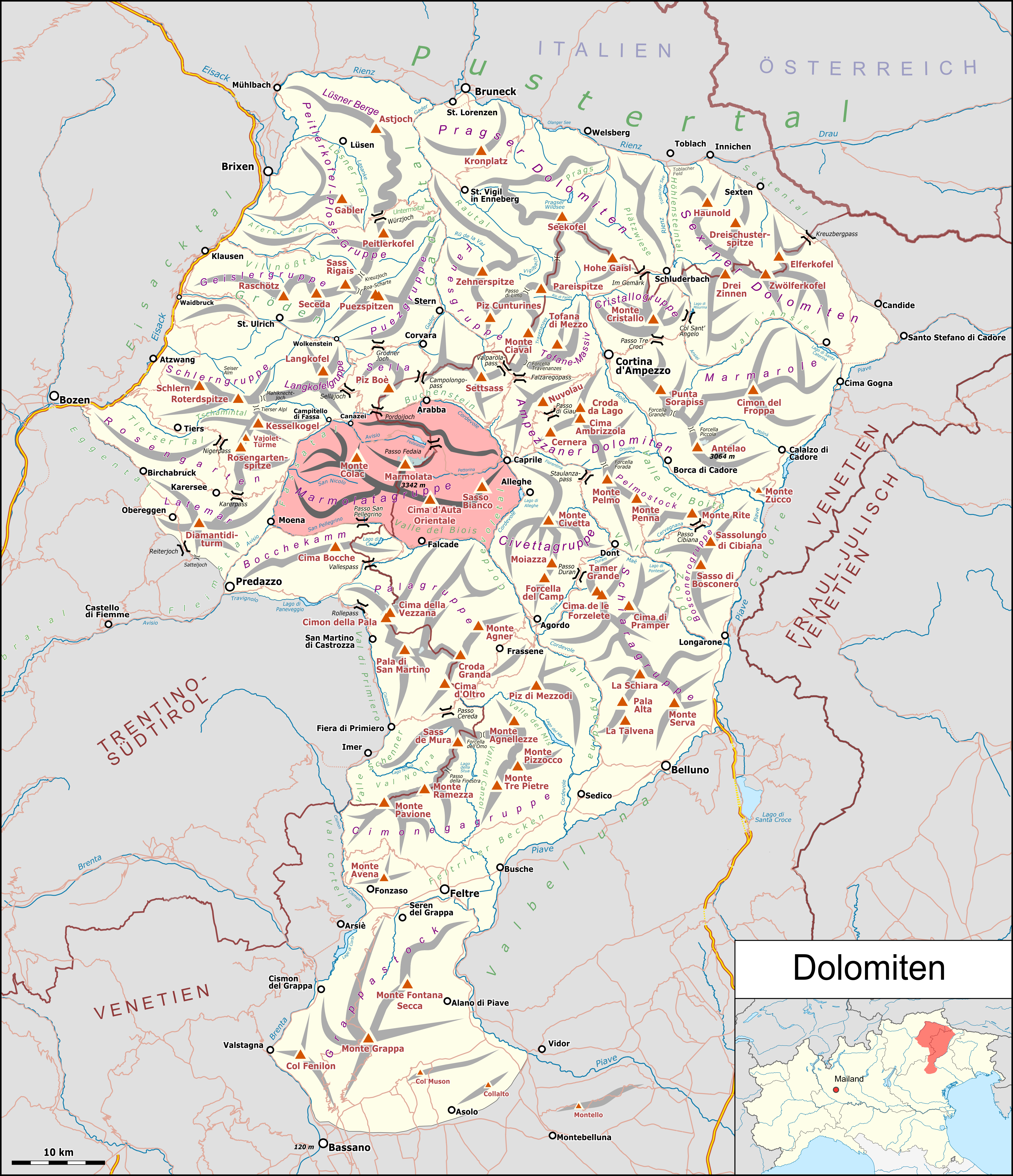
Grupo de la Marmolada
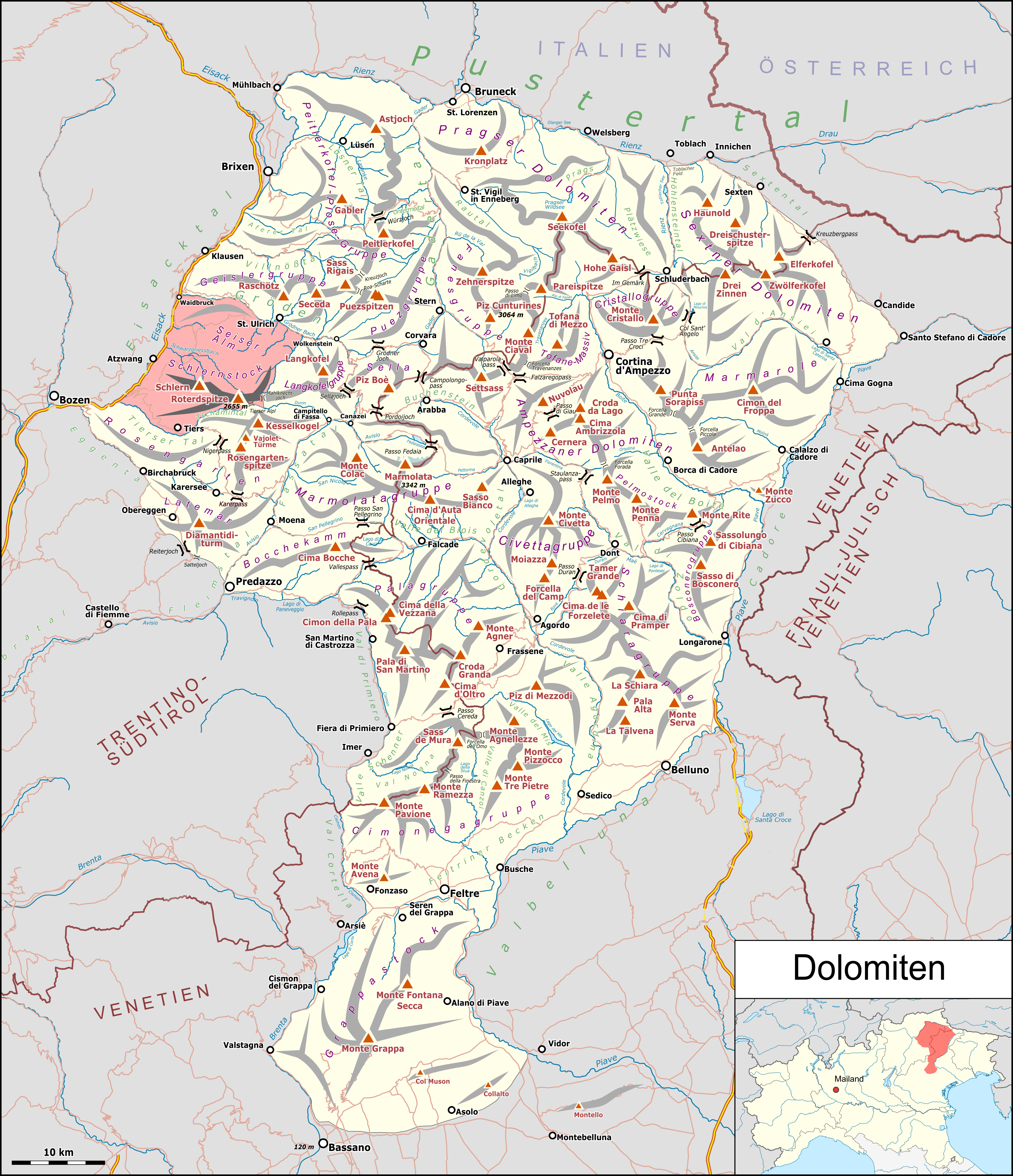
Grupo del Sciliar
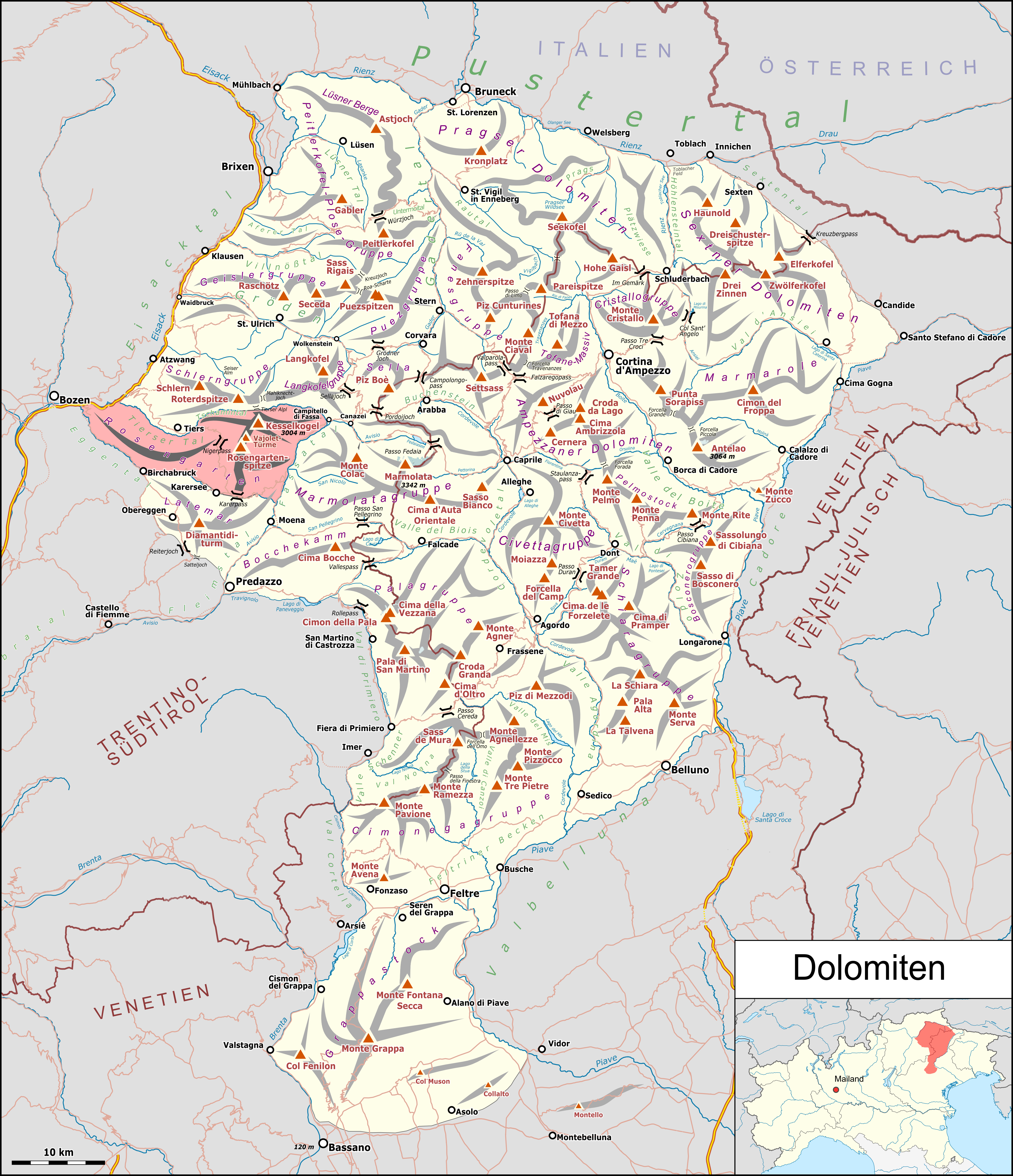
Grupo del Catinaccio
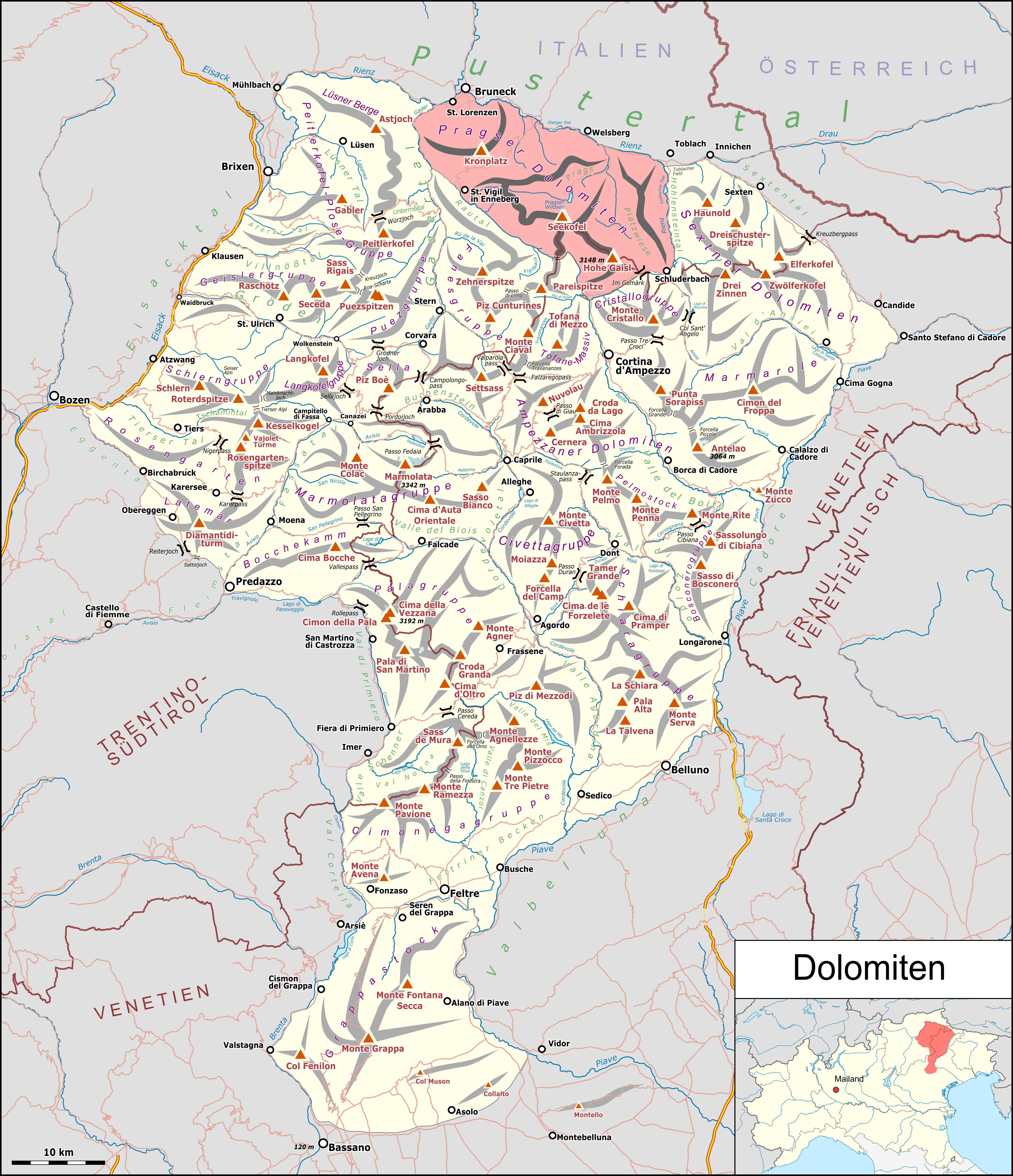
Dolomitas de Braies
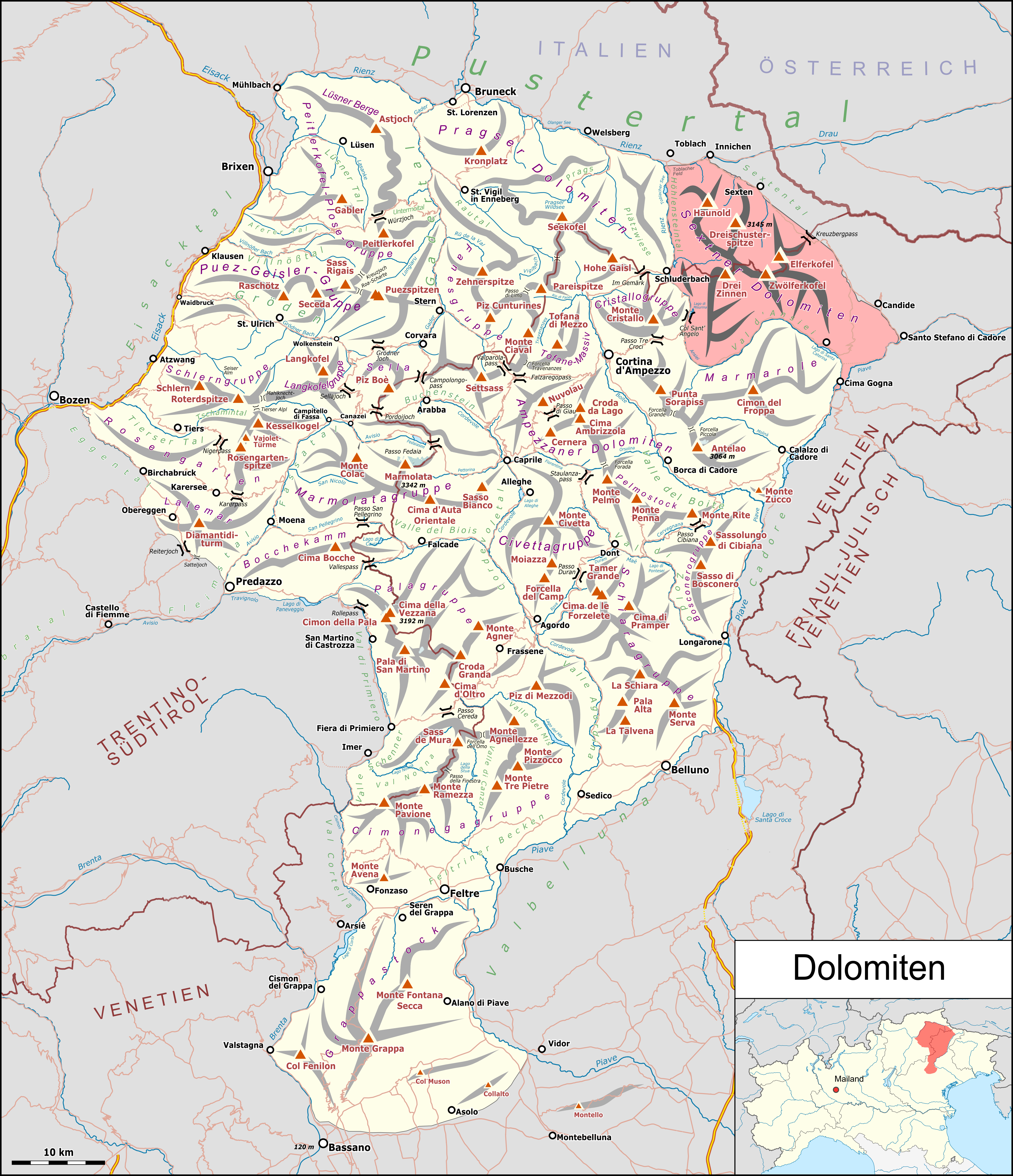
Dolomitas de Sesto
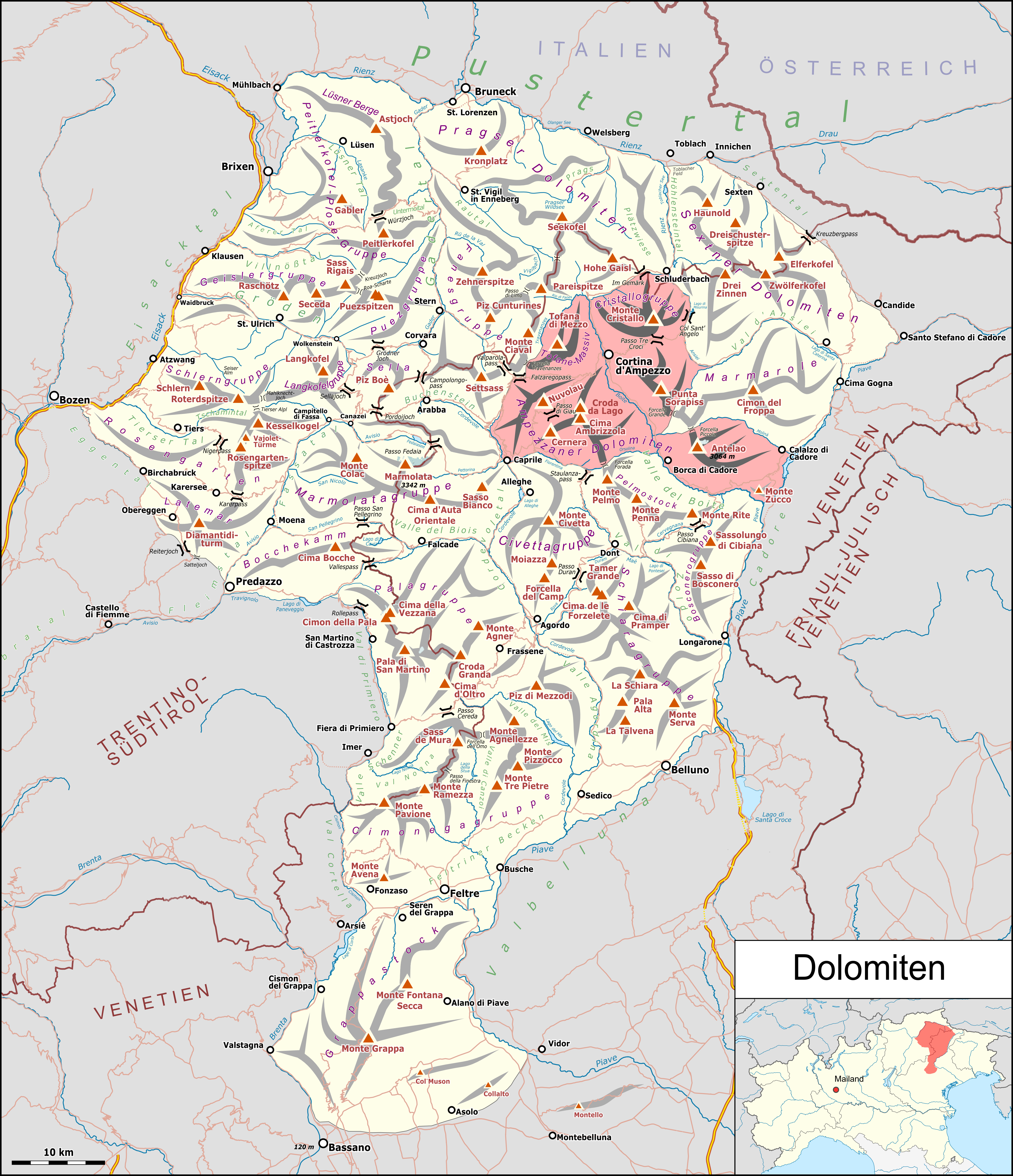
Grupo de las Tofane
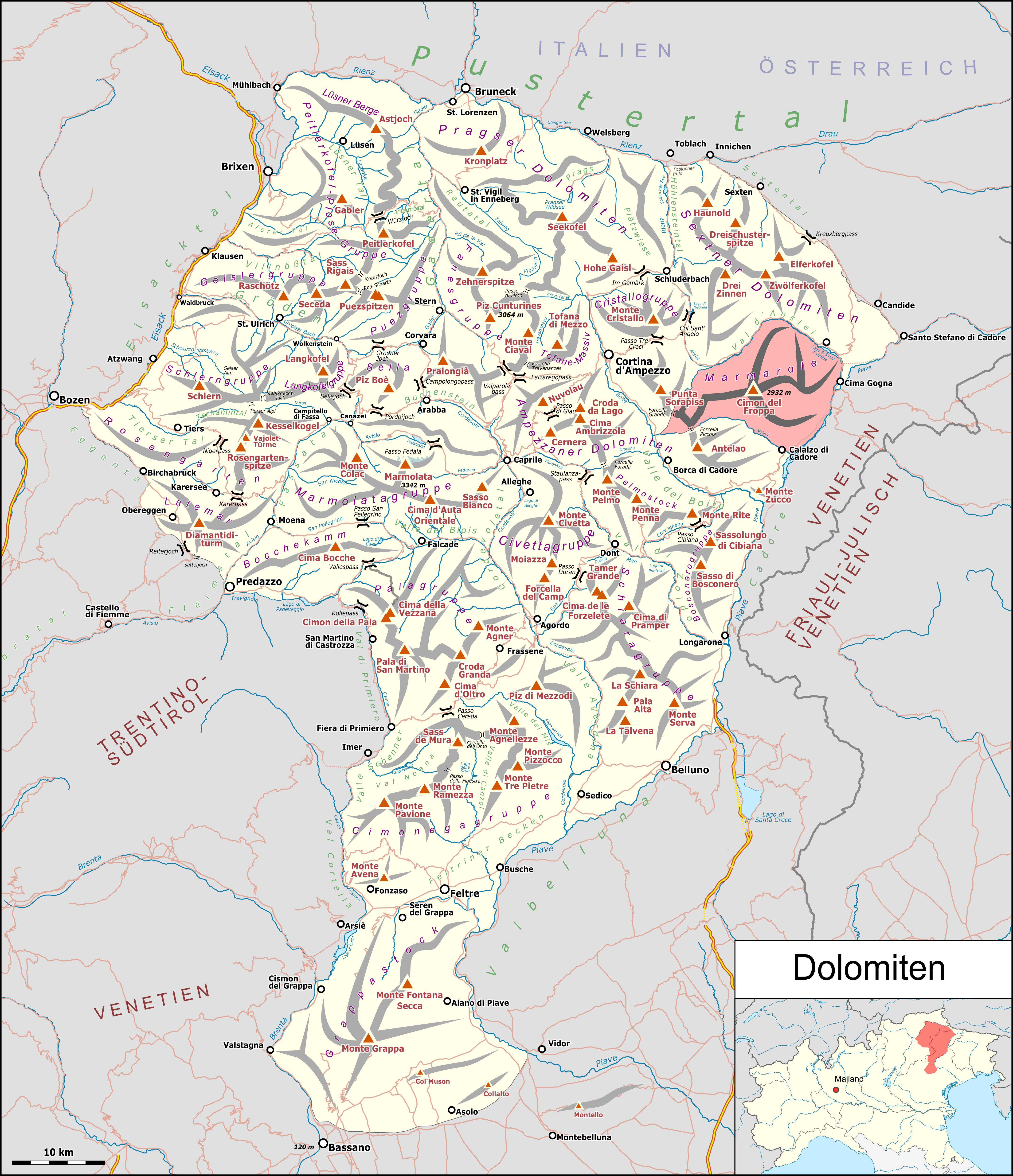
Grupo del Marmarole
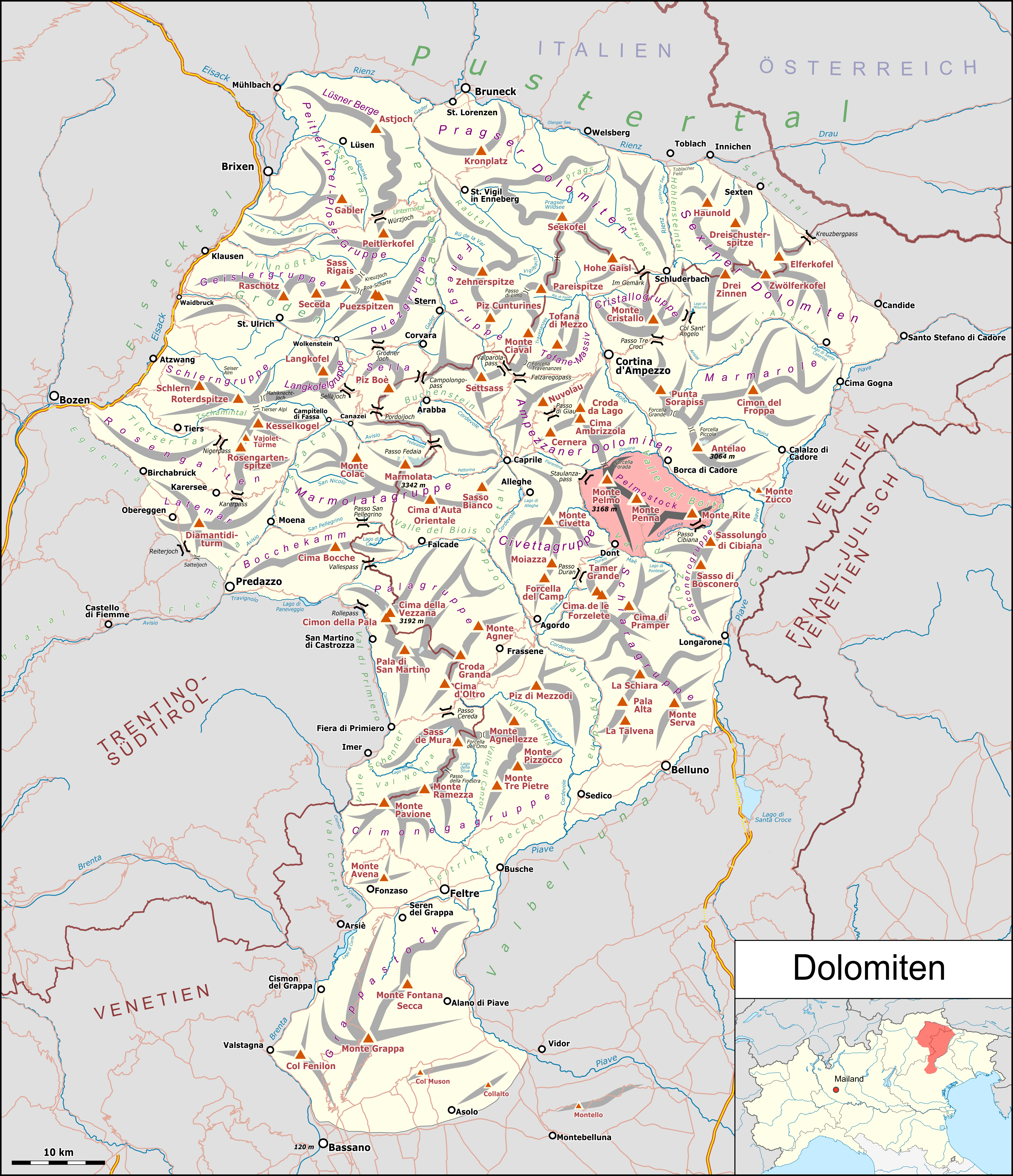
Grupo del Monte Pelmo
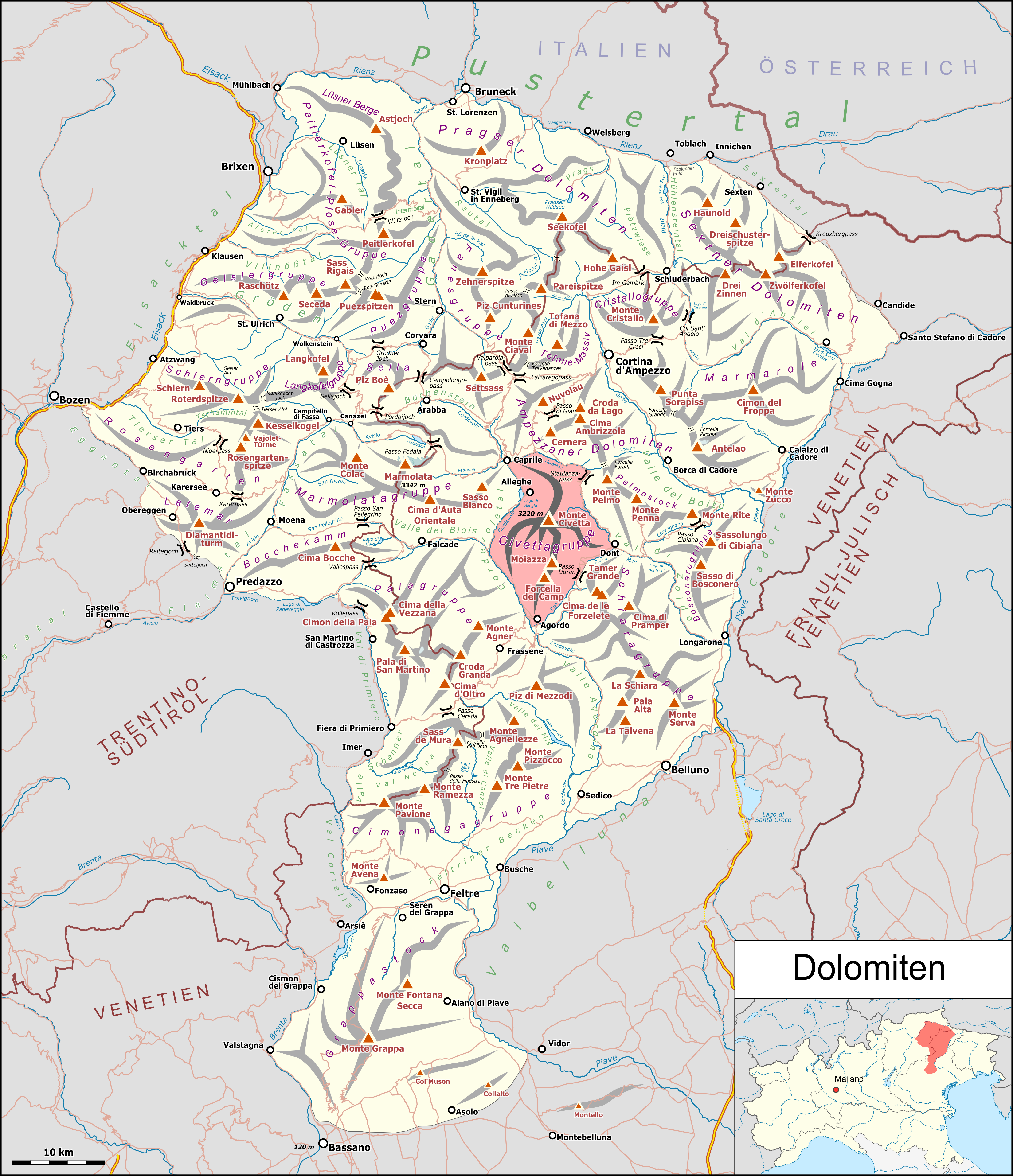
Grupo de la Civetta
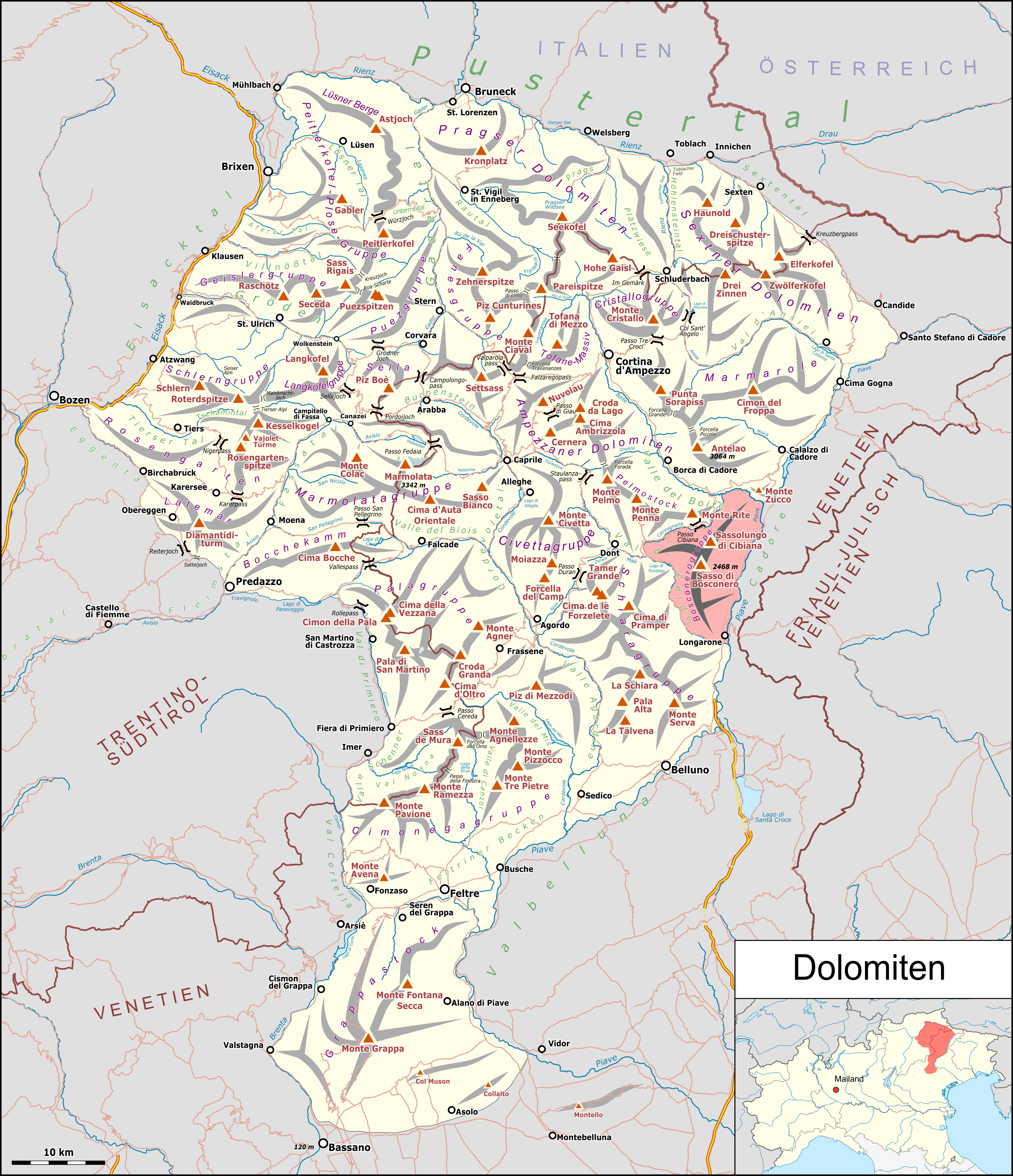
Grupo del Bosconero
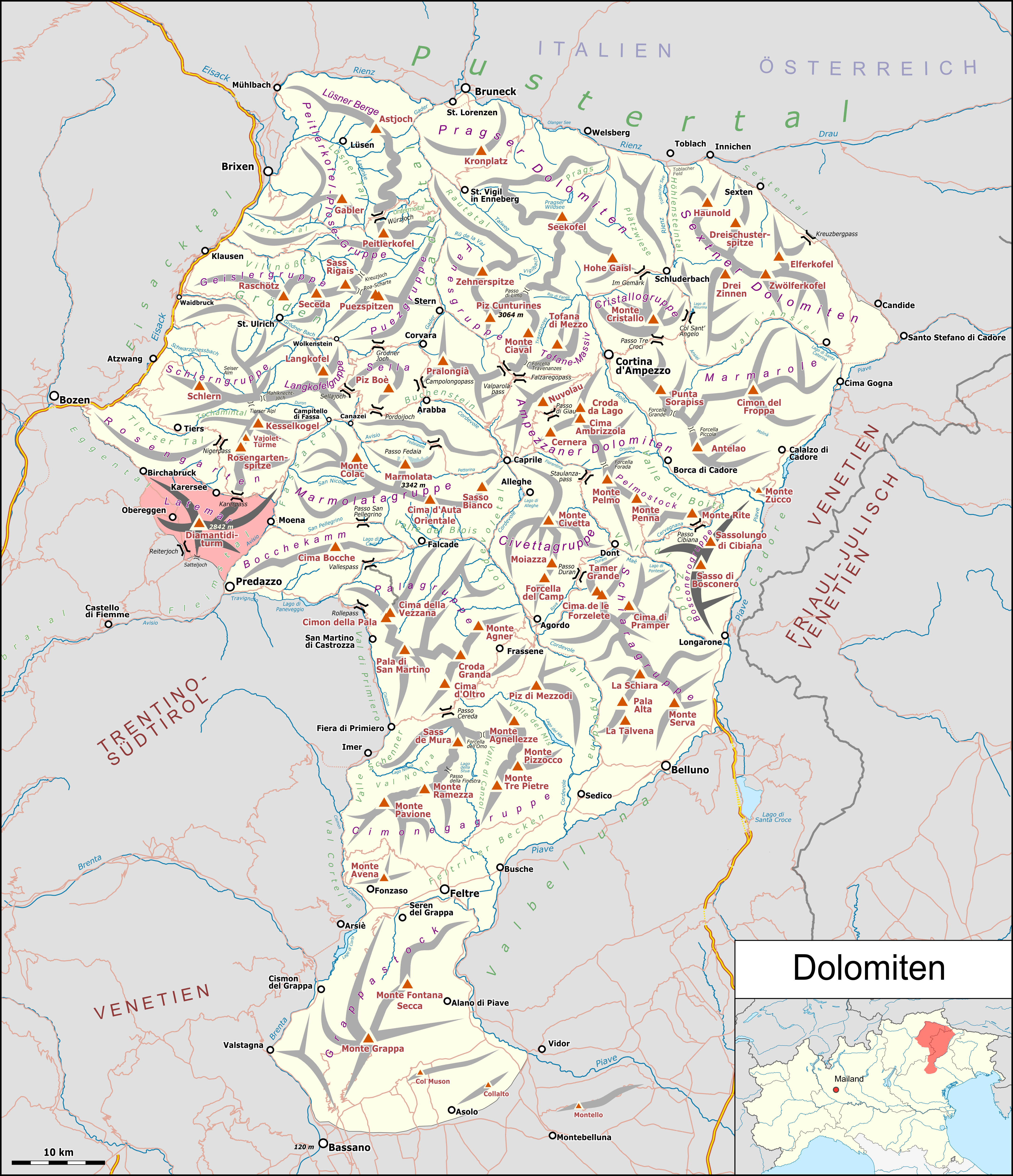
Latemar
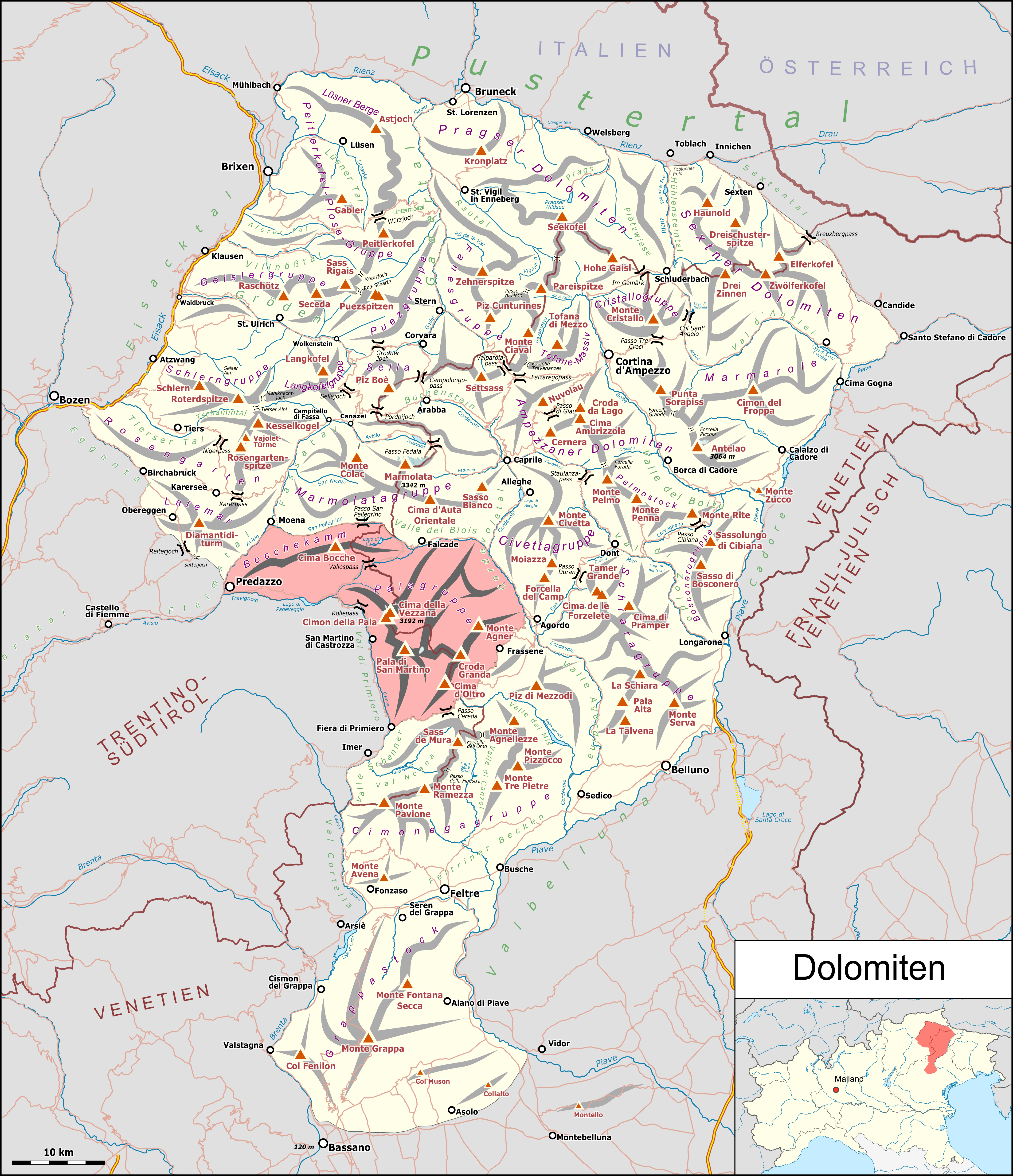
Pale di San Martino
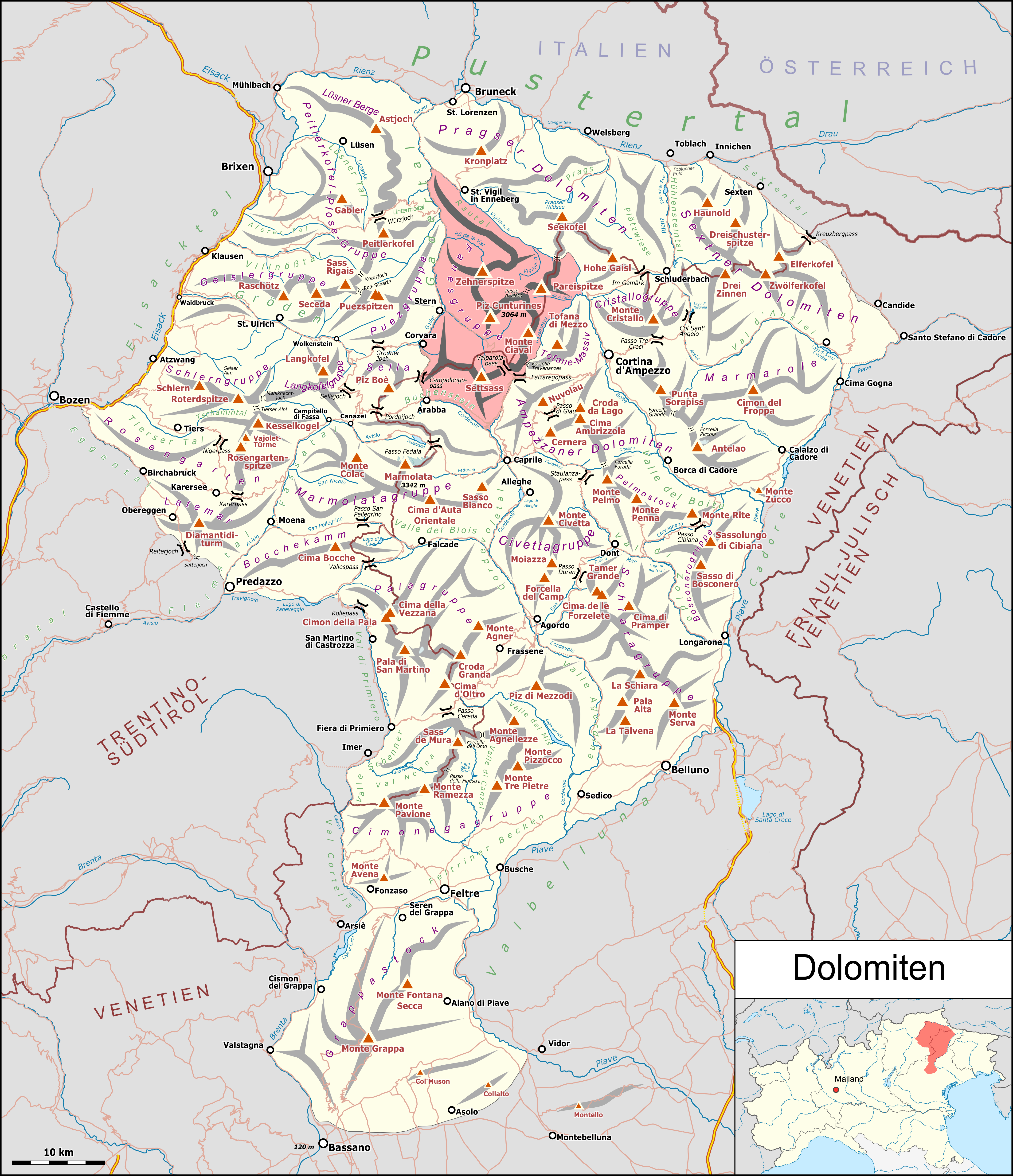
Grupo de las Fanes
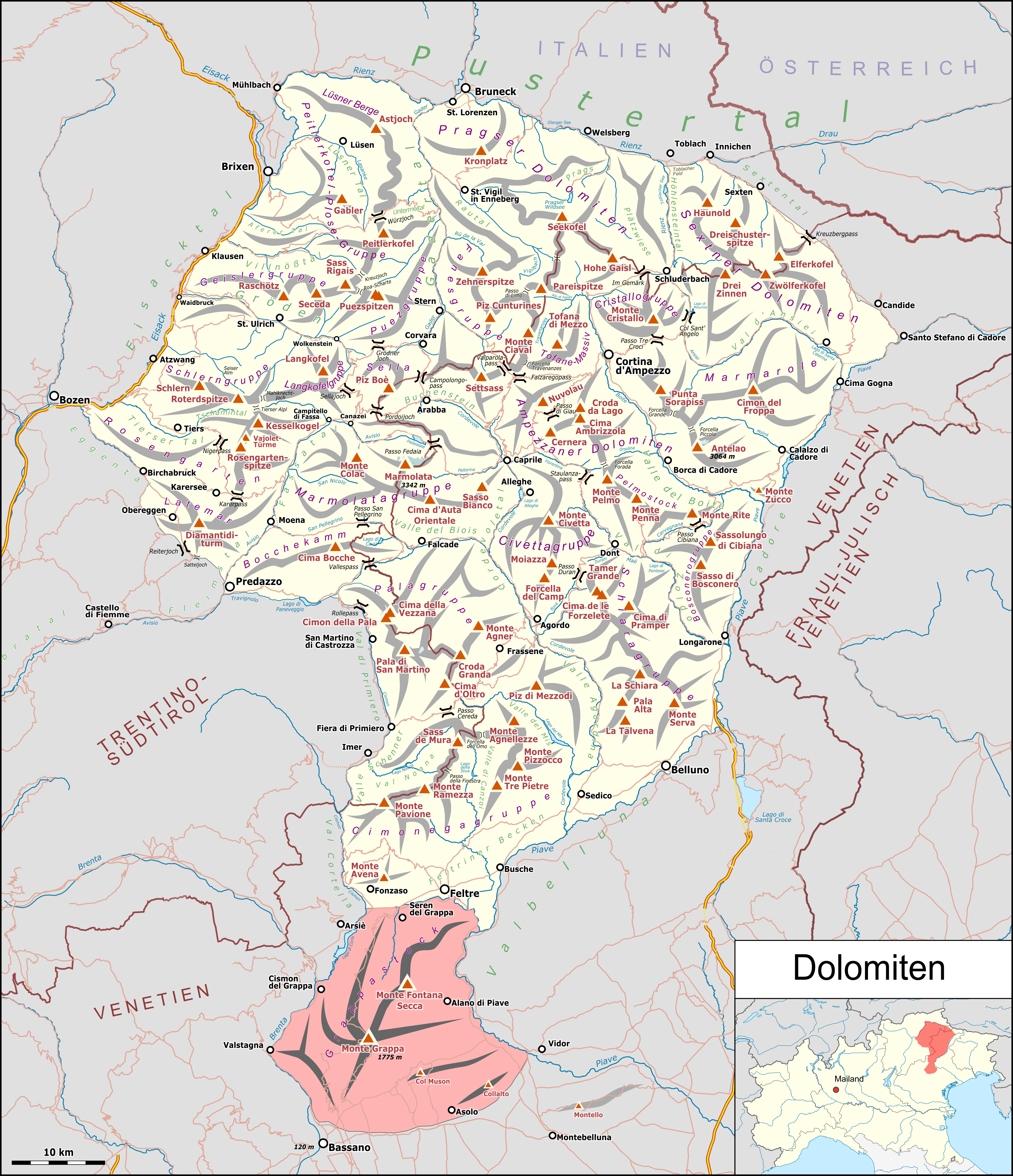
Grupo del Monte Grappa
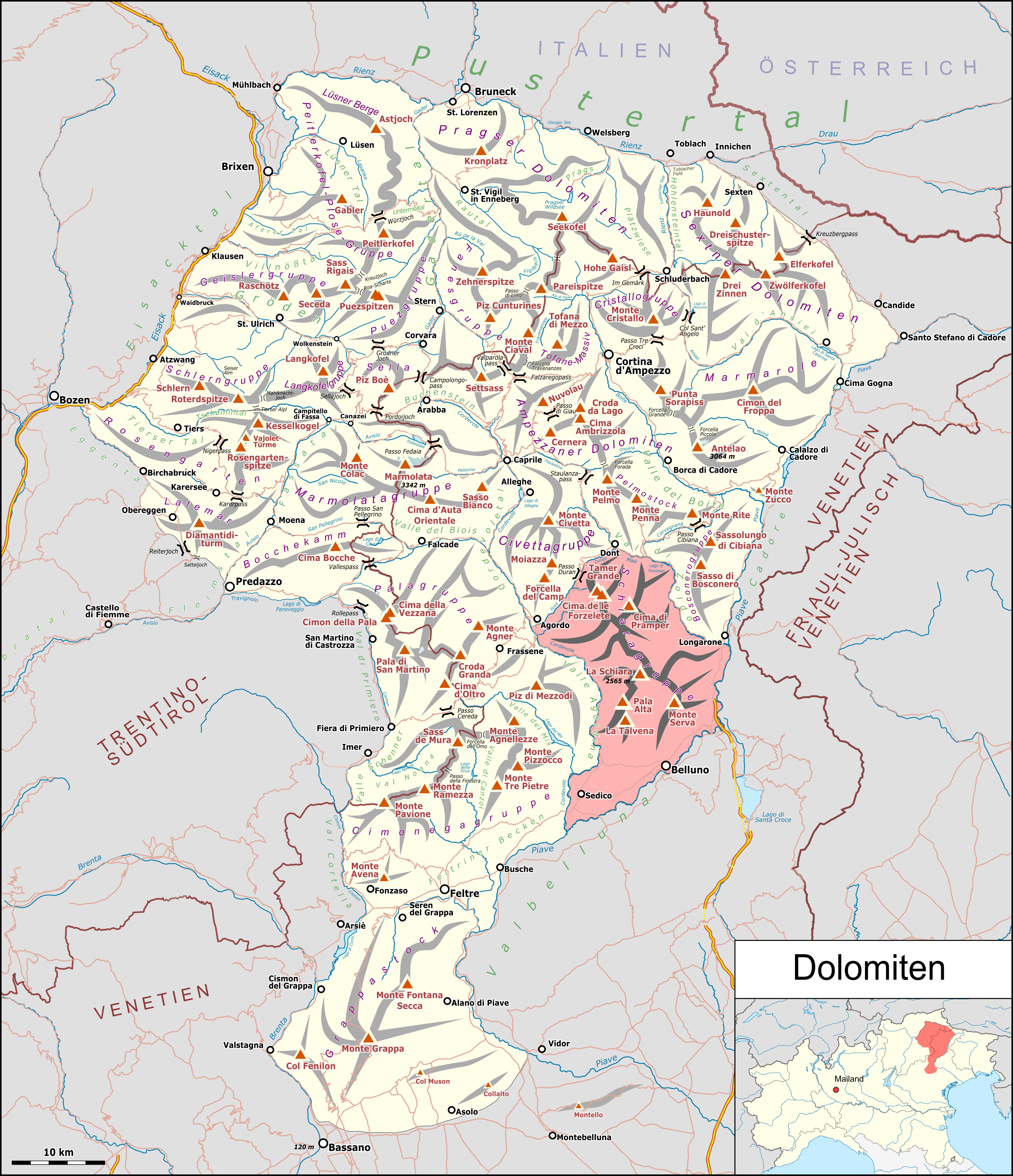
Grupo del Monte Schiara
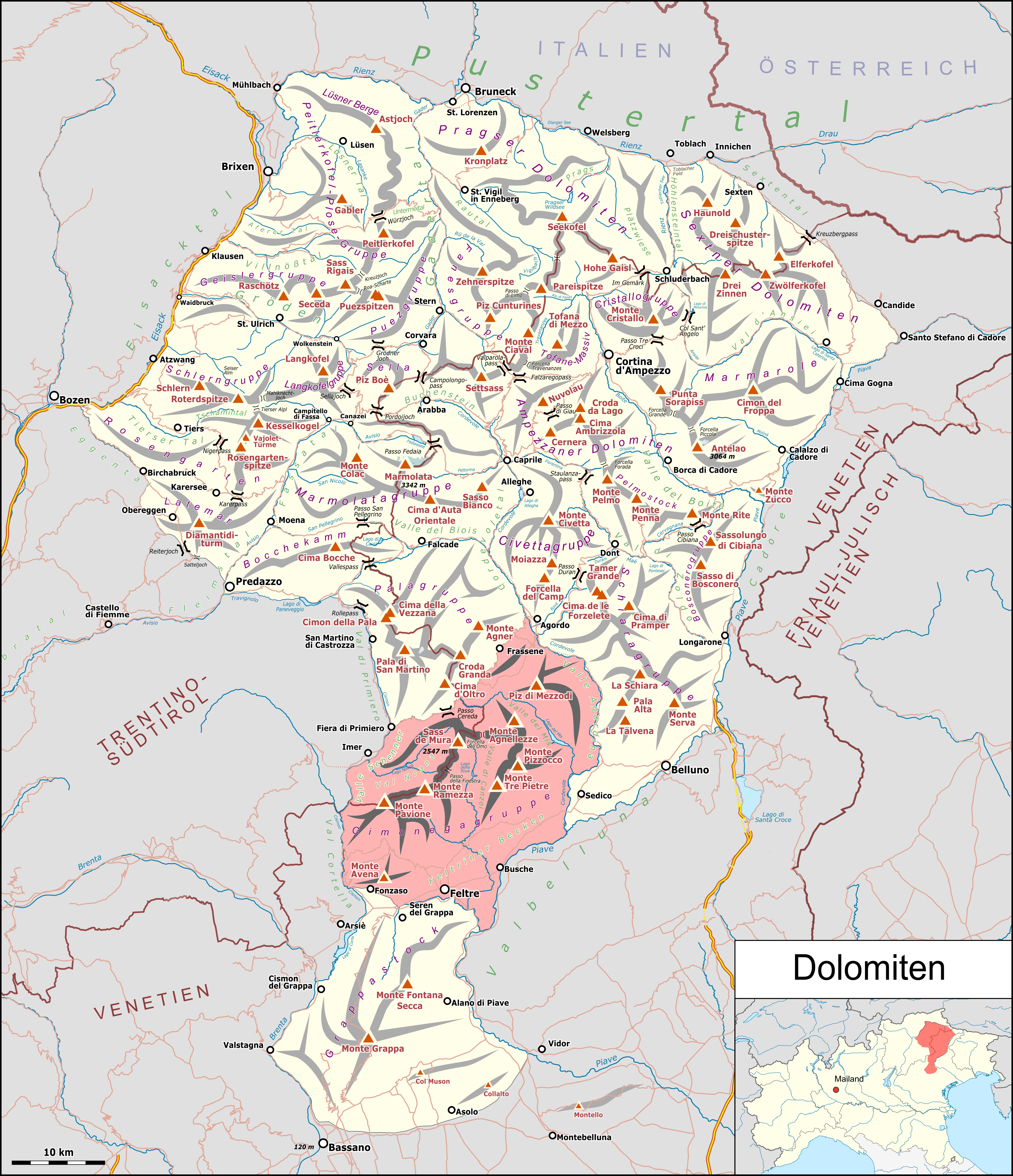
Alpes Feltrinos

Un ejemplo evidente y muy interesante de estratificación geológica de rocas está presente en el cañón de Bletterbach en Alto Adigio. En el Pelmetto en Cadore y en el Lavini di Marco cerca de Rovereto hay huellas fósiles de dinosaurios.
El paisaje actual es anguloso y lleno de desniveles. Esta transformación estuvo determinada por la flexión y rotura de las rocas a lo largo de planos de deslizamiento (fallas), cuyos movimientos corresponden a otros tantos terremotos; explosiones volcánicas episódicas y depósitos relacionados; erosiones diferenciales ligadas a agentes atmosféricos ya los planos de debilidad inherentes a las rocas. El resultado es una topografía muy articulada en estructuras verticales (palas, agujas, torres, pináculos, dientes, campanarios) y horizontales (techos, cornisas, terrazas, repisas, meseta). Es posible observar la evidencia de períodos con clima templado, anteriores a los glaciares, pero sobre todo dominan las formas de erosión y acumulación ligadas a los períodos glaciares, montículos rocosos lisos y rayados por hielo (rocas amontonadas), valles suspendidos, circos glaciares, depósitos de morrenas, vestigios de antiguos suelos helados (permafrost), evidencia de las presiones ejercidas por las masas glaciares.
El levantamiento de las rocas dolomiticas todavía está en curso. Hoy los Dolomitas muestran la blancura de los carbonatos de los arrecifes de coral, la agudeza de las rocas implicadas en la orogénesis reciente, las incisiones de poderosos agentes exógenos (glaciares, viento, lluvia, frío-calor). Son frecuentes los macereti (depósitos detríticos), mientras que los glaciares y campos de nieve están presentes aunque no de gran extensión (el más grande es el de la Marmolada). También es importante el de Fradusta en el Pale di San Martino). Los fenómenos de erosión son la base de formaciones geológicas particulares, las pirámides de tierra en Alto Adigio y en Segonzano en Trentino.
En el futuro geológico, los Dolomitas seguirán creciendo, incorporando nuevos sectores de rocas impulsados por la colisión entre las placas europea y africana (de manera similar a lo que ocurre con la cordillera del Himalaya); la desaparición de este empuje determinará la prevalencia de los agentes exógenos tendientes a aplanar y suavizar el paisaje montañoso (como sucedió en los Urales).
También cabe mencionar una distribución particular de cimas dolomiticas que constituyen la Meridiana de Sesto, en los Dolomitas de Sesto Pusterìa.

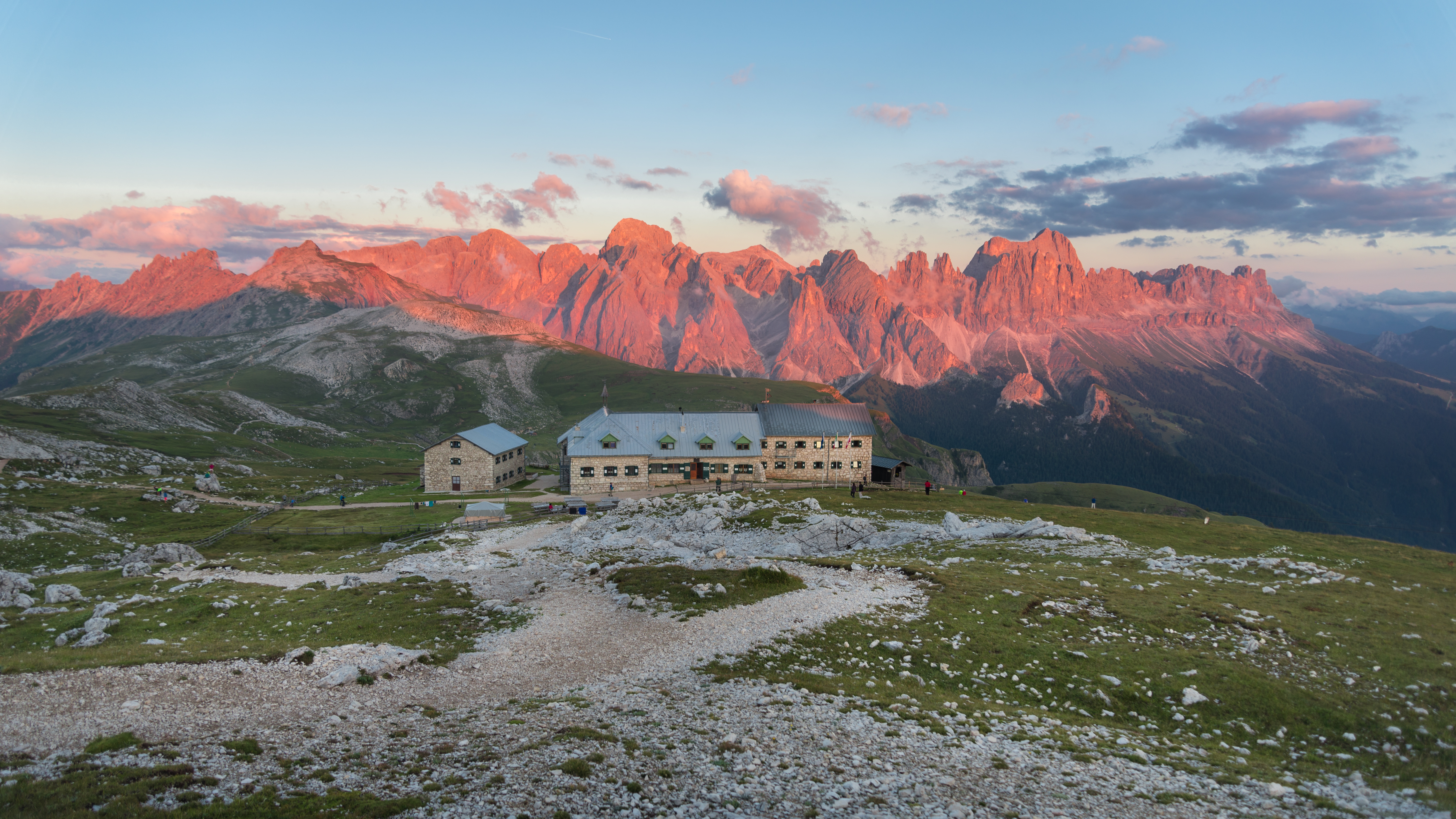
Vista del Catinaccio desde el Refugio Bolzano durante el fenómeno de la enrosadira

### El fenómeno de laenrosadira
En virtud de la particular composición química y de la alta reflectancia que le confiere el mineral, si las condiciones meteorológicas particulares lo permiten, aparece un fenómeno característico de los Dolomitas, llamado enrosadira. Es entonces cuando las montañas adquieren un color rosa al atardecer que gradualmente cambia a violeta. También en este caso el fenómeno fue atribuido por el folclore a un hechizo, en la saga del rey Laurino.

## Orografía

### Grupos

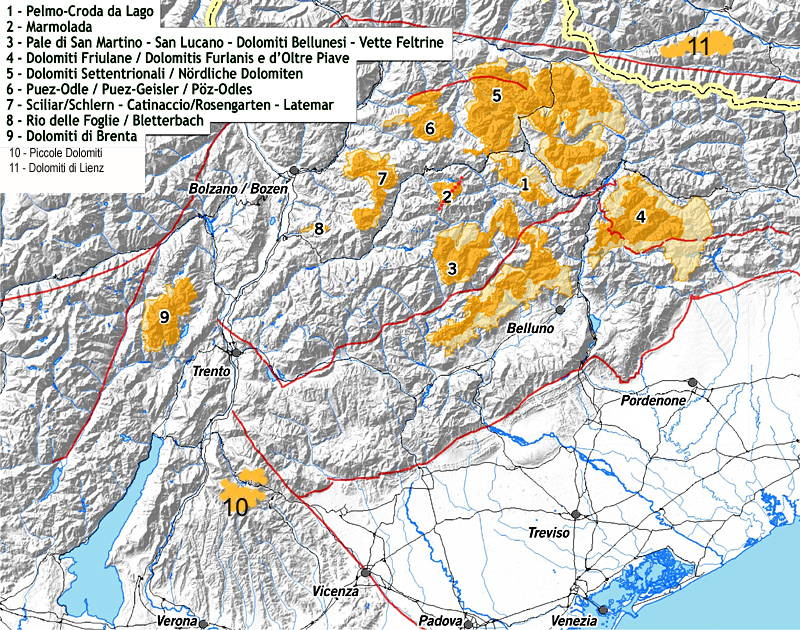
Localización de los proncipales grupos dolomíticos

Una de las posibles divisiones de los Dolomitas en grupos (que muestra las provincias a las que pertenecen entre paréntesis) es la siguiente:
- Grupos entre el Adigio y el Piave:
  - Grupo de la Marmolada[19] (Belluno, Trento)
  - Grupo del Latemar (Bolzano, Trento)
  - Grupo del Catinaccio[20] (Trento, Bolzano)
  - Grupo del Sella[21] (Bolzano, Trento, Belluno)
  - Grupo del Sassolungo[22] (Bolzano, Trento)
  - Grupo de la Pale di San Martino[23] (Belluno, Trento)
  - Gruppo Odle[24]-Puez[25] (Bolzano)
  - Grupo Plose-Putia[26][27] (Bolzano)
  - Macizo de los Sciliar[28] (Bolzano)
  - Grupo de las Conturines o de la Fanes[29] (Bolzano)
  - Grupo di Fanis (Belluno, Bolzano)
  - Grupo de la Croda Rossa d'Ampezzo (Belluno, Bolzano)
  - Grupo de las Tre Cime di Lavaredo (Belluno, Bolzano)
  - Grupo del Monte Piana (Belluno, Bolzano)
  - Grupo del Popera (Belluno, Bolzano)
  - Grupo de la Croda dei Toni (Belluno, Bolzano)
  - Grupo de los Tre Scarperi (Bolzano)
  - Gruppo Rondoi-Baranci (Bolzano)
  - Grupo del Picco di Vallandro (Bolzano)
  - Grupo del Cristallo (Belluno, Bolzano)
  - Grupo del Pomagagnon (Belluno)
  - Grupo de los Cadini di Misurina (Belluno)
  - Grupo de las Tofane[30] (Belluno)
  - Grupo del Col di Lana (Belluno)
  - Grupo del Sorapiss (Belluno)
  - Grupo de las Marmarole (Belluno)
  - Grupo del Antelao (Belluno)
  - Grupo de la Croda da Lago (Belluno)
  - Grupo del Nuvolau (Belluno)
  - Monte Civetta[31] (Belluno)
  - Grupo del Pelmo (Belluno)
  - Grupo de Bosconero (Belluno)
  - Grupo Tamer-San Sebastiano (Belluno)
  - Grupo de los Feruc (Belluno)
  - Coppolo-Vette Feltrine-Grupo del Cimonega (Belluno, Trento)
  - Grupo de la Schiara (Belluno)
- Grupos más allá del Piave:
  - Grupo de las Terze (Belluno, Údine)
  - Grupo del Peralba-Rinaldo (Belluno, Údine)
  - Grupo de los Longerin (Belluno)
  - Grupo de los Brentoni (Belluno)
  - Grupo de las Dolomitas pesarinos (Údine)
  - Grupo de los Spalti di Toro y Monfalconi (Belluno, Pordenone, Údine)
  - Grupo del Duranno y Cima dei Preti (Belluno, Pordenone)
  - Grupo del Pramaggiore (Údine, Pordenone)
  - Grupo de la Cridola (Belluno, Údine)
- Otros grupos:
  - Dolomitas de Brenta (Trento)
  - Pequeños Dolomitas (Trento, Vicenza, Verona)

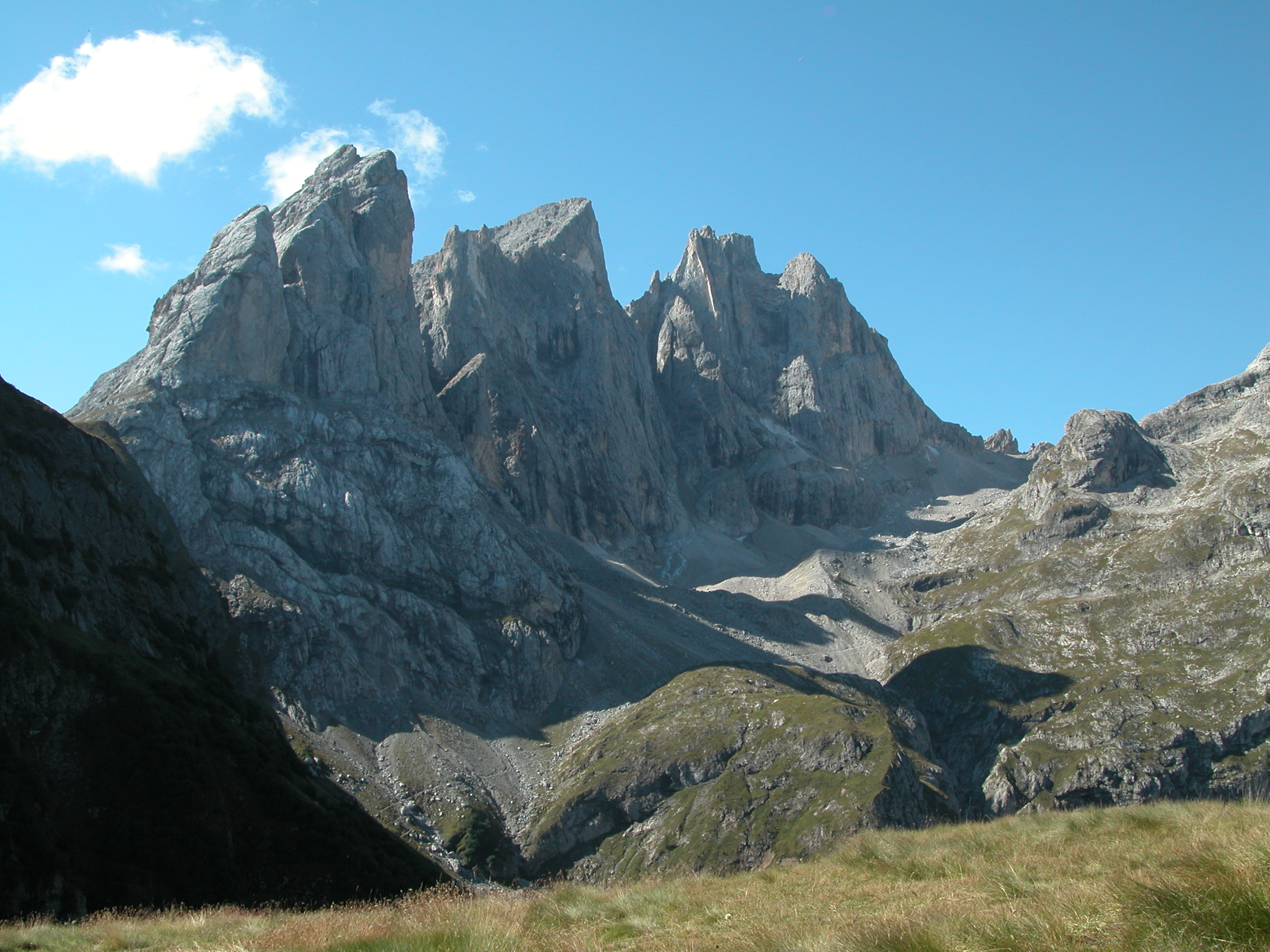
El Grupo del Focobon visto dalla forcella della Stia
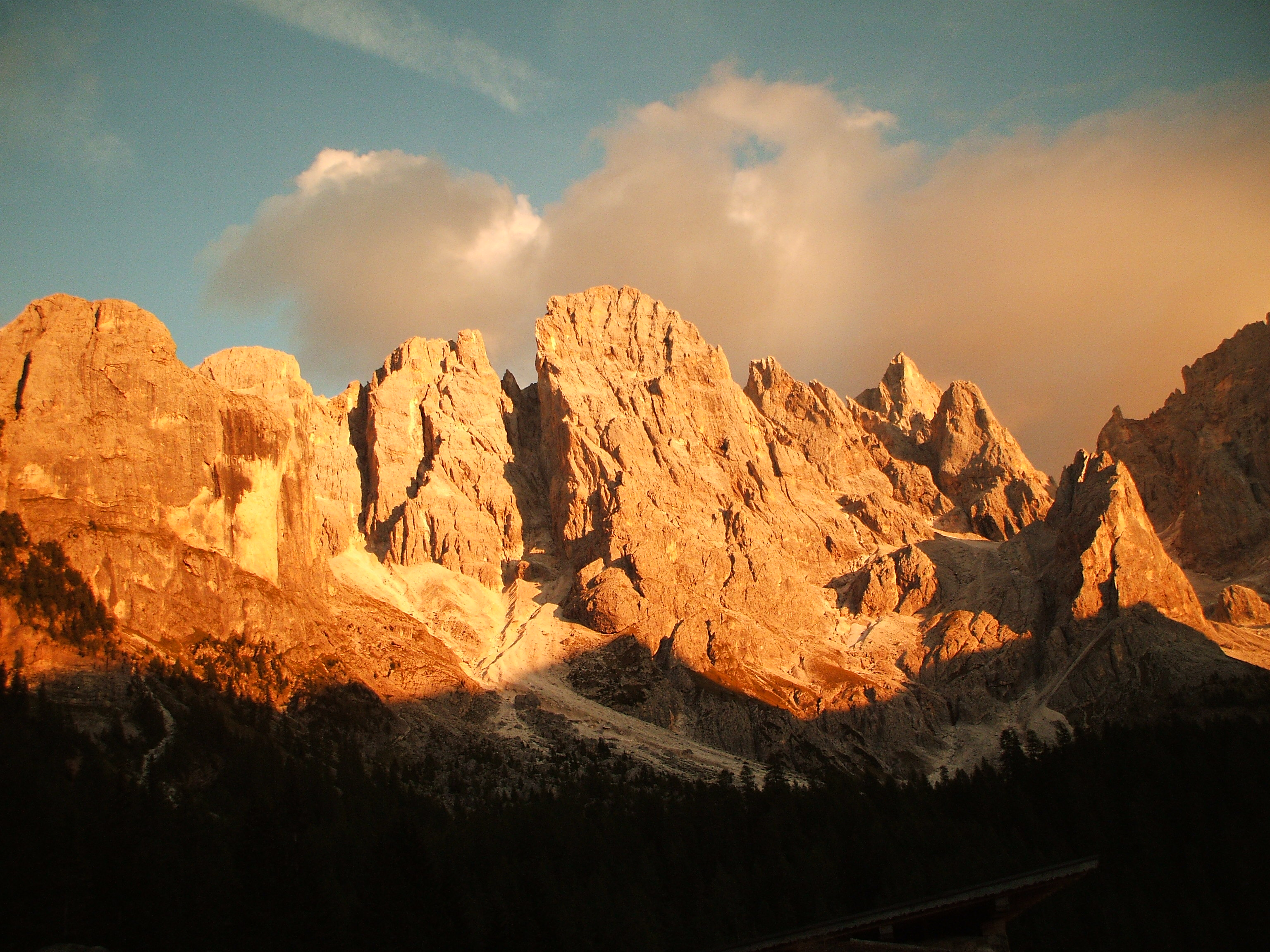
Tramonto su cima della Vezzana e Cimon della Pala
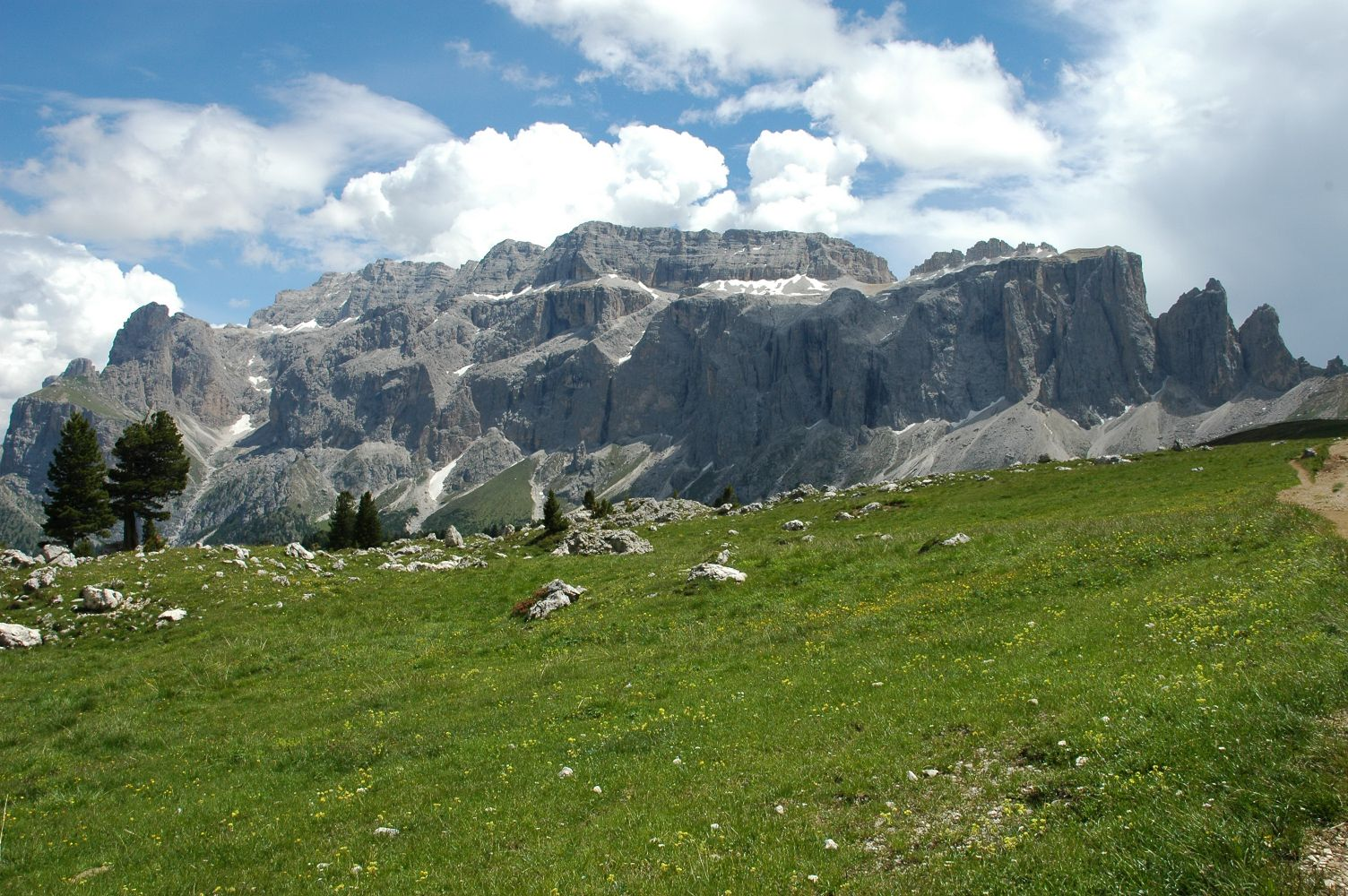
Grupo del Sella visto dalla val Gardena
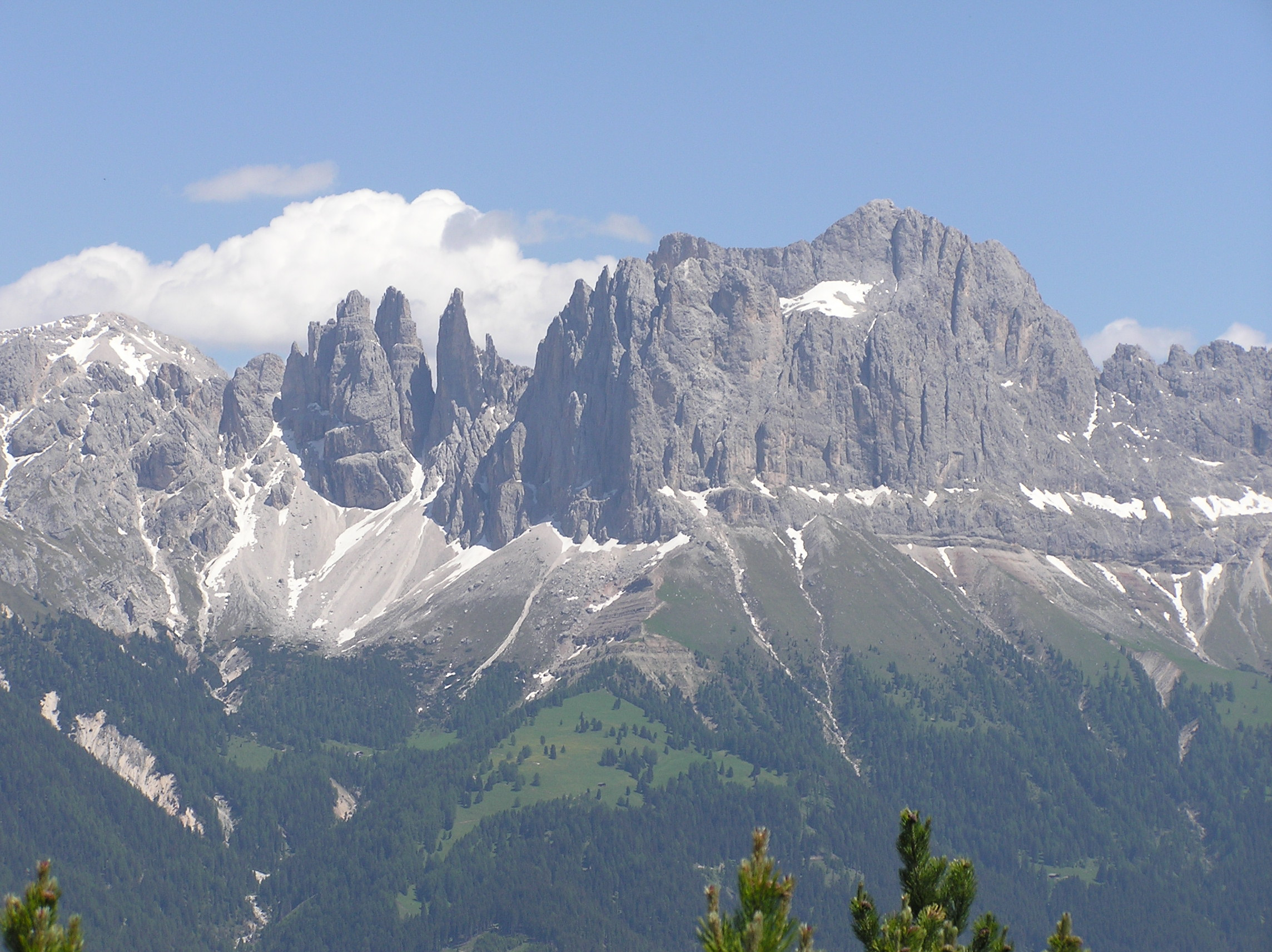
El Grupo del Catinaccio (Rosengarten)
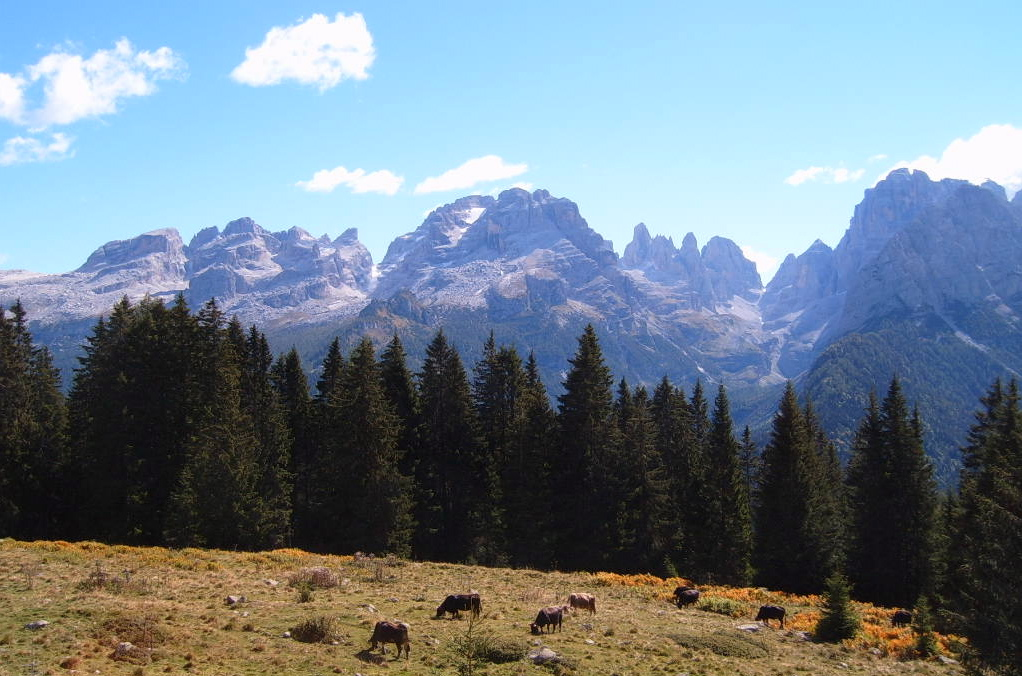
Dolomitas de Brenta-Madonna di Campiglio
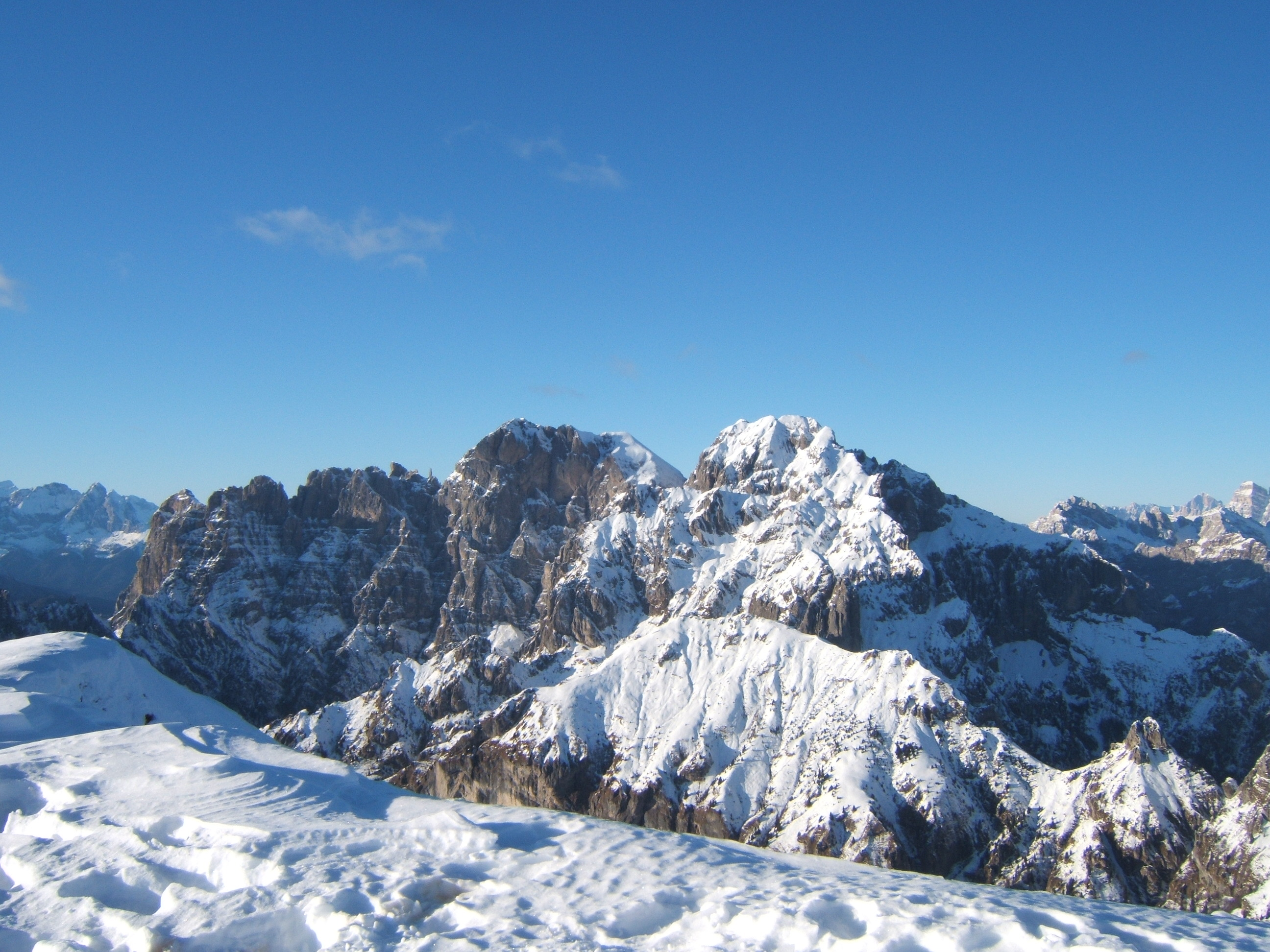
Vista del grupo de los Schiara
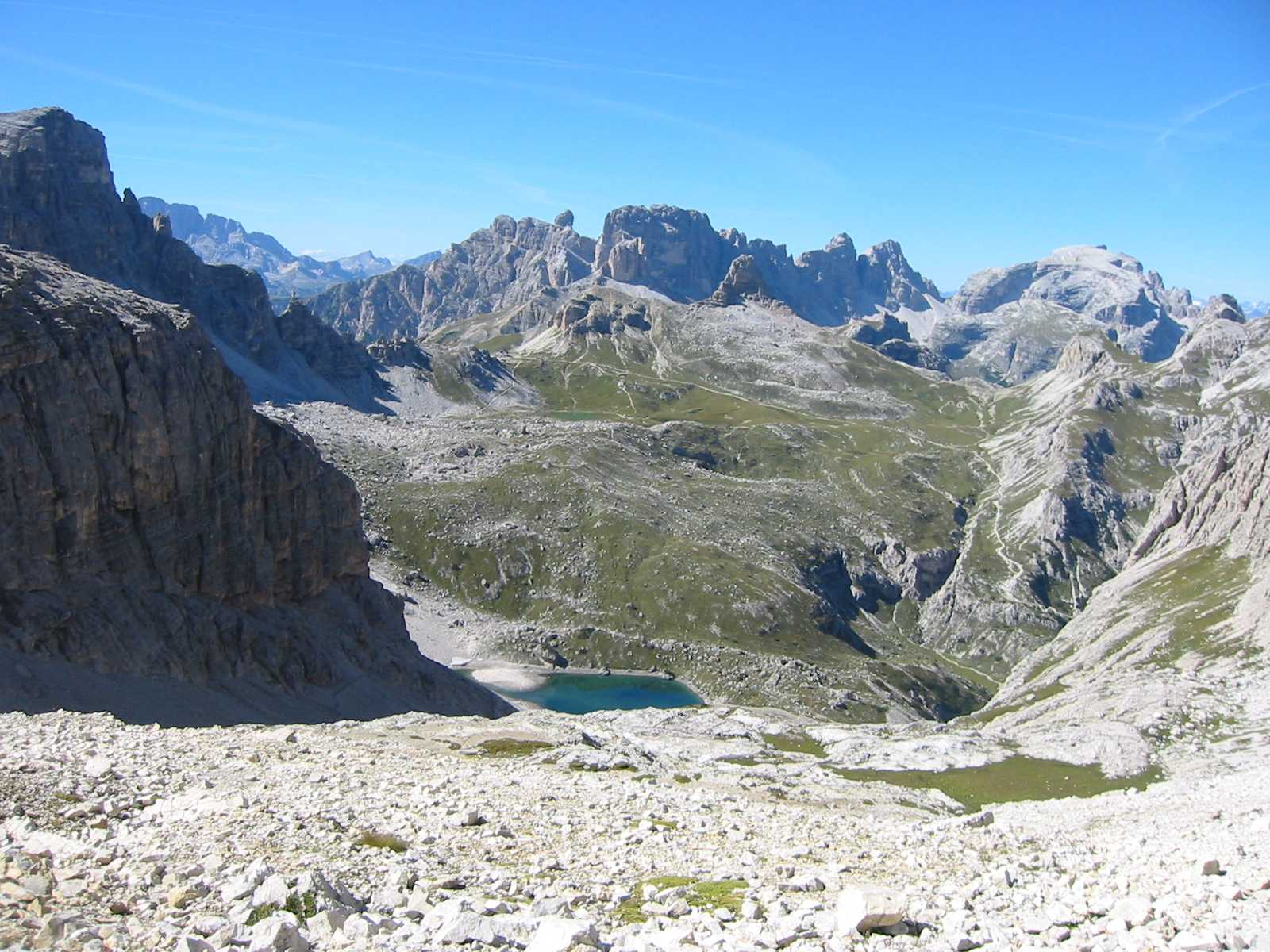
Alpes de los Piani
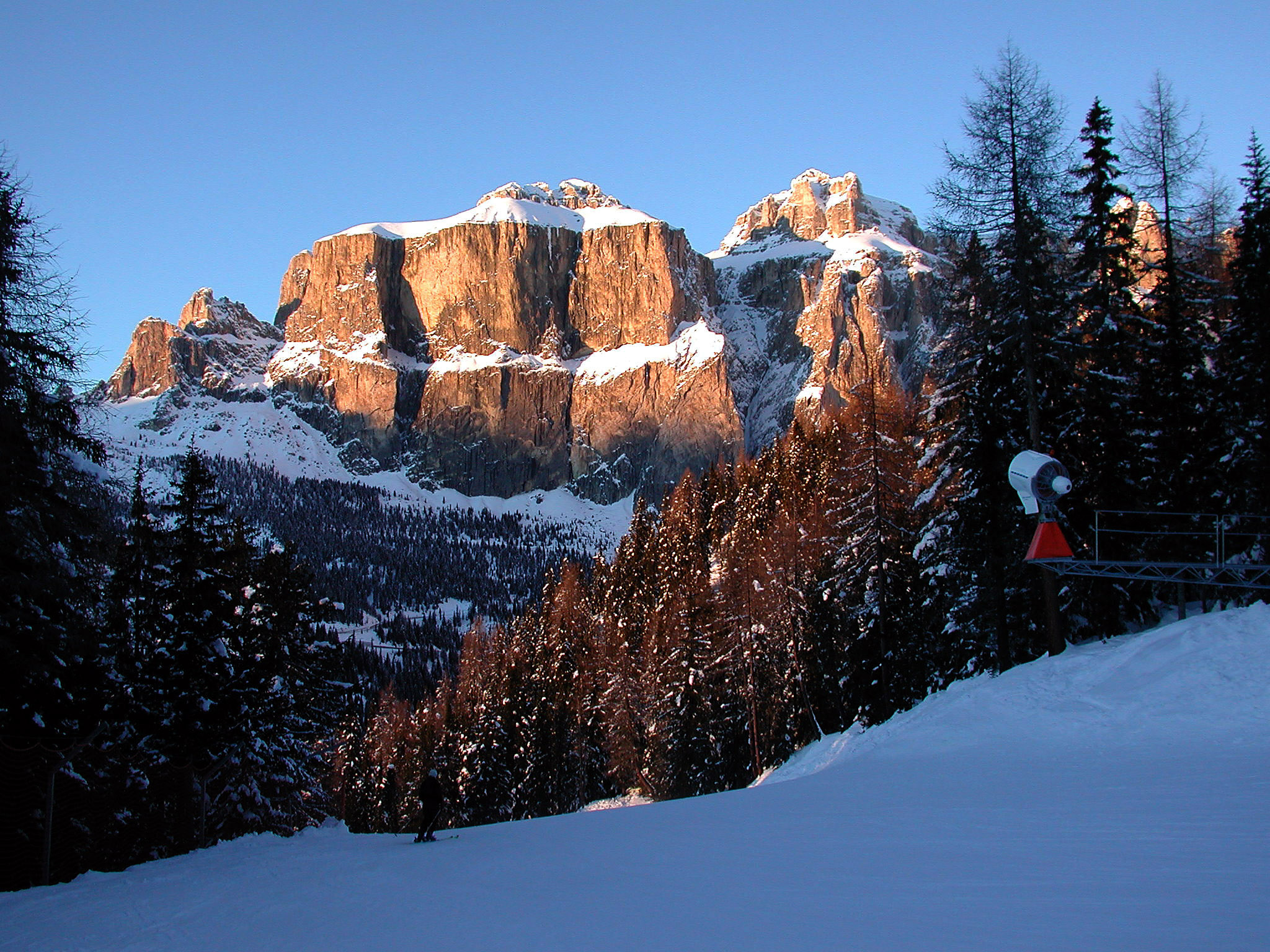
Vista invernal del Grupo del Sella
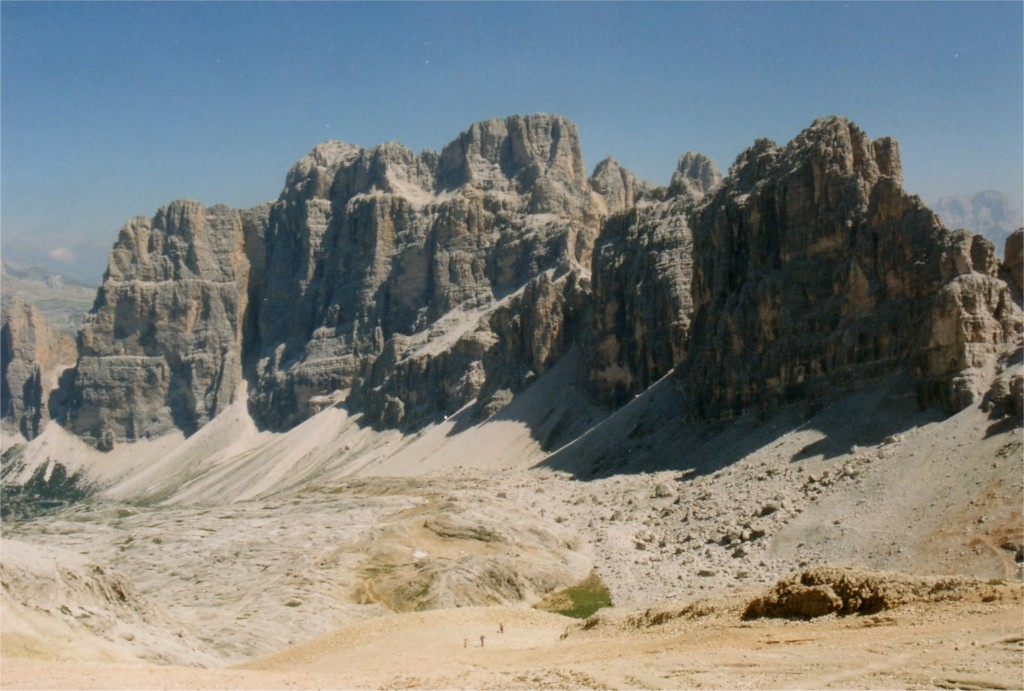
Grupo de Fanis desde el Lagazuoi
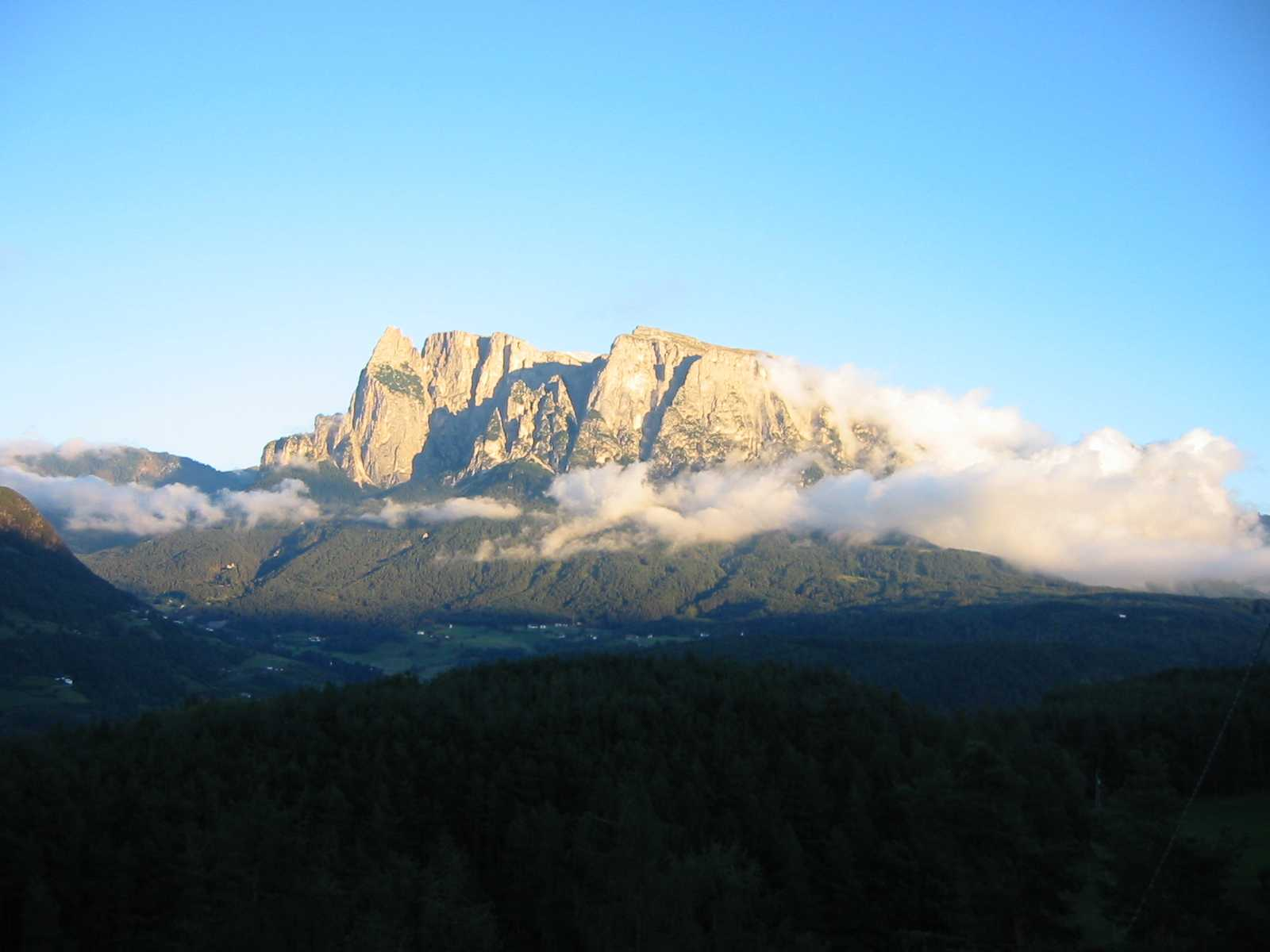
Macizo de los Sciliar

  - Dolomitas de Lienz (Austria)

### Cumbres destacadas
En la siguiente tabla se recogen las principales cumbres de los Dolomitas que superan los tres mil metros (puede estar incompleta), así como las cimas de los principales macizos.
| Imagen              | #   | Nombre                                       | Altitud | Prominencia | Aislamiento | Pico padre                | Macizo               | Subsección alpina                               | Supergrupo alpino                  | Provincia(s)                     | Notas                                                        | Coordenadas                                   |
|                     | 01  | Punta Penia                                  | 3348    | 2130        | 55,31       | Monte Nevoso              | Marmolada            | Dolomitas de Gardena y de Brenta                | Dolomitas de Fassa                 | Belluno–Trento                   | P.º cul. del grupo de la Marmolada y de todos los Dolomitas  | 46°26′04″N 11°51′05″O / 46.434525, -11.851325 |
|                     | 02  | Punta Rocca                                  | 3309    | 39          | 0,28        | Punta Penia               | Marmolada            | Dolomitas de Gardena y de Brenta                | Dolomitas de Fassa                 | Belluno–Trento                   |                                                              | 46°26′04″N 11°51′12″O / 46.434411, -11.853462 |
|                     | 03  | Antelao                                      | 3264    | 1735        | 31,3        | Punta Rocca               |                      | Dolomitas de Sesto, de Braies y de Ampezzo      | Dolomiti Cadorine                  | Belluno                          | P.º cul. del grupo del Antelao y de los Dolomitas ampezzanos | 46°28′00″N 12°17′00″O / 46.466667, -12.283333 |
|                     | 04  | Tofana di Mezzo                              | 3245    | 1369        | 18,8        | Antelao                   |                      | Dolomitas de Sesto, de Braies y de Ampezzo      | Dolomitas ampezzanos               | Belluno                          | P.º cul. del grupo de los Tofanes                            | 46°33′04″N 12°03′56″O / 46.551111, -12.065556 |
|                     | 05  | Tofana di Dentro                             | 3238    | 154         | 0,62        | Tofana di Mezzo           |                      | Dolomitas de Sesto, de Braies y de Ampezzo      | Dolomitas ampezzano                | Belluno                          |                                                              | 46°33′26″N 12°03′51″O / 46.557222, -12.064167 |
|                     | 06  | Punta Ombretta                               | 3230    | 53          | 0,15        | Punta Rocca               | Marmolada            | Dolomitas de Gardena y de Brenta                | Dolomitas de Fassa                 | Belluno–Trento                   |                                                              | 46°26′00″N 11°52′10″O / 46.433302, -11.869504 |
|                     | 07  | Tofana di Rozes                              | 3225    | 664         | 1,8         | Tofana di Mezzo           | Tofane               | Dolomitas de Sesto, de Braies y de Ampezzo      | Dolomitas ampezzano                | Belluno                          |                                                              | 46°32′13″N 12°03′04″O / 46.536944, -12.051111 |
|                     | 08  | Cristallo                                    | 3221    | 1412        | 10,6        | Tofana di Dentro          | Grupo Cristallo      | Dolomitas de Sesto, de Braies y de Ampezzo      | Dolomitas ampezzano                | Belluno                          | P.º cul. del grupo del Monte Cristallo                       | 46°34′31″N 12°12′01″O / 46.575167, -12.200372 |
|                     | 09  | Monte Civetta                                | 3220    | 1447        | 15,6        | Punta Rocca               |                      | Dolomitas de Zoldo                              | Dolomitas Septentrionales de Zoldo | Belluno                          | P.º cul. del grupo del Monte Civetta                         | 46°22′41″N 12°02′38″O / 46.378056, -12.043889 |
|                     | 10  | Gran Vernel                                  | 3210    | 325         | 1,3         | Punta Penia               | Marmolada            | Dolomitas de Gardena y de Brenta                | Dolomitas de Fassa                 | Trento                           |                                                              | 46°26′32″N 11°49′55″O / 46.442222, -11.831944 |
|                     | 11* | Piccola Civetta                              | 3207    | 92          | 0,24        | Civetta                   |                      | Dolomitas de Zoldo                              | Dolomitas Septentrionales de Zoldo | Belluno                          | P.º cul. del grupo del Monte Civetta                         | 46°22′36″N 12°02′57″O / 46.376736, -12.049212 |
|                     | 11  | Punta Sorapiss                               | 3205    | 1085        | 7,2         | Antelao                   | Grupo del Sorapiss   | Dolomitas de Sesto, de Braies y de Ampezzo      | Dolomitas ampezzano                | Belluno                          |                                                              | 46°30′26″N 12°12′38″O / 46.507328, -12.210617 |
|                     | 12  | Cima de Vezzana                              | 3192    | 1274        | 16,1        | Punta Penia               | Grupo Pala           | Dolomiti di Feltre e delle Pale di San Martino  | Grupo Pale di San Martino-Feruc    | Belluno–Trento                   |                                                              | 46°17′24″N 11°49′50″O / 46.290008, -11.830473 |
|                     | 13  | Cimon della Pala                             | 3184    | 259         | 0,78        | Cima de Vezzana           | Grupo Pala           | Dolomiti di Feltre e delle Pale di San Martino  | Gruppo Pale di San Martino-Feruc   | Trento                           | P.º cul. del grupo dela Pale di San Martino                  | 46°17′06″N 11°49′26″O / 46.285, -11.823889    |
|                     | 14  | Sassolungo (Langkofel)                       | 3181    | 1124        | 11,7        | Gran Vernel               | Grupo del Sassolungo | Dolomitas de Gardena y de Brenta                | Dolomitas de Gardena               | Bolzano                          | P.º cul. del grupo del Sassolungo                            | 46°31′29″N 11°44′07″O / 46.524722, -11.735278 |
| [[Archivo:\|90px]]  | 15  | Punta Menini                                 | 3177    |             |             |                           | Antelao              | Dolomitas de Sesto, de Braies y de Ampezzo      | Dolomitas Cadorine                 | Belluno                          |                                                              |                                               |
|                     | 16  | Monte Pelmo                                  | 3169    | 26          | 0,55        | Civetta                   | Monte Pelmo          | Dolomitas de Zoldo                              | Dolomitas Septentrionales de Zoldo | Belluno                          | P.º cul. del grupo del Monte Pelmo                           | 46°25′13″N 12°08′00″O / 46.4202, -12.1332     |
| [[Archivo:\|90px]]  | 17  | Punta Chiggiato                              | 3163    |             |             |                           | Antelao              | Dolomitas de Sesto, de Braies y de Ampezzo      | Dolomitas Cadorine                 | Belluno                          |                                                              |                                               |
|                     | 18  | Cima di Mezzo                                | 3154    | 152         | 0,3         | Monte Cristallo           | Grupo Cristallo      | Dolomitas de Sesto, de Braies y de Ampezzo      | Dolomitas ampezzano                | Belluno                          | P.º cul. del grupo del Monte Cristallo                       | 46°34′40″N 12°11′44″O / 46.577778, -12.195556 |
|                     | 18* | Croda Marcora                                | 3154    |             |             |                           |                      | Dolomitas de Sesto, de Braies y de Ampezzo      | Dolomitas Ampezzane                | Belluno                          |                                                              |                                               |
|                     | 19  | Punta dei Tre Scarperi (Dreischusterspitze)  | 3152    | 1393        | 13,8        | Piz Popena                | Dolomitas de Sesto   | Dolomitas de Sesto, de Braies y de Ampezzo      | Dolomitas de Sesto                 | Bolzano                          | P.º cul. de los Dolomitas de Sesto                           | 46°40′07″N 12°19′05″O / 46.668611, -12.318056 |
|                     | 20  | Piz Popena                                   | 3152    | 344         | 0,5         | Monte Cristallo           | Grupo Cristallo      | Dolomitas de Sesto, de Braies y de Ampezzo      | Dolomitas Ampezzane                | Belluno                          |                                                              |                                               |
|                     | 21  | Piz Boè                                      | 3152    | 939         | 7,3         | Langkofel                 | Grupo del Sella      | Dolomitas de Gardena y de Brenta                | Dolomitas de Gardena               | Belluno–Trento–Bolzano           | P.º cul. del grupo del Sella                                 | 46°30′32″N 11°49′41″O / 46.509012, -11.827984 |
|                     | 22  | Cima Brenta                                  | 3151    | 599         | 3,35        | Cima Tosa                 |                      | Dolomitas de Brenta                             | Dolomitas de Brenta                | Trento                           |                                                              | 46°10′48″N 10°53′57″O / 46.18, -10.899167     |
|                     | 22* | Croda Rossa d'Ampezzo (Hohe Gaisl)           | 3146    | 1133        | 7,5         | Cristallo di Mezzo        |                      | Dolomitas de Sesto, de Braies y de Ampezzo      | Dolomitas de Braies                | Belluno–Bolzano                  | P.º cul. de los Dolomitas de Braies                          | 46°38′06″N 12°08′37″O / 46.634919, -12.143601 |
|                     | 24  | Cima Fanton                                  | 3142    | 48          | 0,15        | Antelao                   | Antelao              | Dolomitas de Sesto, de Braies y de Ampezzo      | Dolomiti Cadorine                  | Belluno                          |                                                              | 46°27′00″N 12°16′03″O / 46.450033, -12.267501 |
|                     | 25  | Cima Tosa                                    | 3136    | 1522        | 16,4        | Monte Nero                | Grupo del Brenta     | Dolomitas de Brenta                             | Dolomitas de Brenta                | Trento                           |                                                              | 46°09′26″N 10°52′16″O / 46.157222, -10.871111 |
|                     | 26  | Cima dei Bureloni                            | 3130    | 260         | 0,8         | Cima di Vezzana           | Grupo del Pala       | Dolomitas de Feltre y de la Pale di San Martino | Grupo Pale di San Martino-Feruc    | Belluno–Trento                   |                                                              | 46°17′51″N 11°49′55″O / 46.297611, -11.832007 |
|                     | 27  | Punta Grohmann (Grohmannspitze)              | 3126    | 441         | 1,55        | Langkofel                 | Grupo del Langkofel  | Dolomitas de Gardena y de Brenta                | Dolomitas de Gardena               | Bolzano–Trento                   |                                                              | 46°30′40″N 11°44′04″O / 46.511111, -11.734444 |
|                     | 28  | Crozzon di Brenta                            | 3118    | 98          | 0,45        | Cima Tosa                 | Grupo del Brenta     | Dolomitas de Brenta                             | Dolomitas de Brenta                | Trento                           |                                                              | 46°09′44″N 10°52′08″O / 46.162222, -10.868889 |
| [[Archivo:\|90px]]  | 29  | Cima Vallesinella                            | 3114    |             |             |                           |                      | Dolomitas de Brenta                             | Dolomitas de Brenta                | Trento                           |                                                              |                                               |
|                     | 30  | Cima d'Ambiez                                | 3102    | 231         | 0,34        | Cima Tosa                 | Grupo del Brenta     | Dolomitas de Brenta                             | Dolomitas de Brenta                | Trento                           |                                                              | 46°08′55″N 10°52′31″O / 46.148611, -10.875278 |
|                     | 31  | Piccolo Vernel                               | 3098    | 91          | 1,35        | Gran Vernel               | Marmolada            | Dolomitas de Gardena y de Brenta                | Dolomitas de Fassa                 | Trento                           |                                                              | 46°26′22″N 11°50′07″O / 46.439380, -11.835344 |
|                     |     | Wesseleyturm                                 | 3096    | 64          | 0,09        | Sassolungo                | Grupo del Sassolungo | Dolomitas de Gardena y de Brenta                | Dolomitas de Gardena               | Bolzano                          | P.º cul. del grupo del Sassolungo                            | 46°31′27″N 11°43′55″O / 46.524184, -11.731868 |
|                     |     | Kleiner Schuster                             | 3095    | 145         | 0,2         | Punta dei Tre Scarper     | Dolomitas de Sesto   | Dolomitas de Sesto, de Braies y de Ampezzo      | Dolomitas de Sesto                 | Bolzano                          | P.º cul. de los Dolomitas de Sesto                           | 46°40′04″N 12°19′03″O / 46.667694, -12.317634 |
|                     | 32  | Croda dei Toni (Zwölferkofel)                | 3094    | 713         | 6,2         | Pequeño Schuster          | Dolomitas de Sesto   | Dolomitas de Sesto, de Braies y de Ampezzo      | Dolomitas de Sesto                 | Belluno–Bolzano                  |                                                              | 46°37′09″N 12°21′34″O / 46.619167, -12.359444 |
|                     | 33  | Cima Undici (Elferkofel)                     | 3092    | 661         | 2,4         | Zwölferkofel              | Dolomitas de Sesto   | Dolomitas de Sesto, de Braies y de Ampezzo      | Dolomitas de Sesto                 | Belluno–Bolzano                  |                                                              | 46°38′10″N 12°22′41″O / 46.636111, -12.378056 |
|                     | 34  | Spallone del Sassolungo (Langkofelkarspitze) | 3081    | 48          | 0,35        | Langkofel                 | Grupo del Langkofel  | Dolomitas de Gardena y de Brenta                | Dolomitas de Gardena               | Bolzano                          |                                                              | 46°31′04″N 11°44′29″O / 46.517824, -11.74135  |
|                     | 27  | Innerkoflerturm                              | 3081    | 133         | 0,2         | Punta Grohmann            | Grupo del Langkofel  | Dolomitas de Gardena y de Brenta                | Dolomitas de Gardena               | Bolzano–Trento                   |                                                              | 46°30′41″N 11°43′48″O / 46.511261, -11.730132 |
|                     | 10  | Monte Serauta                                | 3069    | 45          | 0,1         | Punta Ombretta            | Marmolada            | Dolomitas de Gardena y de Brenta                | Dolomitas de Fassa                 | Belluno                          |                                                              | 46°26′05″N 11°52′32″O / 46.434766, -11.875641 |
|                     | 35  | Piz Cunturines                               | 3064    | 907         | 6,6         | Tofana di Dentro          | Grupo de Fanes       | Dolomitas de Sesto, de Braies y de Ampezzo      | Dolomitas Orientales de Badia      | Bolzano                          | P.º cul. del grupo de las Fanes                              | 46°34′33″N 11°58′40″O / 46.575833, -11.977778 |
|                     | 36  | Sasso Vernale                                | 3058    | 356         | 1,7         | Punta Penia               | Marmolada            | Dolomitas de Gardena y de Brenta                | Dolomitas de Fassa                 | Trento–Belluno                   |                                                              | 46°25′06″N 11°50′25″O / 46.418452, -11.840343 |
|                     | 35  | Piz Lavarela                                 | 3055    | 170         | 1,1         | Piz Cunturines            | Grupo de Fanes       | Dolomitas de Sesto, de Braies y de Ampezzo      | Dolomitas Orientales de Badia      | Bolzano                          | P.º cul. del grupo de las Fanes                              | 46°35′06″N 11°58′16″O / 46.585026, -11.971061 |
|                     | 37  | Cima del Focobon                             | 3054    | 250         | 1,11        | Cima dei Bureloni         | Grupo Pala           | Dolomiti di Feltre e delle Pale di San Martino  | Grupo Pale di San Martino-Feruc    | Belluno                          |                                                              | 46°18′27″N 11°50′30″O / 46.30738, -11.841799  |
| [[Archivo: \|90px]] |     | Campanile di Val Strut                       | 3049    | 70          | 0,25        | Cima dei Bureloni         | Grupo Pala           | Dolomiti di Feltre e delle Pale di San Martino  | Grupo Pale di San Martino-Feruc    | Belluno                          |                                                              | 46°17′40″N 11°49′49″O / 46.294512, -11.830301 |
|                     | 38  | Monte Popera                                 | 3046    |             |             |                           |                      | Dolomitas de Sesto, de Braies y de Ampezzo      | Dolomitas de Sesto                 | Belluno–Bolzano                  |                                                              |                                               |
|                     | 33  | Cima Undici (Elferkofel)                     | 3046    | 175         | 1,22        | Cima Undici               | Dolomitas de Sesto   | Dolomitas de Sesto, de Braies y de Ampezzo      | Dolomitas de Sesto                 | Belluno–Bolzano                  |                                                              | 46°38′10″N 12°22′41″O / 46.636111, -12.378056 |
|                     | 38* | Cima de Toni                                 | 3040    | 50          | 0,1         | Piccola Civetta           |                      | Dolomitas de Zoldo                              | Dolomitas Septentrionales de Zoldo | Belluno                          | P.º cul. del grupo del Monte Civetta                         | 46°22′14″N 12°02′43″O / 46.370592, -12.045264 |
| [[Archivo: \|90px]] |     | Cima di Val Grande                           | 3038    | 116         | 0,12        | Cima dei Bureloni         | Grupo Pala           | Dolomiti di Feltre e delle Pale di San Martino  | Grupo Pale di San Martino-Feruc    | Belluno                          |                                                              | 46°17′58″N 11°50′00″O / 46.299509, -11.833434 |
|                     | 39  | Piz Serauta                                  | 3035    | 102         | 0,28        | Monte Serauta             | Marmolada            | Dolomitas de Gardena y de Brenta                | Dolomitas de Fassa                 | Belluno                          |                                                              | 46°26′02″N 11°52′51″O / 46.433953, -11.880898 |
|                     | 40  | Cima Mandron                                 | 3033    | 90          | 0,25        | Cima Brenta               | Grupo del Brenta     | Dolomitas de Brenta                             | Dolomitas de Brenta                | Trento                           |                                                              | 46°10′54″N 10°53′07″O / 46.181673, -10.885177 |
|                     |     | Campanile Kiene I                            | 3030    | 30          | 0,08        | Cima Brenta               |                      | Dolomitas de Brenta                             | Dolomitas de Brenta                | Trento                           |                                                              | 46°10′59″N 10°53′27″O / 46.183084, -10.890841 |
| [[Archivo:\|90px]]  | 41  | Punta Comates                                | 3029    |             |             |                           | Marmolada            | Dolomitas de Gardena y de Brenta                | Dolomitas de Fassa                 | Trento                           |                                                              |                                               |
|                     | 32  | Croda dei Toni (Zwölferkofel)                | 3029    | 115         | 0,37        | Croda dei Toni            | Dolomitas de Sesto   | Dolomitas de Sesto, de Braies y de Ampezzo      | Dolomitas de Sesto                 | Belluno–Bolzano                  |                                                              | 46°36′48″N 12°21′41″O / 46.613439, -12.361357 |
|                     |     | Cima Dieci (Zehnerspitze)                    | 3026    | 493         | 4,2         | Piz Lavarela              | Grupo de Fanes       | Dolomitas de Sesto, de Braies y de Ampezzo      | Dolomiti Orientali di Badia        | Bolzano                          |                                                              | 46°35′06″N 11°58′16″O / 46.585026, -11.971061 |
|                     | 43  | Sass Rigais                                  | 3025    | 904         | 9,5         | Langkofel                 | Grupo Geisler        | Dolomitas de Gardena y de Brenta                | Dolomitas de Gardena               | Bolzano                          | P.º cul. del grupo de las Odle                               | 46°36′32″N 11°46′02″O / 46.608991, -11.76721  |
|                     | 44  | Furchetta                                    | 3025    | 904         | 10          | Langkofel                 | Grupo Geisler        | Dolomitas de Gardena y de Brenta                | Dolomitas de Gardena               | Bolzano                          | P.º cul. del grupo de las Odle                               | 46°36′45″N 11°46′23″O / 46.612511, -11.773074 |
|                     | 16  | Spalla Est                                   | 3024    | 26          | 0,55        | Monte Pelmo               | Monte Pelmo          | Dolomitas de Zoldo                              | Dolomitas Septentrionales de Zoldo | Belluno                          | P.º cul. del grupo del Monte Pelmo                           | 46°25′06″N 12°08′47″O / 46.418423, -12.146502 |
|                     |     | Cima Bassa d'Ambiez                          | 3017    | 60          | 0,07        | Cima d’Ambiéz             | Grupo del Brenta     | Dolomitas de Brenta                             | Dolomitas de Brenta                | Trento                           |                                                              | 46°08′55″N 10°51′52″O / 46.148592, -10.864577 |
|                     | 45  | Cima de Ombretta Oriental                    | 3011    | 55          | 0,66        | Sasso Vernale             | Marmolada            | Dolomitas de Gardena y de Brenta                | Dolomitas de Fassa                 | Trento–Belluno                   |                                                              | 46°25′28″N 11°50′47″O / 46.424399, -11.846373 |
|                     | 46  | Cima del Uomo                                | 3010    | 327         | 2,8         | Sasso Vernale             | Marmolada            |                                                 |                                    |                                  |                                                              | 46°24′21″N 11°48′29″O / 46.405848, -11.808114 |
|                     | 46* | Pequeño Furchetta                            | 3010    | 48          | 0,05        | Furchetta                 | Grupo Geisler        | Dolomitas de Gardena y de Brenta                | Dolomitas de Gardena               | Bolzano                          | P.º cul. del grupo de las Odle                               | 46°36′41″N 11°46′28″O / 46.611523, -11.774544 |
| [[Archivo:\|90px]]  | 47  | Sasso di Valfredda                           | 3009    | 173         | 0,9         | Sasso Vernale             | Marmolada            | Dolomitas de Gardena y de Brenta                | Dolomitas de Fassa                 | Trento–Belluno                   |                                                              | 46°24′36″N 11°50′35″O / 46.410109, -11.843047 |
|                     |     | Cima di Mezzo                                | 3008    | 90          | 0,3         | Cima di Mezzo             | Grupo Cristallo      | Dolomitas de Sesto, de Braies y de Ampezzo      | Dolomitas ampezzano                | Belluno                          | P.º cul. del grupo del Monte Cristallo                       | 46°34′40″N 12°11′44″O / 46.577778, -12.195556 |
|                     | 48  | Torre di Brenta                              | 3008    | 285         | 1,24        | Cima Brenta               | Grupo del Brenta     | Dolomitas de Brenta                             | Dolomitas de Brenta                | Trento                           |                                                              | 46°10′04″N 10°53′45″O / 46.167778, -10.895833 |
|                     | 49  | Tre Sorelle                                  | 3005    | 310         | 1,48        | Monti della Caccia Grande | Grupo del Sorapiss   | Dolomitas de Sesto, de Braies y de Ampezzo      | Dolomitas ampezzano                | Belluno                          |                                                              | 46°30′30″N 12°14′02″O / 46.508371, -12.234006 |
|                     | 50  | Catinaccio d'Antermoia (Kesselkogel)         | 3004    | 836         | 7,7         | Innerkoflerturm           | Grupo Rosengarten    | Dolomitas de Gardena y de Brenta                | Dolomitas de Fassa                 | Bolzano                          | P.º cul. del grupo del Catinaccio                            | 46°28′26″N 11°38′38″O / 46.474, -11.644       |
|                     | 51  | Cima di Campido                              | 3001    | 169         | 0,3         | Cima del Focobon          | Grupo del Pala       | Dolomiti di Feltre e delle Pale di San Martino  | Grupo Pale di San Martino-Feruc    | Belluno                          |                                                              | 46°18′32″N 11°50′59″O / 46.308922, -11.849828 |
| [[Archivo:\|90px]]  |     | Le Mesules                                   | 3000    |             |             |                           |                      | Dolomitas de Gardena y de Brenta                | Dolomitas de Gardena               | Bolzano                          |                                                              |                                               |
|                     | 27  | Zahnkofel                                    | 3000    | 228         | 0,26        | Punta Grohmann            | Grupo del Langkofel  | Dolomitas de Gardena y de Brenta                | Dolomitas de Gardena               | Bolzano–Trento                   |                                                              | 46°30′36″N 11°43′33″O / 46.51, -11.725833     |
|                     | 52  | Cima Grande di Lavaredo                      | 2999    |             |             |                           |                      | Dolomitas de Sesto, de Braies y de Ampezzo      | Dolomitas de Sesto                 | Belluno–Bolzano                  |                                                              |                                               |
|                     | 53  | Spallone del Massodi                         | 2999    | 40          | 0,35        | Cima Brenta               | Brenta               | Dolomitas de Brenta                             | Dolomitas de Brenta                | Trento                           |                                                              | 46°10′28″N 10°54′10″O / 46.174526, -10.902708 |
| [[Archivo:\|90px]]  | 54  | Piz de Puez                                  | 2913    |             |             |                           |                      |                                                 |                                    |                                  | P.º cul. del grupo del Puez                                  |                                               |
|                     |     | Cima Falkner                                 | 2999    |             |             |                           |                      | Dolomitas de Brenta                             | Dolomitas de Brenta                | Trento                           |                                                              |                                               |
|                     |     | Cimon del Froppa                             | 2932    |             |             |                           |                      | Grupo de las Marmarole                          |                                    | P.º cul. del grupo del Marmarole |                                                              |                                               |
|                     |     | Sass de Putia                                | 2875    |             |             |                           |                      | Gruppo Odle-Puez                                |                                    | Bolzano                          |                                                              |                                               |
|                     |     | Monte Agner                                  | 2872    |             |             |                           |                      | Pale di San Martino                             |                                    |                                  |                                                              |                                               |
|                     |     | Peitlerkofel                                 | 2875    |             |             |                           |                      | Grupo Putia                                     | Bolzano                            | P.º cul. del grupo Putia         |                                                              |                                               |
|                     |     | Cima Cadin di San Lucano                     | 2839    |             |             |                           | Cadini di Misurina   |                                                 |                                    |                                  |                                                              |                                               |
|                     |     | Cimon de Latemar                             | 2814    |             |             |                           |                      | Latemar, Dolomitas de Fiemme                    |                                    | P.º cul. del grupo de Latemar    |                                                              |                                               |
|                     |     | Torri del Vajolet                            | 2821    |             |             |                           |                      | Grupo del Catinaccio                            |                                    |                                  |                                                              |                                               |
|                     |     | Grosse Sandspitze                            | 2770    |             |             |                           |                      | Dolomitas de Lienz                              |                                    |                                  |                                                              |                                               |
|                     |     | Cima Ambrizzola                              | 2715    |             |             |                           |                      | Grupo de la Croda da Lago                       |                                    |                                  |                                                              |                                               |
|                     |     | Cima dei Preti                               | 2703    |             |             |                           |                      | Dolomitas friulanos                             |                                    |                                  |                                                              |                                               |
|                     |     | Monte Cavallino                              | 2689    |             |             |                           |                      | Dolomitas de Comelico - Dolomitas cárnicos      |                                    |                                  |                                                              |                                               |
|                     |     | Sassongher                                   | 2665    |             |             |                           |                      | Gruppo Odle-Puez                                | Dolomitas de Gardena               |                                  |                                                              |                                               |
|                     |     | Monte Petz                                   | 2662    |             |             |                           |                      | Macizo de las Sciliar                           |                                    |                                  |                                                              |                                               |
| [[Archivo:\|90px]]  |     | Cima di Terrarossa                           | 2655    |             |             |                           |                      | Macizo de las Sciliar                           |                                    | P.º cul. del Grupo del Sciliar   |                                                              |                                               |
|                     |     | Averau                                       | 2647    |             |             |                           |                      | Grupo del Nuvolau                               |                                    |                                  |                                                              |                                               |
|                     |     | Monte Gabler                                 | 2576    |             |             |                           |                      | Grupo Plose                                     |                                    | P.º cul. del grupo Plose         |                                                              |                                               |
|                     |     | Monte Schiara                                | 2563    |             |             |                           |                      | Grupo de la Schiara                             |                                    | P.º cul. del grupo Monte Schiara |                                                              |                                               |
|                     |     | Sass de Mura                                 | 2550    |             |             |                           |                      | Grupo del Cimonega                              |                                    | P.º cul. de los Alpes feltrinos  |                                                              |                                               |
|                     |     | Col di Lana                                  | 2452    |             |             |                           |                      |                                                 |                                    |                                  |                                                              |                                               |
|                     |     | Sasso di Bosconero                           | 2468    |             |             |                           |                      | Grupo del Bosconero                             | P.º cul. del Grupo del Bosconero   |                                  |                                                              |                                               |
|                     |     | Monte Pavione                                | 2334    |             |             |                           |                      | Vette Feltrine                                  |                                    |                                  |                                                              |                                               |
|                     |     | Cima Carega                                  | 2259    |             |             |                           |                      | Piccole Dolomiti                                |                                    |                                  |                                                              |                                               |
|                     |     | Gran Cir                                     | 2259    |             |             |                           |                      | Gruppo Cir                                      | Gruppo Odle-Puez                   |                                  |                                                              |                                               |
|                     |     | Monte Grappa                                 | 1775    |             |             |                           |                      | Grupo Monte                                     |                                    |                                  | P.º cul. del grupo Monte Grappa                              |                                               |

### Puertos de montaña y collados
| Nombre                           | Altitud (m) | Localidades conectadas                          | Provincia       |
| Passo Sella                      | 2240        | Val Gardena - Canazei                           | Bolzano Trento  |
| Passo Pordoi                     | 2239        | Canazei – Livinallongo del Col di Lana          | Belluno–Trento  |
| Passo di Valparola               | 2199        | Cortina, Agordino – Val Badia                   | Belluno–Bolzano |
| Passo Gardena                    | 2137        | Val Gardena – Val Badia                         | Bolzano         |
| Passo di Falzarego               | 2117        | Livinallongo del Col di Lana – Cortina          | Belluno         |
| Passo di Giau                    | 2236        | Selva di Cadore – Cortina                       | Belluno         |
| Passo Staulanza                  | 1773        | Selva di Cadore – Zoldo                         | Belluno         |
| Passo Cibiana                    | 1530        | Cadore – Zoldo                                  | Belluno         |
| Passo Fedaia                     | 2046        | Rocca Pietore – Canazei                         | Belluno Trento  |
| Passo Valles                     | 2032        | Falcade – Predazzo                              | Belluno Trento  |
| Passo delle Erbe                 | 2003        | Val di Funes – Val Badia                        | Bolzano         |
| Passo Rolle                      | 1984        | Predazzo – San Martino di Castrozza e Primiero  | Trento          |
| Passo San Pellegrino             | 1918        | Falcade – Moena                                 | Belluno Trento  |
| Passo di Campolongo              | 1875        | Livinallongo del Col di Lana - Corvara in Badia | Belluno–Bolzano |
| Passo Tre Croci                  | 1808        | Cortina d'Ampezzo – Auronzo di Cadore           | Belluno         |
| Passo di Lavazè                  | 1805        | Val d'Ega - Val di Fiemme                       | Bolzano–Trento  |
| Passo di Costalunga              | 1753        | Nova Levante – Vigo di Fassa                    | Bolzano–Trento  |
| Passo Nigra                      | 1688        | Val d'Ega - Valle di Tires                      | Bolzano         |
| Campo Carlo Magno                | 1681        | Madonna di Campiglio - Val Rendena              | Trento          |
| Passo di Monte Croce di Comelico | 1638        | Comelico – San Candido/Innichen                 | Belluno–Bolzano |
| Passo Duran                      | 1601        | Agordo – Zoldo                                  | Belluno         |
| Passo Cimabanche                 | 1529        | Cortina d'Ampezzo – Dobbiaco/Toblach            | Belluno–Bolzano |
| Passo Cereda                     | 1372        | Primiero – Agordo                               | Trento          |
| Forcella Lagazzon                | 1356        | Falcade-Vallada                                 | Belluno         |
| Forcella Aurine                  | 1299        | Conca Agordina - Valle del Mis                  | Belluno         |

| Nombre                                                          | Altitud (m) | Localidades conectadas | Provincia |
| Passo d'Ombretta (Val di San Nicolò - Val d'Ombretta)           | sendero     | 2738                   |           |
| Passo della Sentinella (Val Popera - Val Fiscalina)             | sendero     | 2717                   |           |
| Forcella del Sasso Lungo (Val Gardena - Campitello)             | sendero     | 2683                   |           |
| Passo delle Coronelle (Lago di Carezza - Valle Vajolet)         | sendero     | 2644                   |           |
| Forcella Jou de la Tana (Cadore - Val d'Ansiei)                 | sendero     | 2644                   |           |
| Passo del Principe (Valle Vajolet - Valle del Ciamin)           | sendero     | 2597                   |           |
| Passo di Pravitale (Altopiano di Rosetta - Val Pradidali)       | sendero     | 2580                   |           |
| Passo delle Comelle (Altopiano di Rosetta - Val Gares)          | sendero     | 2579                   |           |
| Passo Rosetta (San Martino di Castrozza - Altopiano di Rosetta) | sendero     | 2573                   |           |
| Passo Vajolet (Tires - Valle Vajolet)                           | sendero     | 2549                   |           |
| Passo di Canali (Primiero - Agordino)                           | sendero     | 2497                   |           |
| Passo dell'Alpe di Tires (Campitello - Tires)                   | sendero     | 2455                   |           |
| Forcella Lavaredo (Val Lavaredo - Val Fiscalina)                | sendero     | 2454                   |           |
| Passo di Ball (San Martino di Castrozza - Val Pradidali)        | sendero     | 2450                   |           |
| Forcella di Giralba (Sesto - Auronzo di Cadore)                 | sendero     | 2436                   |           |
| Forcella Giau (Mondeval - Val Costeana)                         | sendero     | 2360                   |           |
| Col dei Bos (Valle del Falzarego - Valle Travernanzes)          | sendero     | 2313                   |           |
| Forcella Grande (San Vito di Cadore - Auronzo di Cadore)        | sendero     | 2262                   |           |
| Passo Tre Sassi (Cortina - San Cassiano)                        | sendero     | 2199                   |           |
| Passo Duron (Alta Val Duron - Alpe di Siusi)                    | sendero     | 2168                   |           |
| Forcella de la Ciavazoles (Cibiana di Cadore - Zoldo)           | sendero     | 1994                   |           |
| Forcella Forada (Selva di Cadore - San Vito di Cadore)          | carretera   | 1975                   |           |
| Forcella d'Alleghe (Alleghe - Valle di Zoldo)                   | sendero     | 1820                   |           |

## Medio ambiente

### Lagos
- Lago de Misurina
- Lago de Alleghe
- Lago de Dobbiaco
- Lago de Braies
- Lago de Landro
- Lago de Auronzo (artificial)

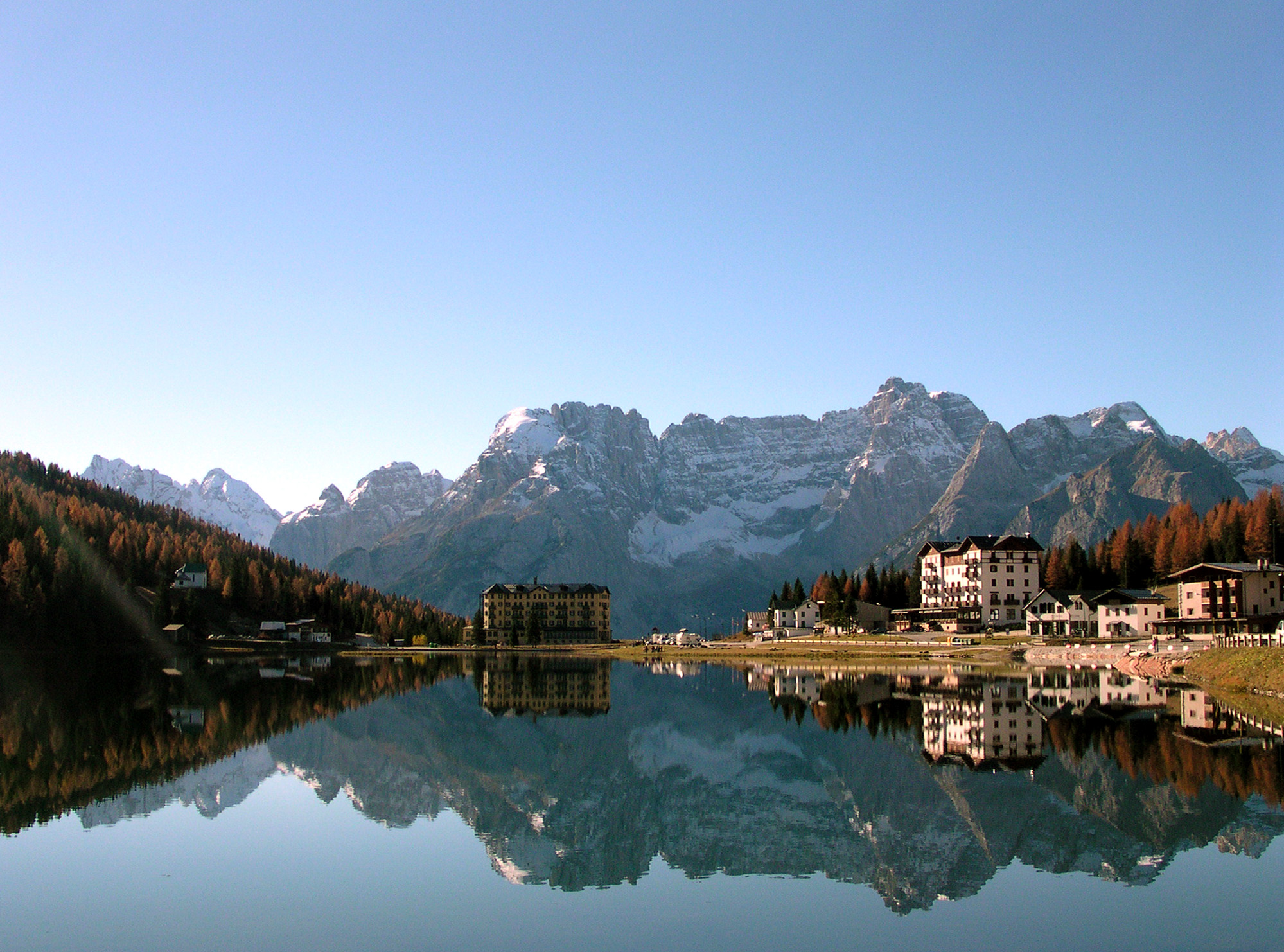
Lago de Misurina

- Lago de Centro Cadore (artificial)
- Lago de Fedaia (artificial)
- Lago de Santa Croce
- Lago del Mis (artificial)
- Lago de Molveno
- Lago de Tovel
- Lago de Carezza
- Lago de Barcis (artificial)

### Flora

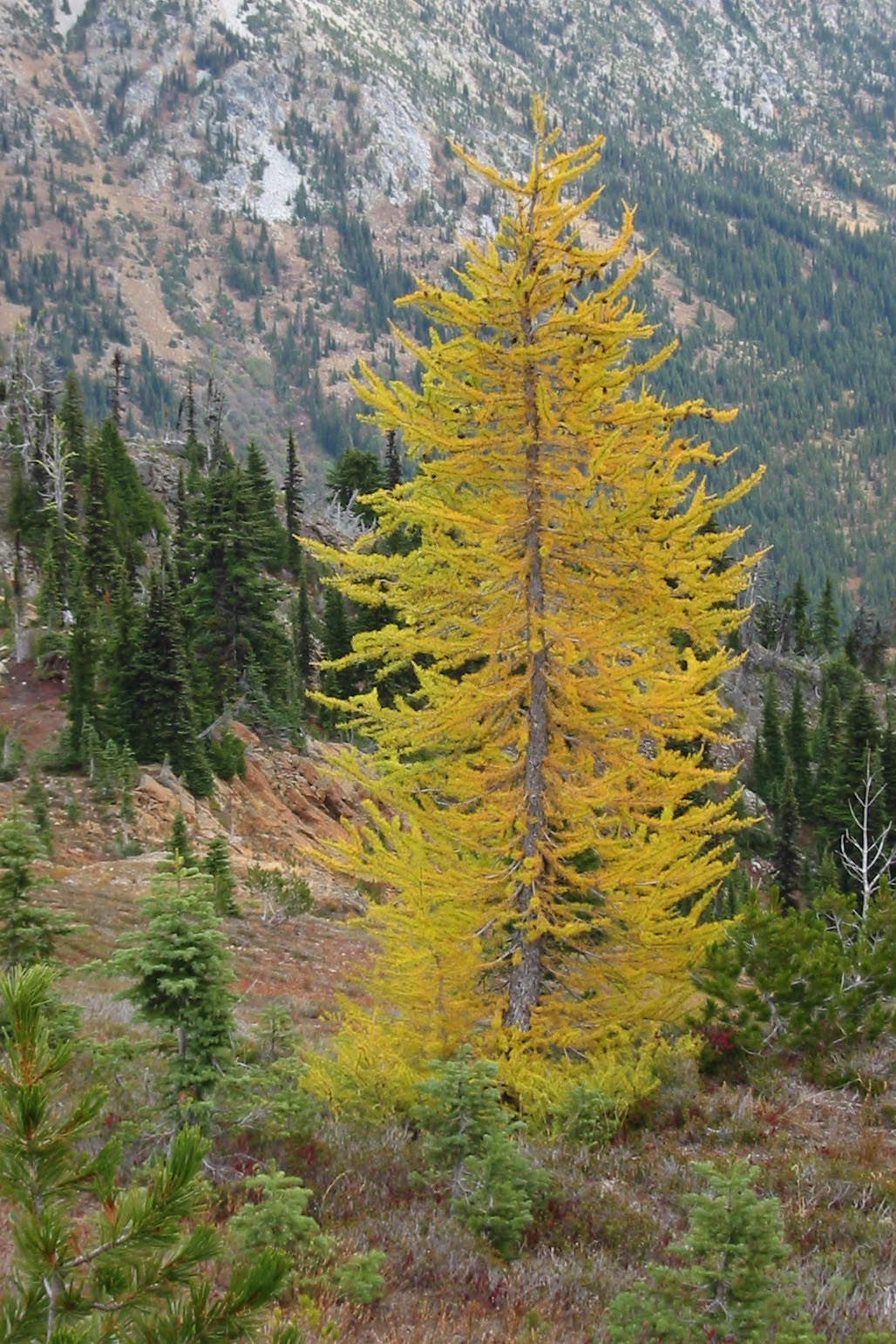
alerce, albero tipico delle Alpi

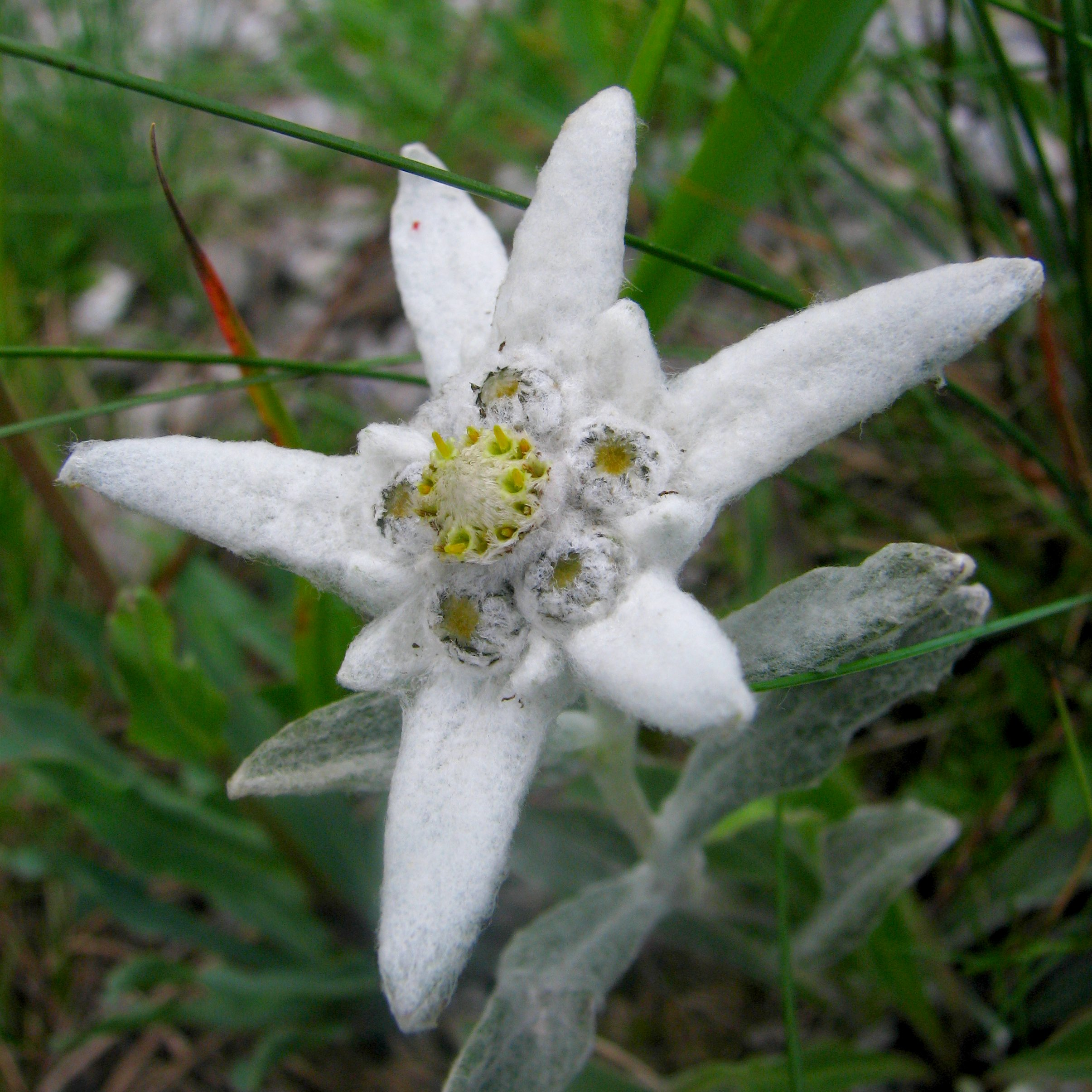
Stella alpina

Hasta los 1800 m (vertientes norte) o los 2200 m (vertientes soleadas) la vegetación está formada principalmente por bosques de coníferas (abeto rojo, abeto blanco, pino silvestre y alerces), mientras que en las grandes altitudes por alerces, cembros y pinos negros (pino mugo). El pino negro leñoso, resistente a todas las tormentas, retiene la nieve, protege de las avalanchas y proporciona una sustancia medicinal llamada "aceite de montaña" (olio di mugo). Otro nombre del pino de montaña es barancio (en los Dolomitas de Sesto se encuentran los grupos dolomiticos de la rocca dei Baranci y de la Croda dei Baranci) En los Dolomitas también está presente el enebro, que tiene forma de arbusto y constituye vastas alfombras con los arbustos de arándanos, brezos y rododendros alpinos que se encuentran ampliamente extendidos. Por debajo de los 1200-1000 m se encuentran bosques de frondosas: haya, roble (roble albar, roble pubescente), abedul, avellano, castaño, fresno, arce sicomoro, orno. En las zonas ricas en agua, en el fondo del valle, crecen sauces y alisos.
También hay varios pastos de altura, como el Alpe di Siusi, las mesetas de Ampezzo y Pian dei Buoi.
De los bosques de abetos rojos (o peccio) de determinadas zonas (como las del Val di Fiemme, de Paneveggio o de alrededor del lago Carezza) se obtiene la madera para las cajas de resonancia de los instrumentos musicales: es el abeto de resonancia. La localidad de Cadore, orgullosa de sus abetos, quiso representar en su escudo de armas un abeto delimitado por dos torres.
Los lugares húmedos también son importantes como hábitats: las turberas, los sitios aluviales de torrentes glaciares, los manantiales, los cuerpos de agua libre, los prados húmedos (molineti), los estanques de pastos de montaña, las pozas de resurgimiento. Entre los lagos, el lago Tovel en Trentino es particularmente notable, ya que en el pasado, debido a un microorganismo, asumió un color rojizo. Los lagos de los Dolomitas, como los de los Alpes en general, son oligotrofos. Los lagos más conocidos y pintorescos de los Dolomitas son: el lago di Tovel, el lago de Molveno, el lago de Carezza, el lago de Braies, el lago de Dobbiaco, el lago de Landro, el lago de Misurina, el lago de Antorno, el lago de Auronzo, el lago de Alleghe.
Son innumerables los tipos de flores que componen la flora alpina de los Dolomitas, tales como: edelweiss a gran altitud (nativa de las áridas tierras altas de Asia Central), algunos tipos de genciana, algunos tipos de saxífragas, el lirio martagon, la campanula (campanula del Moretti y Campanula scheuchzeri), la azalea alpina del género rododendro, el medregal rastrero (geum reptans) sobre escombros y morrenas, varios tipos de Ranuncolaceae (como el boton dorado, el ranúnculo de los glaciares y la allíclematis alpina), la vitalba alpina, la daphne estriada, la myosotis (o myosotis, también conocida como «nomeolvides»), varios tipos de orquídeas, la viola, el ciclamen de los Alpes, el colchicum, el azafrán, el aster alpino, el clavel de los glaciares, la pulsatilla alpina o anémona alpina, el senecio, la soldanella, la verónica amarilla de las rocas (habitante de las grietas en las rocas), la nigritella, la árnica, el narciso, el cardo, el camedrio alpino, la amapola alpina retica, los tipos geranio sanguíneo, la pinocchiella de las rocas, el brezo, la valeriana enana, la aquilegiaazul, la peonía silvestre, el diente de perro, la primula mínima, el leontodon los rampeones de roca, la androsace alpino y la androsace de Hausmann y el jacinto de montaña.

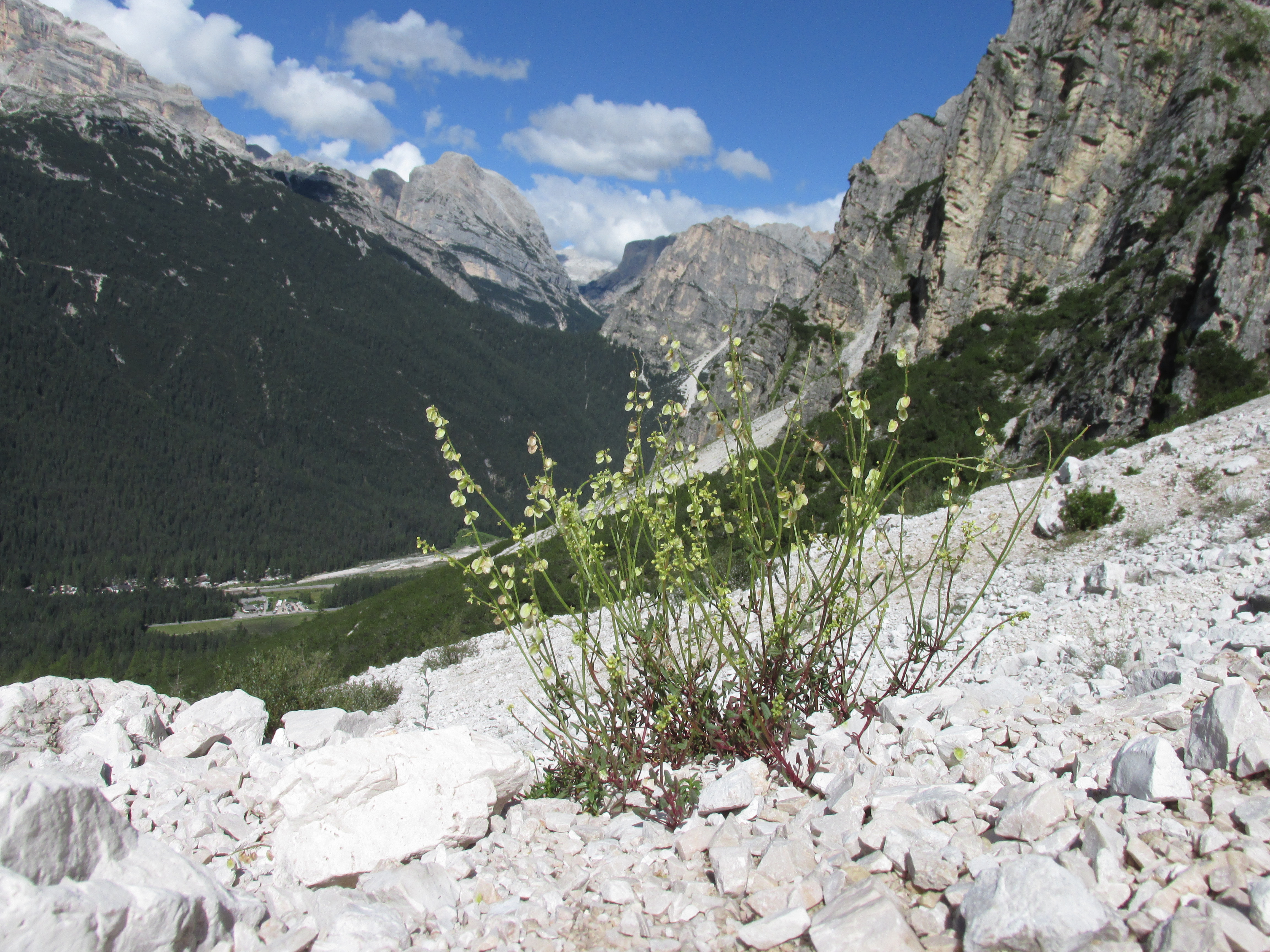
Oseille ronde
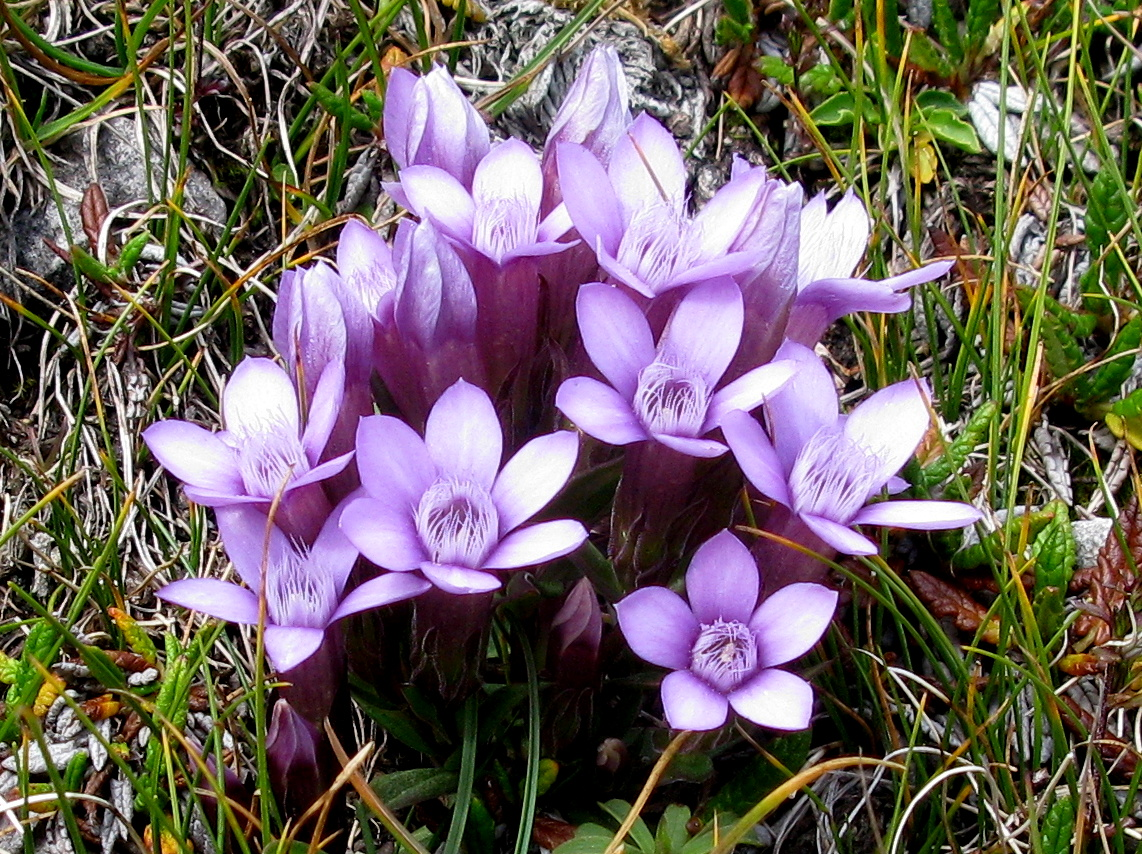
Genciana germanica
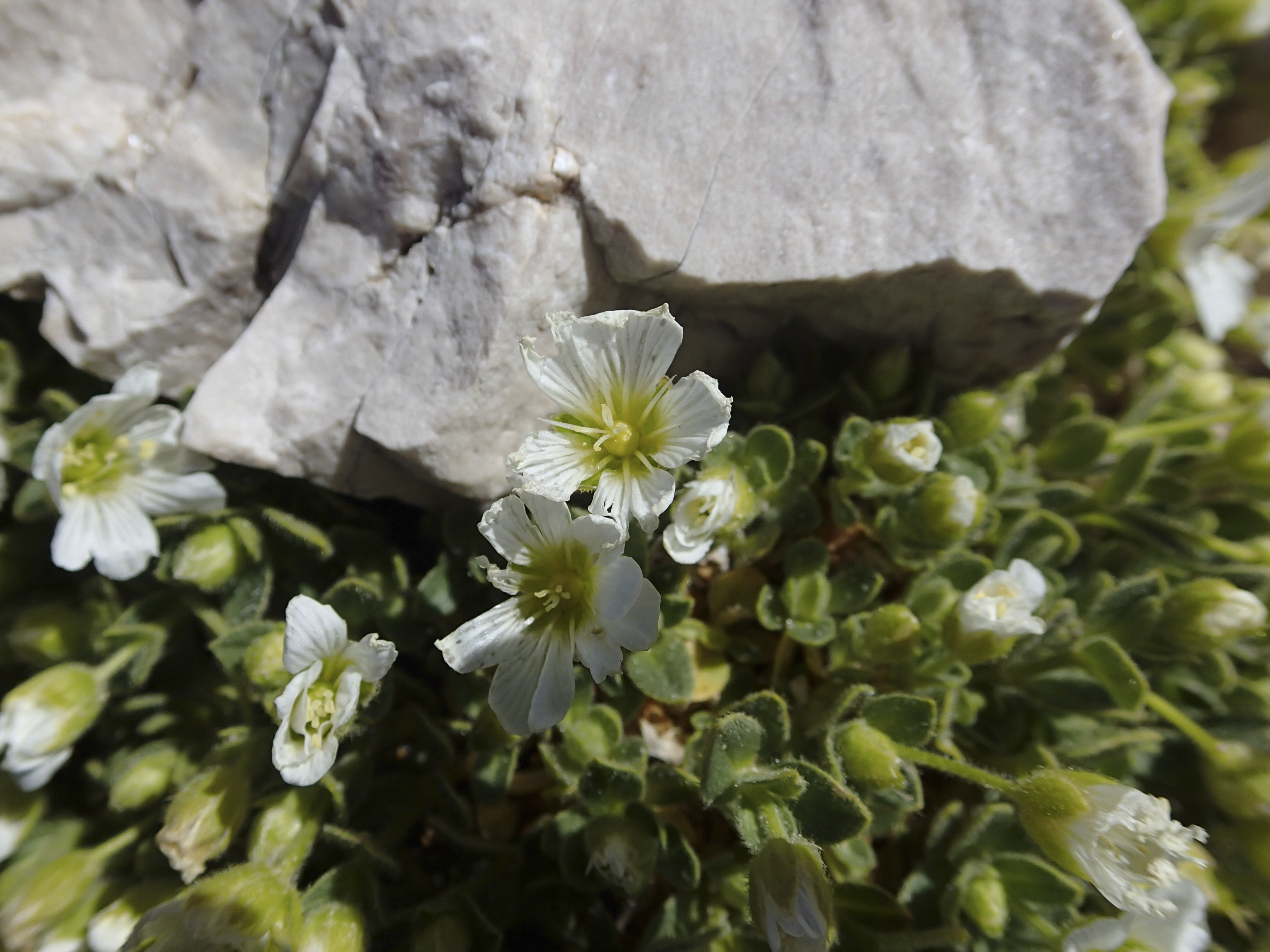
Cerastium alpinum
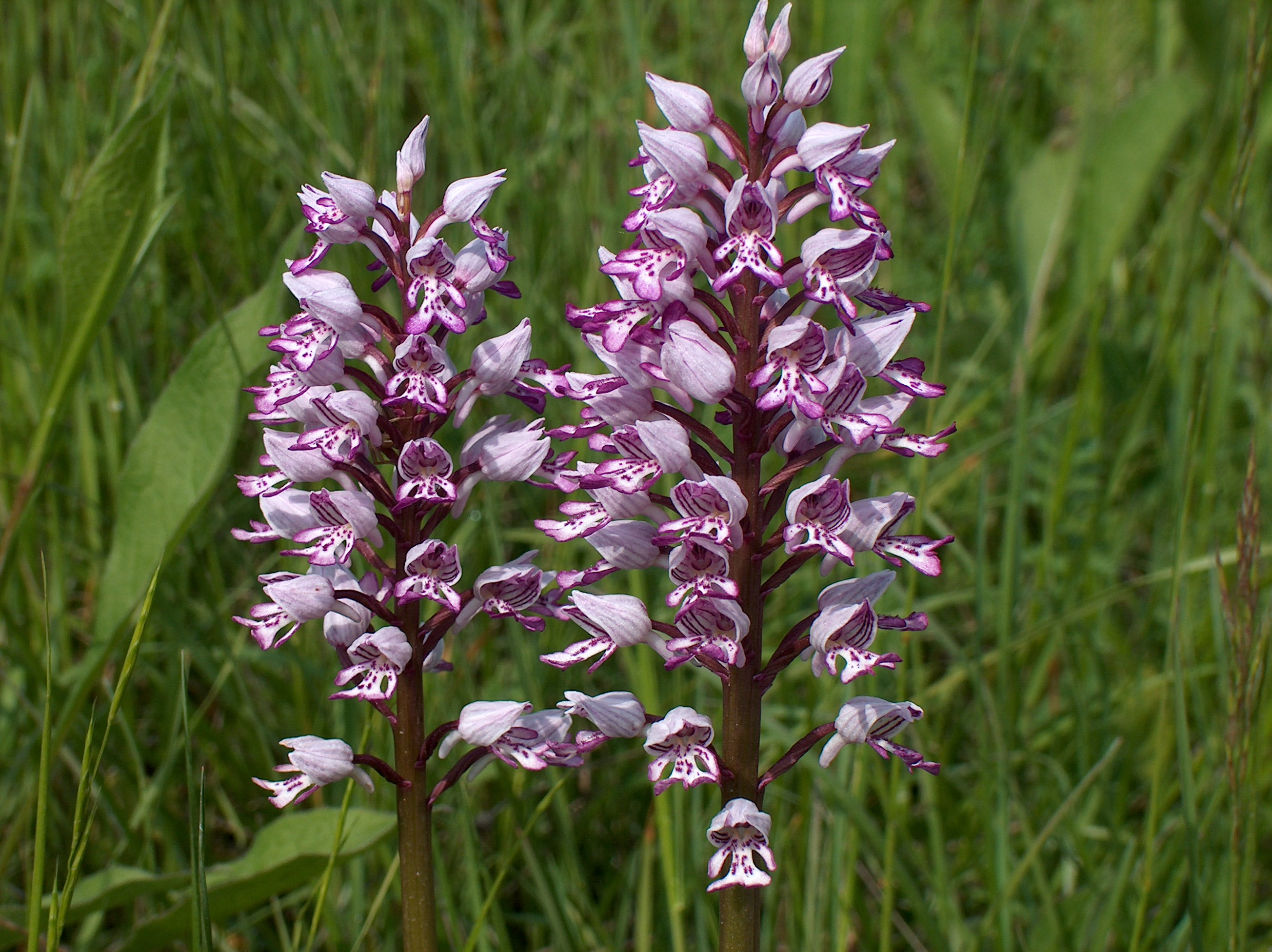
Orquidea guerrera

### Fauna

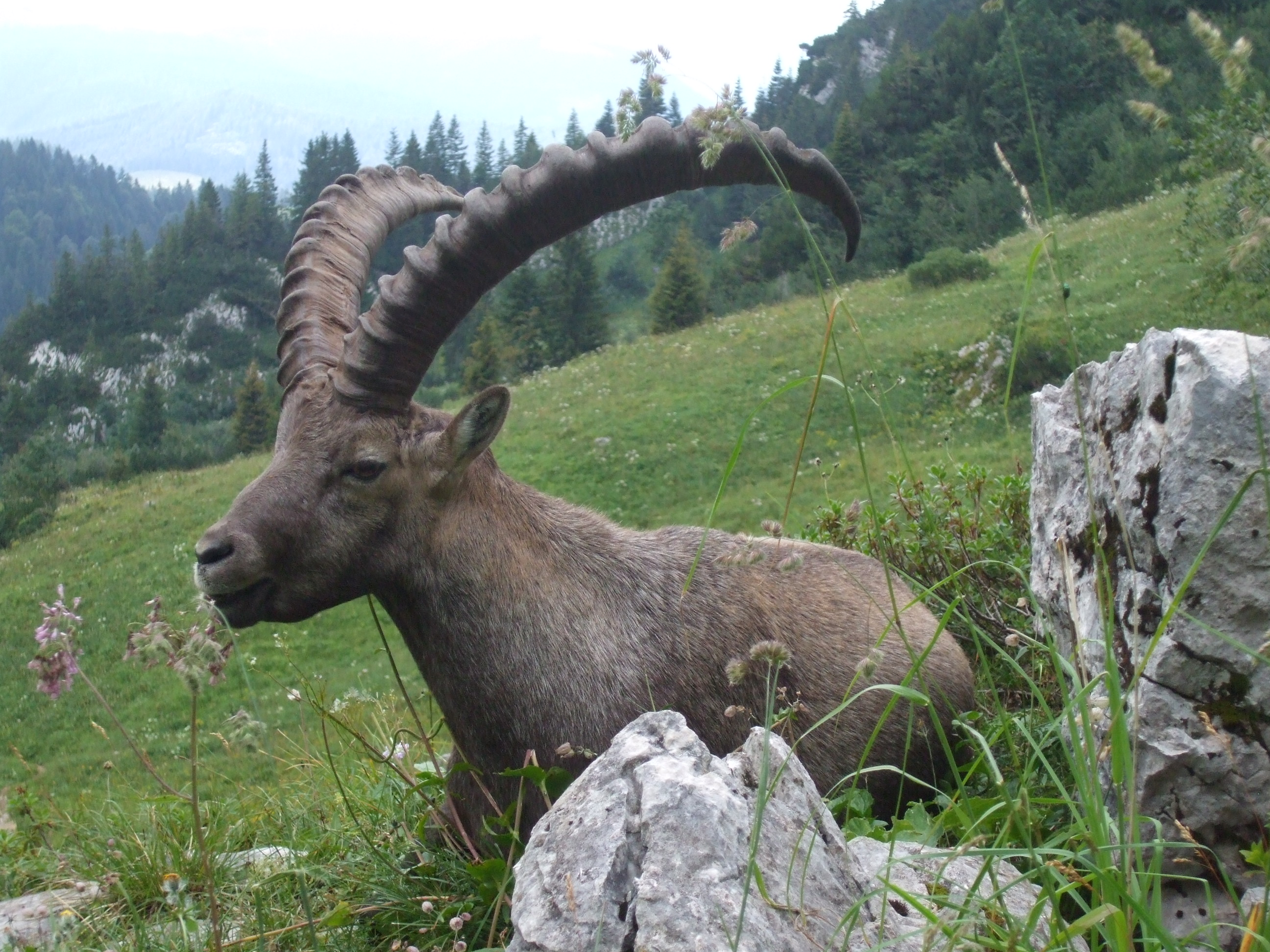
Íbice de los Alpes

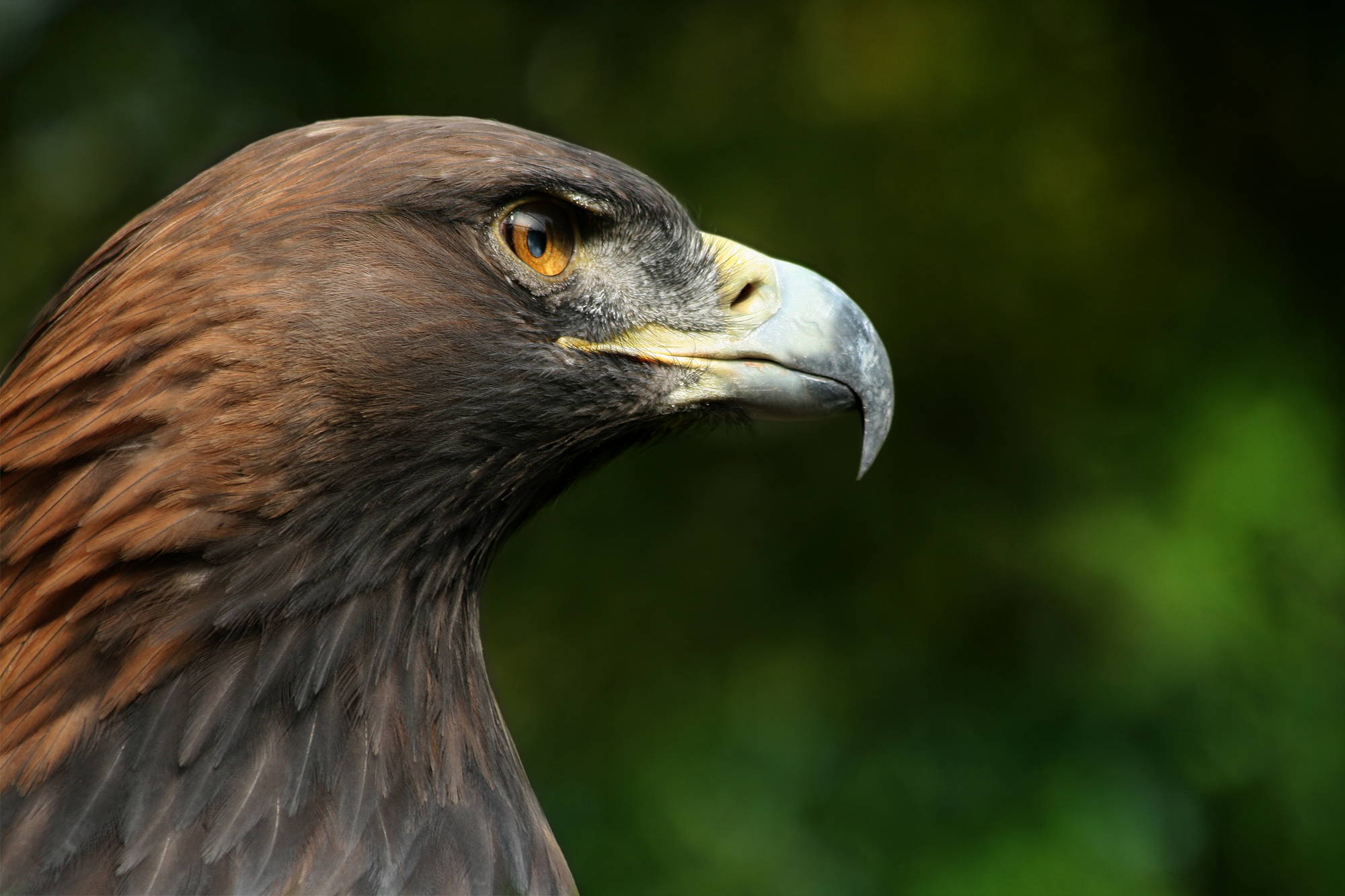
Águila real

En los Dolomitas viven numerosas especies de mamíferos y de roedores: el corzo, el ciervo, el rebeco, la cabra montés, el jabalí, la marmota, la marta, la ardilla, el tejón, la comadreja, la garduña, el turón, el topo, el zorro, la liebre, el lirón gris, el erizo. Muy rara es la nutria, que se ha recuperado en los últimos años (Alto Adige y Carnia) En algunas zonas hay osos pardos, linces y lobos. En los últimos años en algunas zonas (entre el Friul y Trentino-Alto Adige) se ha constatado la presencia del chacal dorado proveniente de la península balcánica.
Entre las aves destacan: el águila real, el halcón peregrino, el halcón, el busardo ratonero, el cernícalo, el quebrantahuesos, el cuervo, el gallo lira común, el mochuelo europeo, la lechuza común, el urogallo, el pájaro carpintero, el upupa, el gavilán común, el urogallo negro, el grévol común, el búho chico, la perdiz blanca, el mirlo y el mirlo acuático europeo, la chova alpina, el arrendajo, el cárabo común, la perdiz griega, el tordo, el petirrojo.
Entre los anfibios viven la rana alpina, el sapo común, el lacertilio, el lagarto verde occidental, el tritón alpino, la salamandra, la salamandra alpina, la rana vientre de fuego. Entre los reptiles venenosos se encuentran la víbora y la víbora común europea. También están la culebra de collar, la culebra verdiamarilla, la coronella austríaca, la culebra de Esculapio, el orbettino.
Los peces autóctonos están representados en el fondo del valle por la trucha marmórea, el carrasco espinoso y el tímalo. Por encima de los 800-1000 metros sobre el nivel del mar, solo está presente casi exclusivamente la trucha marrón , lo que en las áreas de transición de las cordilleras da lugar a poblaciones híbridas Fario-Marmorea.
Aunque es rarísimo, en los fondos de los valles en altitudes más bajas y ocasionalmente hasta 1000-1400 metros sobre el nivel del mar, se encuentra el cangrejo de río.

### Antropización
Las primeras frecuentaciones de seres humanos en los Dolomitas se remontan al 11500 a. C.. El asentamiento permanente en los valles Dolomitas está bien documentado desde la Edad del Bronce. Durante el milenio I a. C. los Dolomitas fueron poblados por los reti, los celtas y los etruscos. Posteriormente, el territorio fue ocupado por los romanos que, en la época imperial, dividieron el área entre las provincias de Raethia e Noricum, al norte, y la X Regio Venetia et Histria, al sur. El contacto entre la población rética indígena y la latina dio lugar a una nueva cultura y lengua: el ladino. A principios de la Edad Media (siglo VI) llegaron los lombardos. A partir del siglo XI, se formaron formas de autogobierno de las comunidades locales (Magnifiche Comunità o Regole) en los Dolomitas, ejercidas mediante estatutos votados democráticamente (la Carte di Regola o Statuti).
Durante el período comprendido entre los siglos XIV y XVIII, el territorio de los Dolomitas se dividió en dos grandes áreas de influencia austrohúngara y veneciana. Los principados-obispados de Trento y Bressanone eran parte del Sacro Imperio Romano Germánico, mientras que el área de Belluno (excepto la ciudad de Cortina d'Ampezzo que perteneció al Imperio entre 1511 y 1918) y de la Carnia pertenecían a la República de Venecia, que en Carnia reemplazó el dominio del patriarcado de Aquileia en el siglo XV. Carnia fue un territorio austriaco entre 1814 y 1866. El área de Belluno, como todo el Véneto, pasará a formar parte del Reino de Italia en 1866 después de la tercera guerra de independencia, excepto, como ya se mencionó, el área de Cortina d'Ampezzo. El Trentino-Alto Adige pasará a formar parte del Reino de Italia en 1918 al final de la Primera Guerra Mundial.
En cuanto a los asentamientos humanos, en la zona germanoparlante del Tirol del Sur predomina la denominada maso chiuso (granja cerrada), mientras que en la zona ladina (Badìa y Gardena, Trentino, Bellunese) predominan los llamados viles, núcleos compactos de casas adosadas unas contra otras. Predominan dos modelos culturales diferentes: el modelo germánico prevalece en el área germanofona, basado en una organización por núcleos unifamiliares con predominio de la ganadería sobre la agricultura y, por lo tanto, caracterizado por grandes áreas de pastoreo generalmente indivisas; en el área de la cultura romana, en cambio, el modelo romano está muy extendido, con una organización social en pequeñas comunidades regidas por el derecho romano y dedicadas principalmente a la agricultura y la silvicultura.
Ya se ha mencionado que los Dolomitas son llamados, por una leyenda popular, "Montañas Pálidas". Existen numerosos ciclos de leyendas y cuentos que tratan de poblaciones remotas (Fanes Cayuteres, Croderes, Marmaroles de donde Marmarole, etc.) que habitaban reinos míticos, dando vida a enfrentamientos legendarios y entretejiendo relaciones con mágicas presencias en la naturaleza circundante (magos, gnomos, gigantes, hadas, brujas, ogros, espíritus, ondinas). La versión original está en lengua ladina, recopilada a finales del siglo XIX por Giovanni Battista Alton y posteriormente por Hugo de Rossi. Casi en los mismos años Karl Felix Wolff recopiló las sagas relacionadas con el género relativo al Regno dei Fanes, reelaboró el tema con cierta libertad y las tradujo al alemán. Su trabajo tuvo una amplia difusión internacional.
Varios valles dolomíticos en épocas prehistóricas y protohistóricas —según la tradición— estuvieron habitados por los salvàns (hombres) y por las anguane (mujeres), personas de complexión maciza, de estatura media, con cabellos negrísimos, con barbas negras y largas. Vestían pieles de animales cazados y estaban armados con grandes bastones nudosos y astas puntiagudas o con punta de piedra. Vivían en cuevas o chozas de troncos de madera y pieles de animales. Comían productos del bosque y carne de animales cazados. Poco a poco abandonaron los asentamientos más favorables en el fondo del valle y se refugiaron en los bosques, ya que estaban amenazados por la multiplicación de pueblos y gentes guerreros (probablemente indoeuropeos) que había llegado a asentarse y luego extenderse cada vez más.

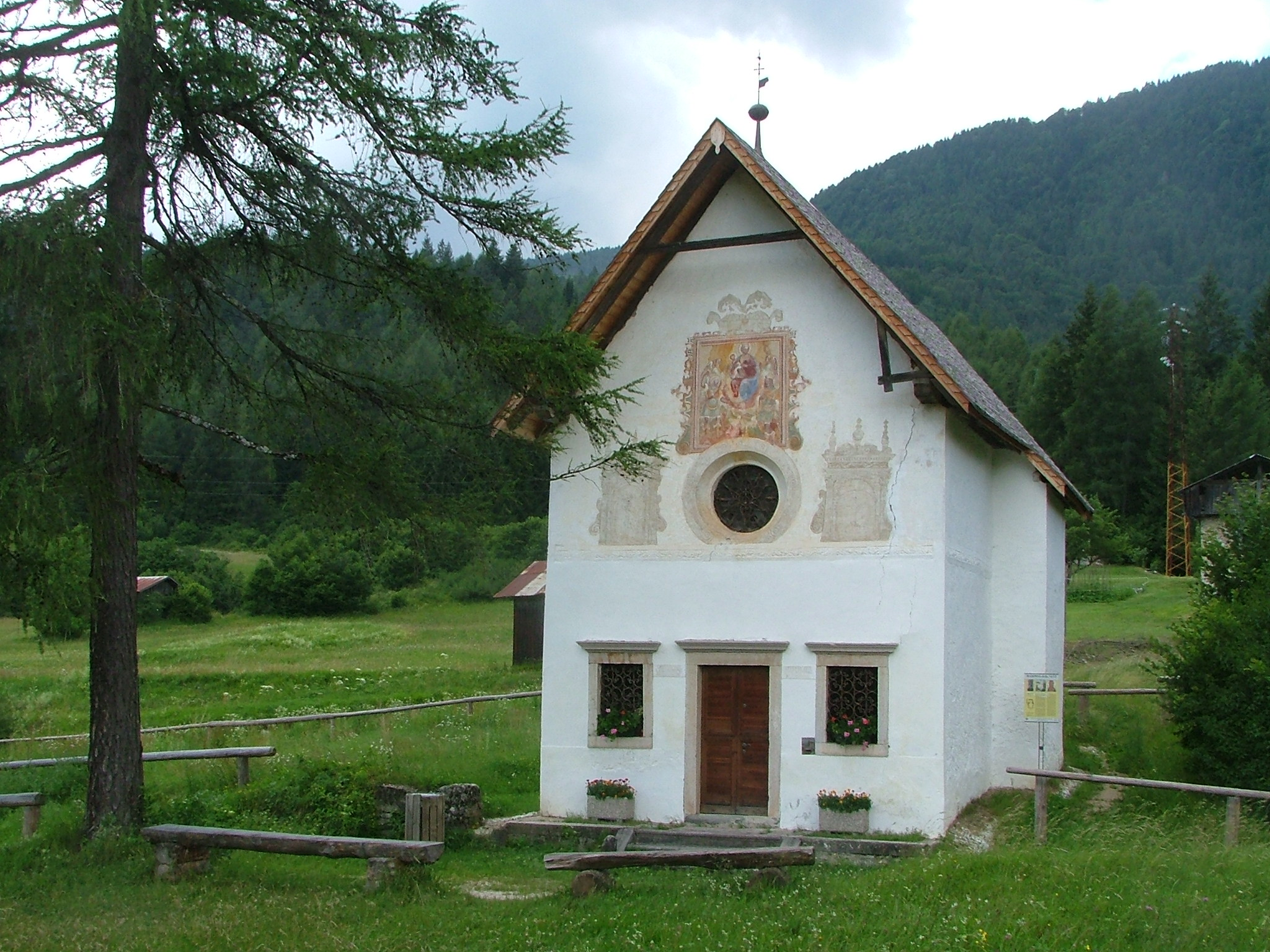
Antigua iglesia rural en Domegge di Cadore.
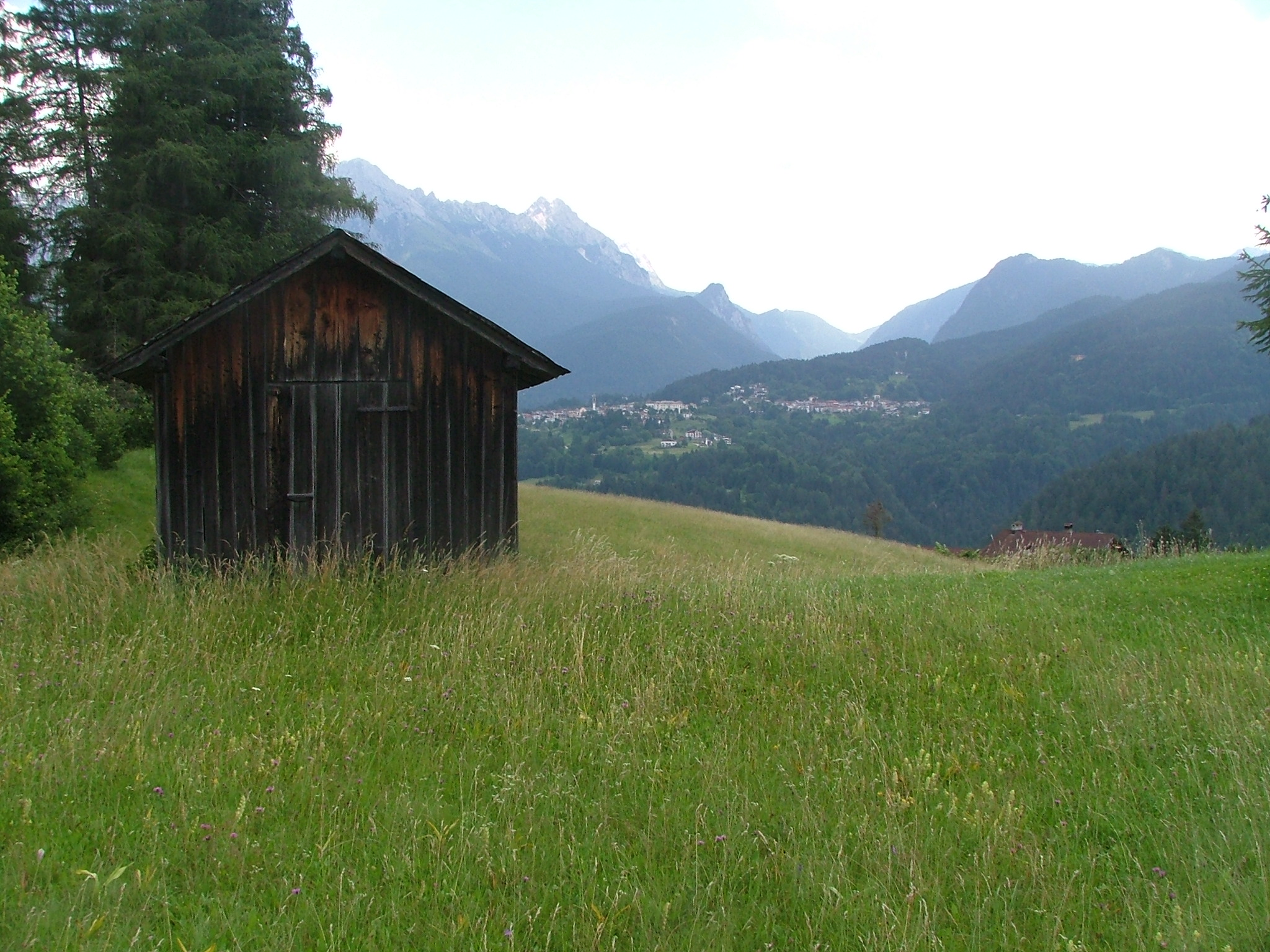
Paisaje rural del Cadore.
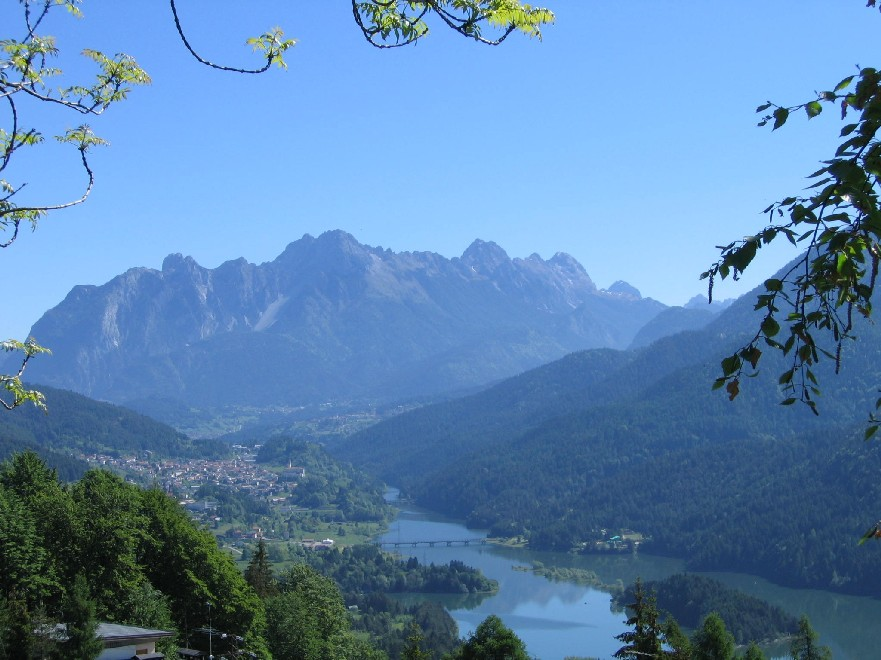
Valle del Centro Cadore.
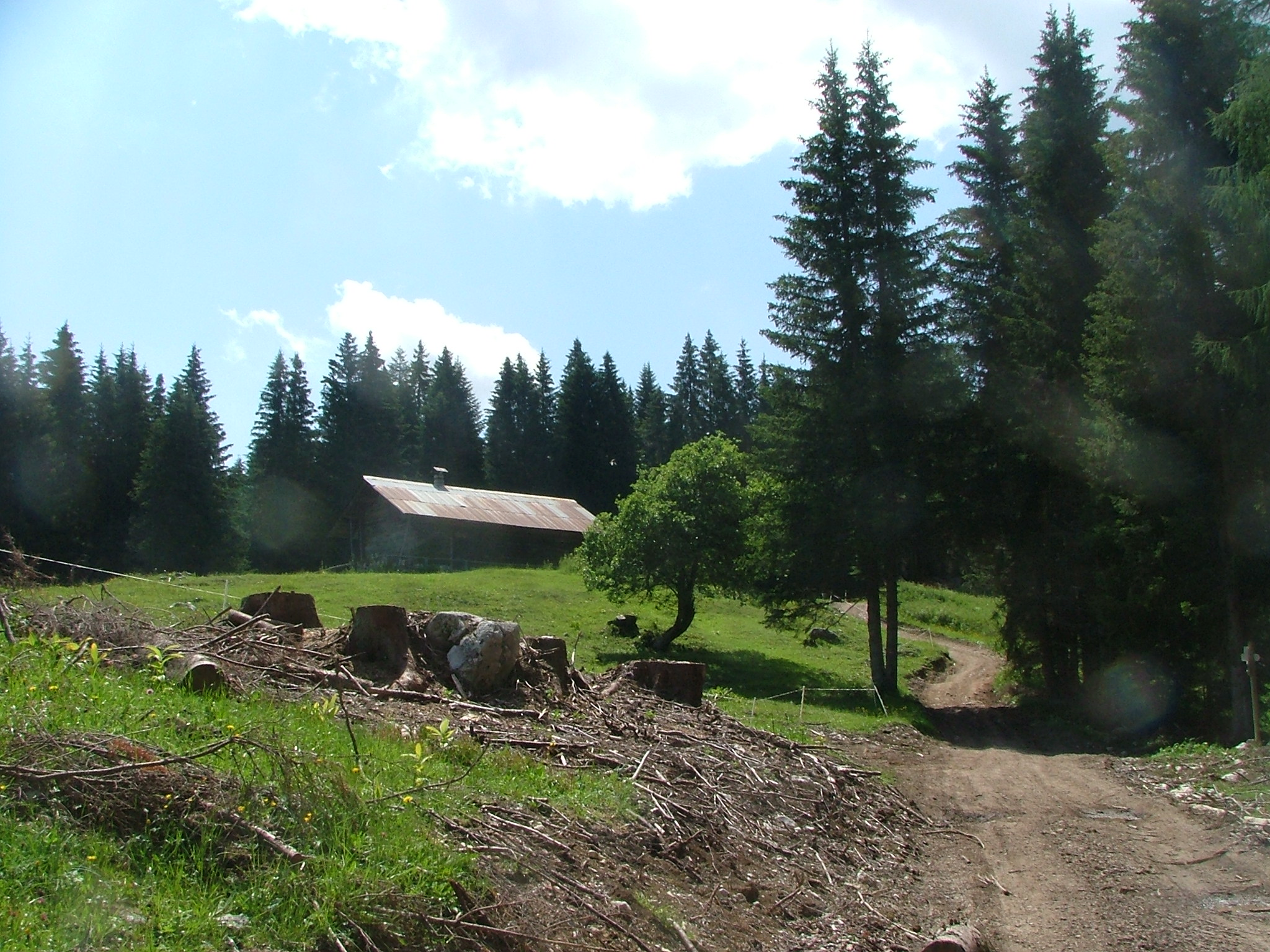
"Tabià" (construcción rural) en Pieve di Cadore.
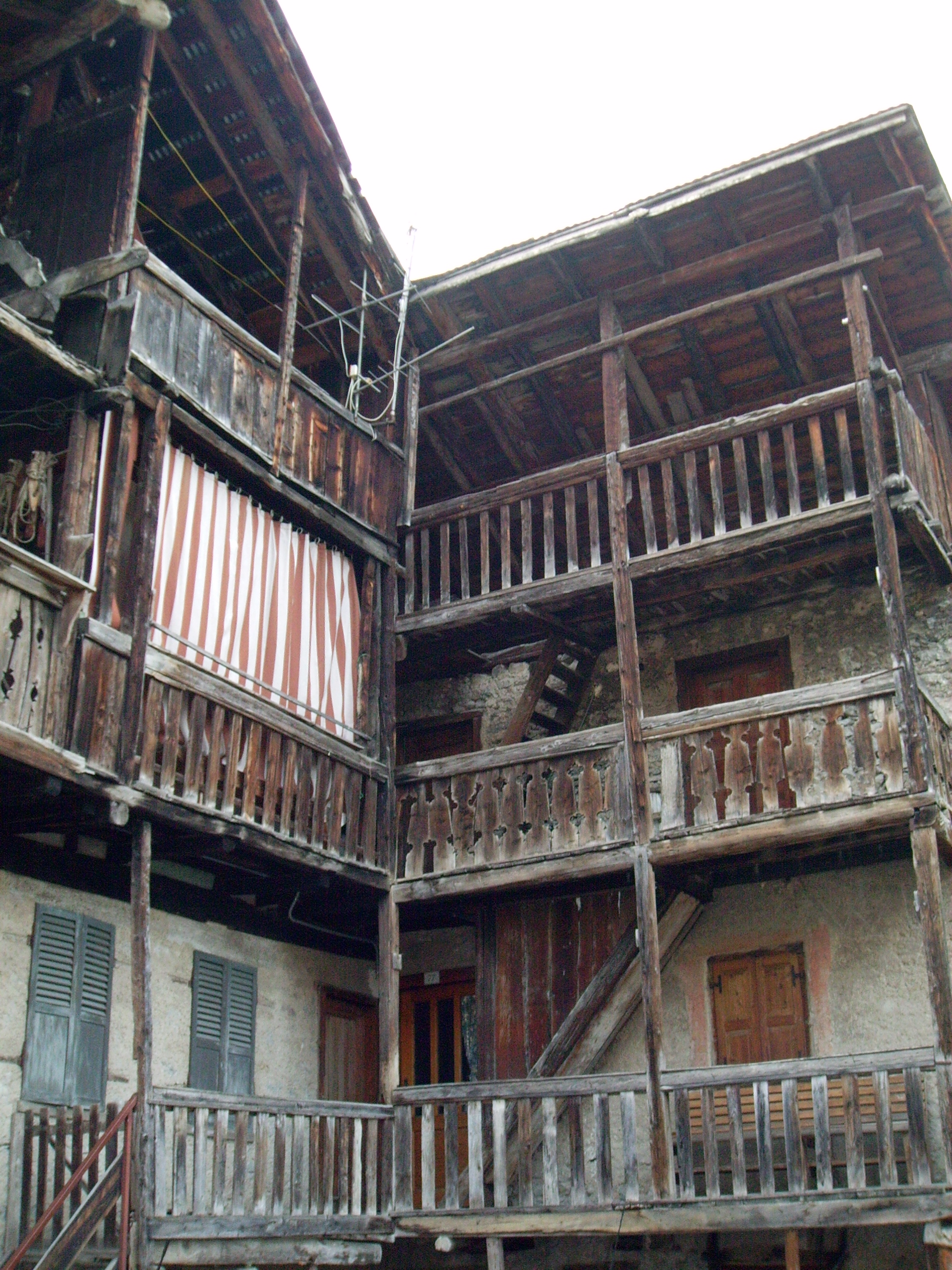
Típica casa antigua de las Dolomitas.
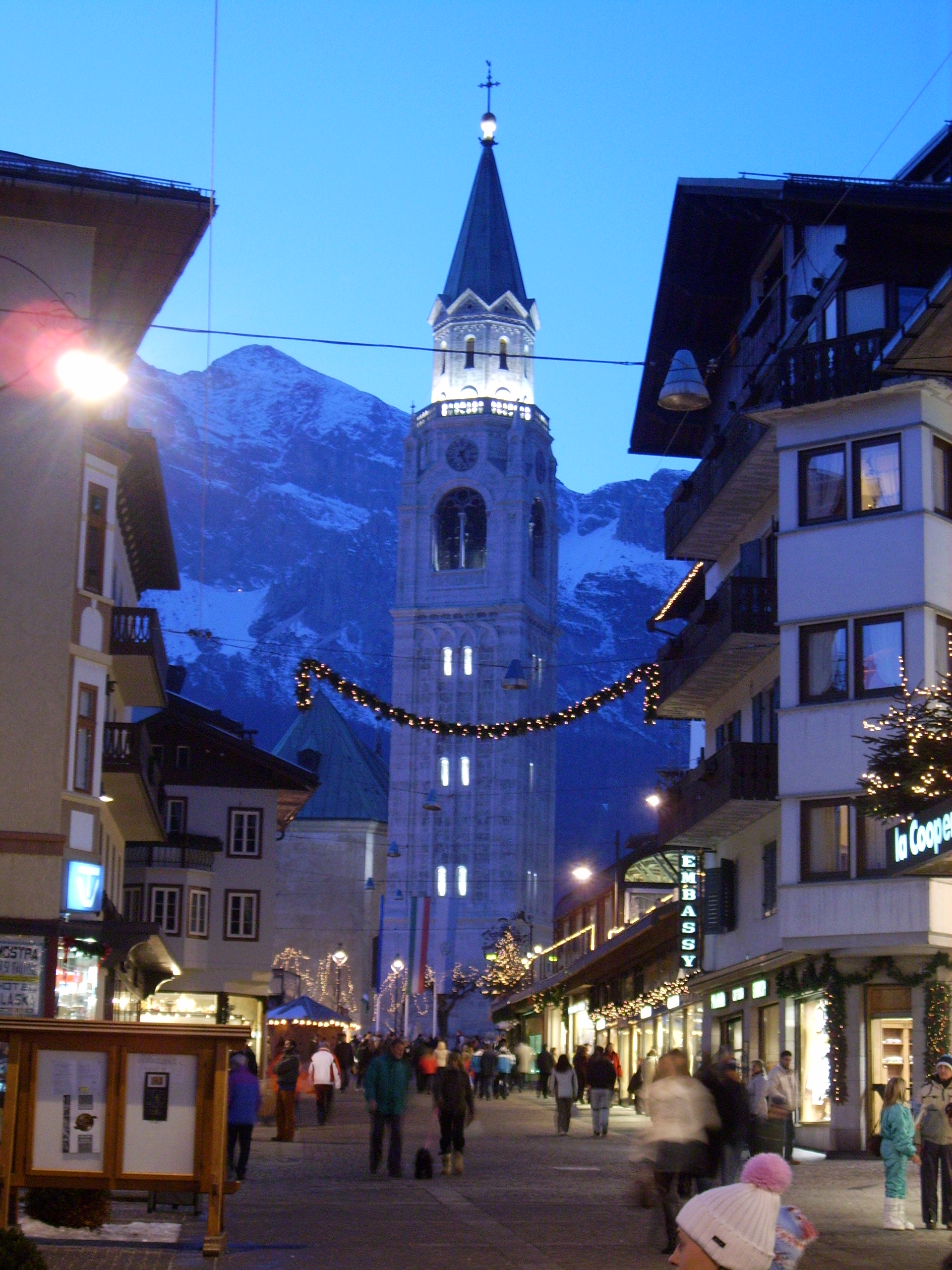
Campanario de Cortina d'Ampezzo.
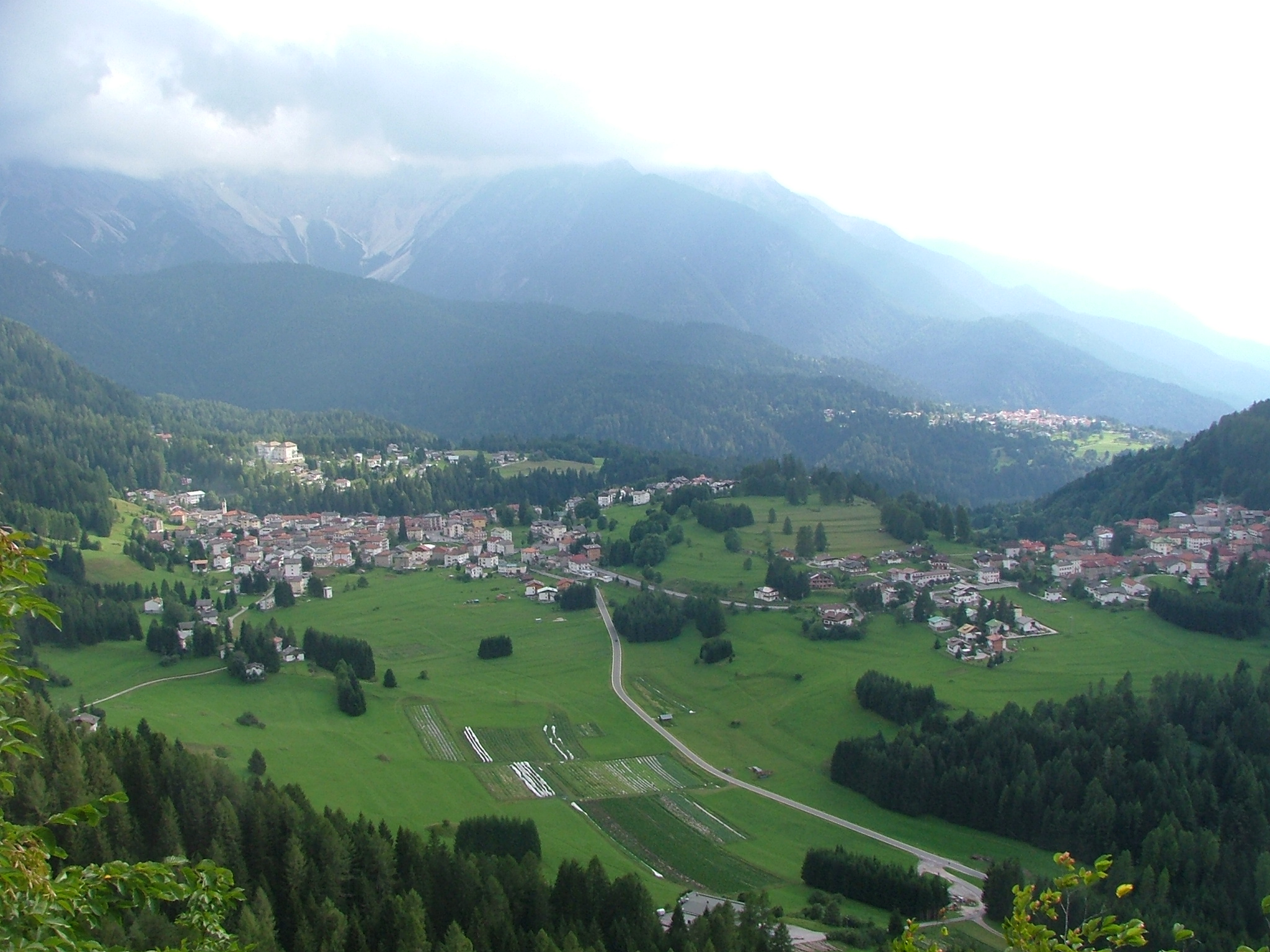
Vigo di Cadore.

## Lenguas
En la zona de los Dolomitas se habla italiano; alemán, en el Alto Adigio (zona bilingüe); y, en algunos valles, ladino, lengua retorromance desarrollada en el aislamiento de los valles montañosos.

## Protección
Numerosos parques nacionales protegen esta naturaleza especial y varios comités ad hoc se comprometieron a proponer los Dolomitas como Patrimonio de la Humanidad de la UNESCO, intento que resultó exitoso el 26 de junio de 2009, cuando en Sevilla veintiún miembros del Comité del Patrimonio Mundial decidieron por unanimidad incluir casi todos los Dolomitas en la lista del patrimonio natural. La candidatura fue realizada inicialmente en 2004 por el Ministerio de Bienes Culturales, pero fue rechazada por la UNESCO en mayo de 2006. Posteriormente, el grupo de trabajo de la UNESCO del Ministerio de Medio Ambiente y Protección del Territorio y el Mar, coordinado por el profesor Pier Luigi Petrillo, volvió a presentar los dos expedientes de candidatura, iniciando simultáneamente una intensa negociación con los 165 países miembros de la Convención y los 37 países miembros del Comité. Al concluir las negociaciones, que duraron dos años y medio, la Autoridad independiente para la evaluación de candidaturas naturalistas, la UICN, expresó una opinión favorable sobre la candidatura. Por último, en Sevilla, en junio de 2009, el equipo coordinado por el profesor Petrillo realizó las últimas negociaciones finales obteniendo el reconocimiento de la UNESCO que certifica la singularidad de los Dolomitas en el mundo.

### Los nueve sistemas dolomíticos protegidos por la UNESCO
El bien Dolomitas UNESCO comprende nueve sistemas dolomiticos:
| N.º | Imagen | Sistema                                                                     |
| --- | ------ | --------------------------------------------------------------------------- |
| 1   |        | Pelmo y Croda da Lago                                                       |
| 2   |        | Marmolada                                                                   |
| 3   |        | Pale di San Martino, Pale di San Lucano, Dolomiti bellunesi, Vette Feltrine |
| 4   |        | Dolomiti friulane e d'oltre Piave                                           |
| 5   |        | Dolomitas de Sesto, de Braies y de Ampezzo                                  |
| 6   |        | Puez - Odle                                                                 |
| 7   |        | Sciliar-Catinaccio e Latemar                                                |
| 8   |        | Gola del rio delle Foglie                                                   |
| 9   |        | Macizo de Brenta                                                            |

### Áreas naturales protegidas
- Parque nacional de las Dolomitas de Belluno
- Parque natural regional de los Dolomitas de Ampezzo
- Parque natural Fanes-Sennes-Prags
- Parque natural Paneveggio - Pale di San Martino
- Parque natural de las Sciliar
- Parque natural de las Tres Cimas
- Parque natural Puez-Geisler
- Parque natural provincial del Adamello-Brenta
- Parque natural de los Dolomitas friulanos

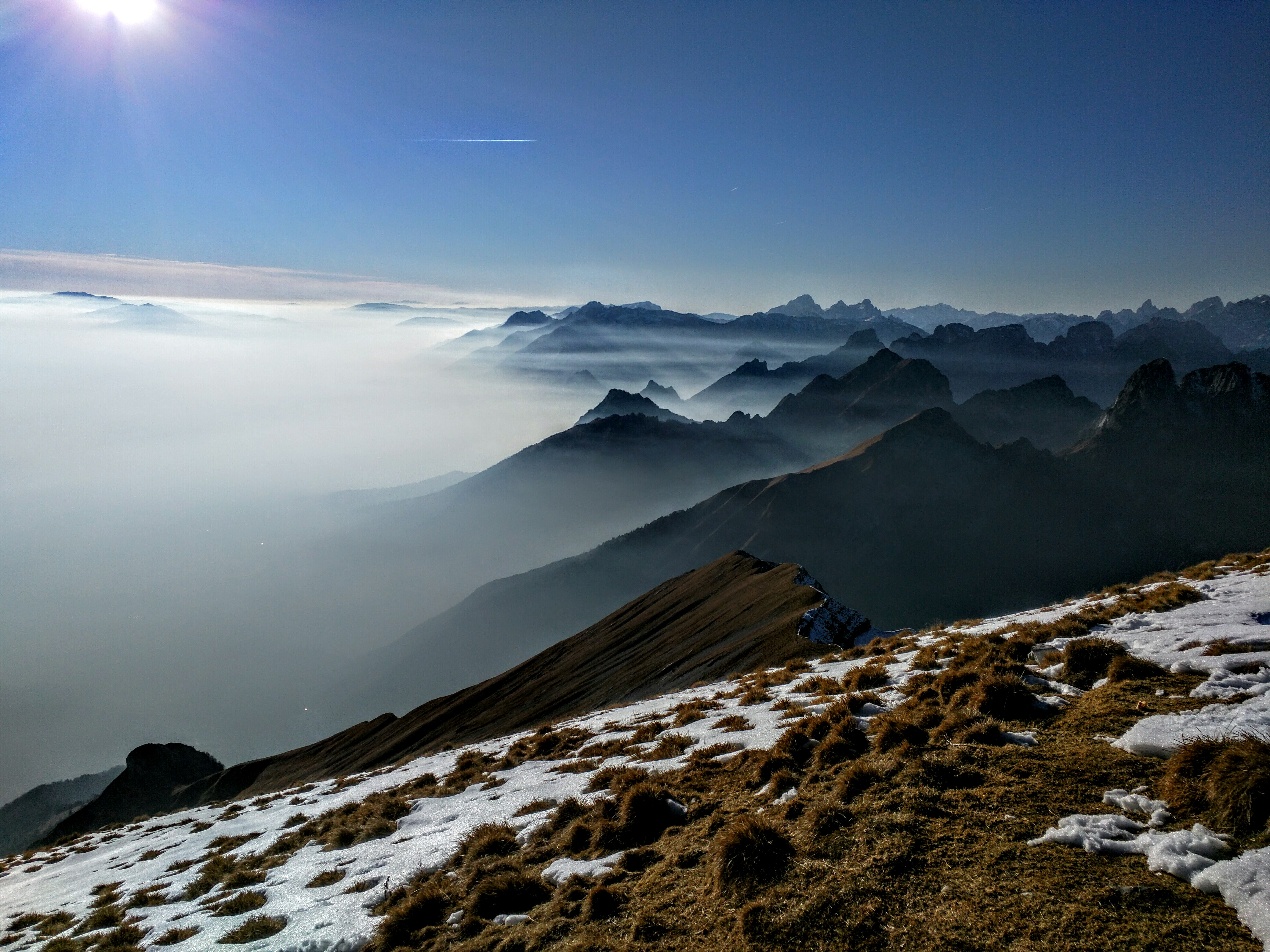
Parque nacional de las Dolomitas de Belluno
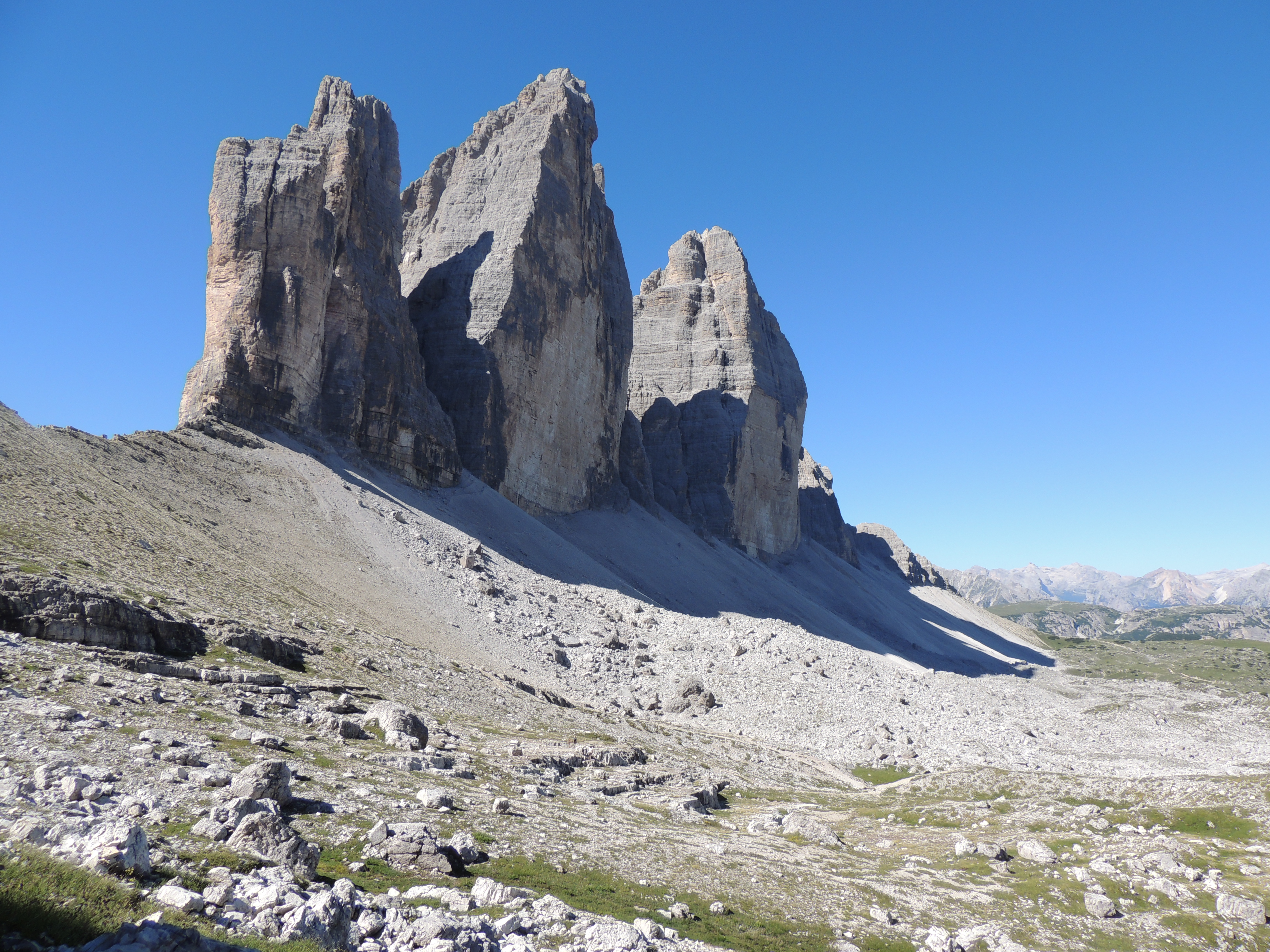
Parque natural de las Tres Cimas
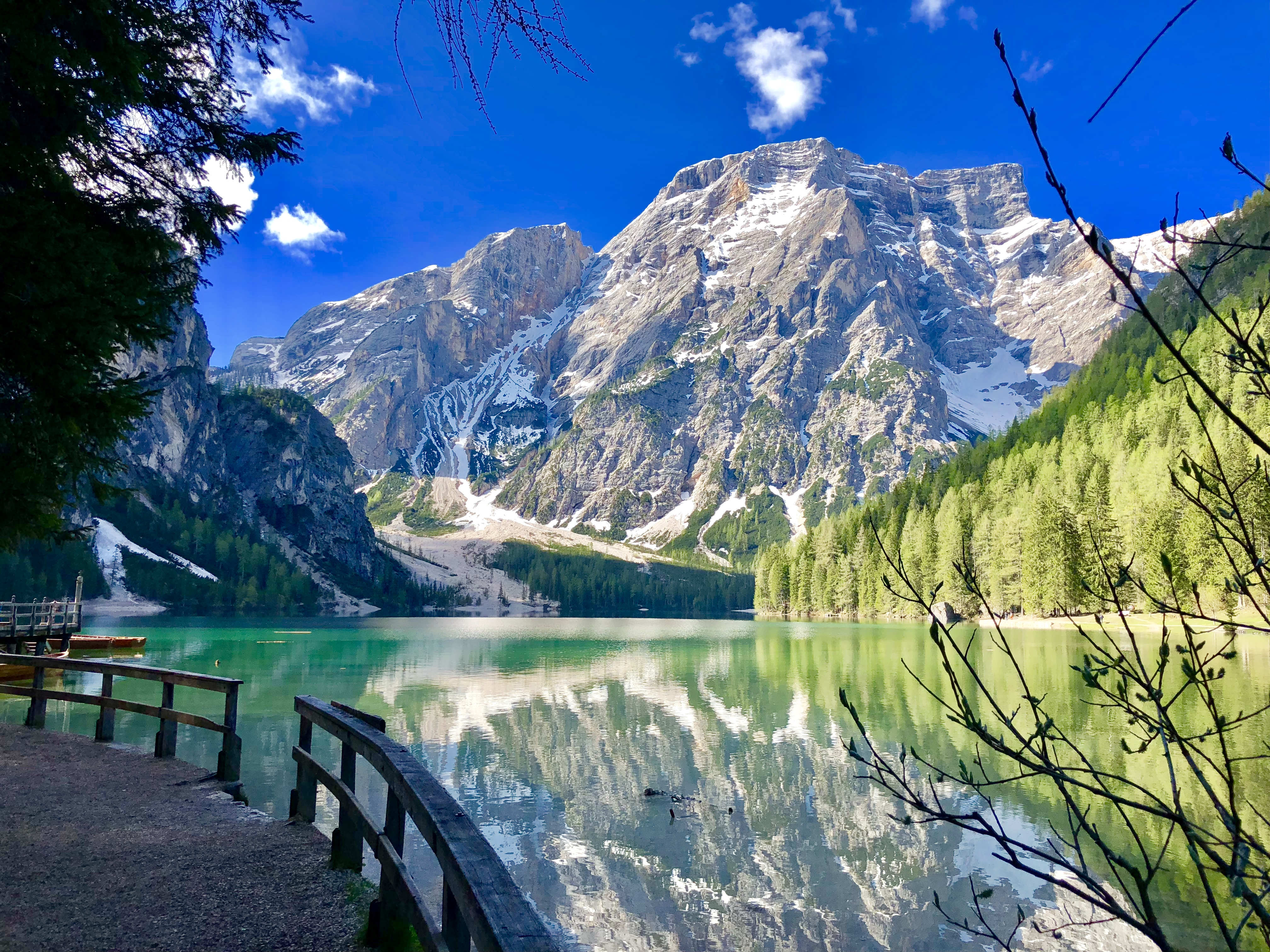
El lago de Braies en el parque natural Fanes-Sennes-Braies
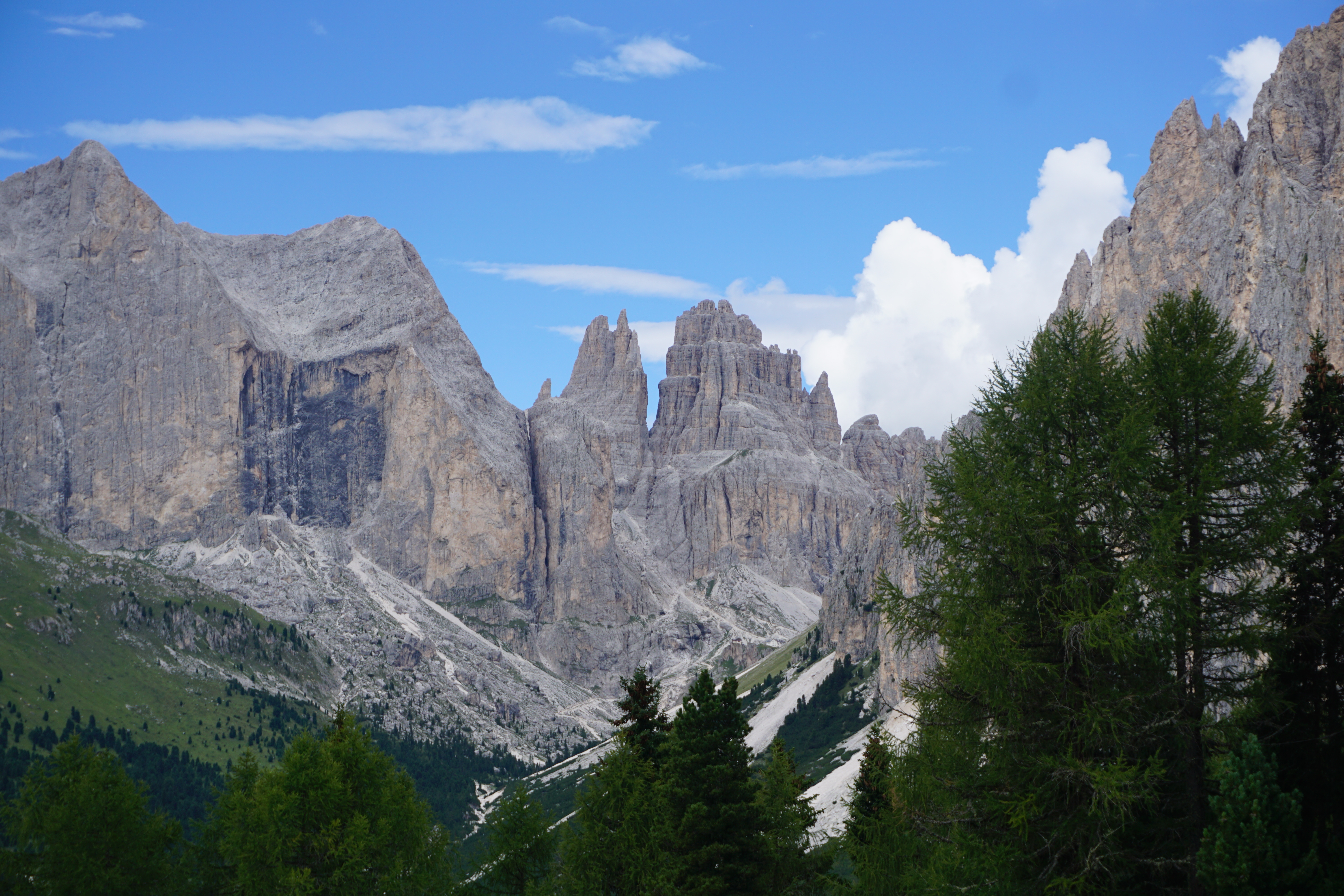
Parque natural Sciliar-Catinaccio
Pinos cembro y rododendros en el parque natural Puez-Odle

## Turismo

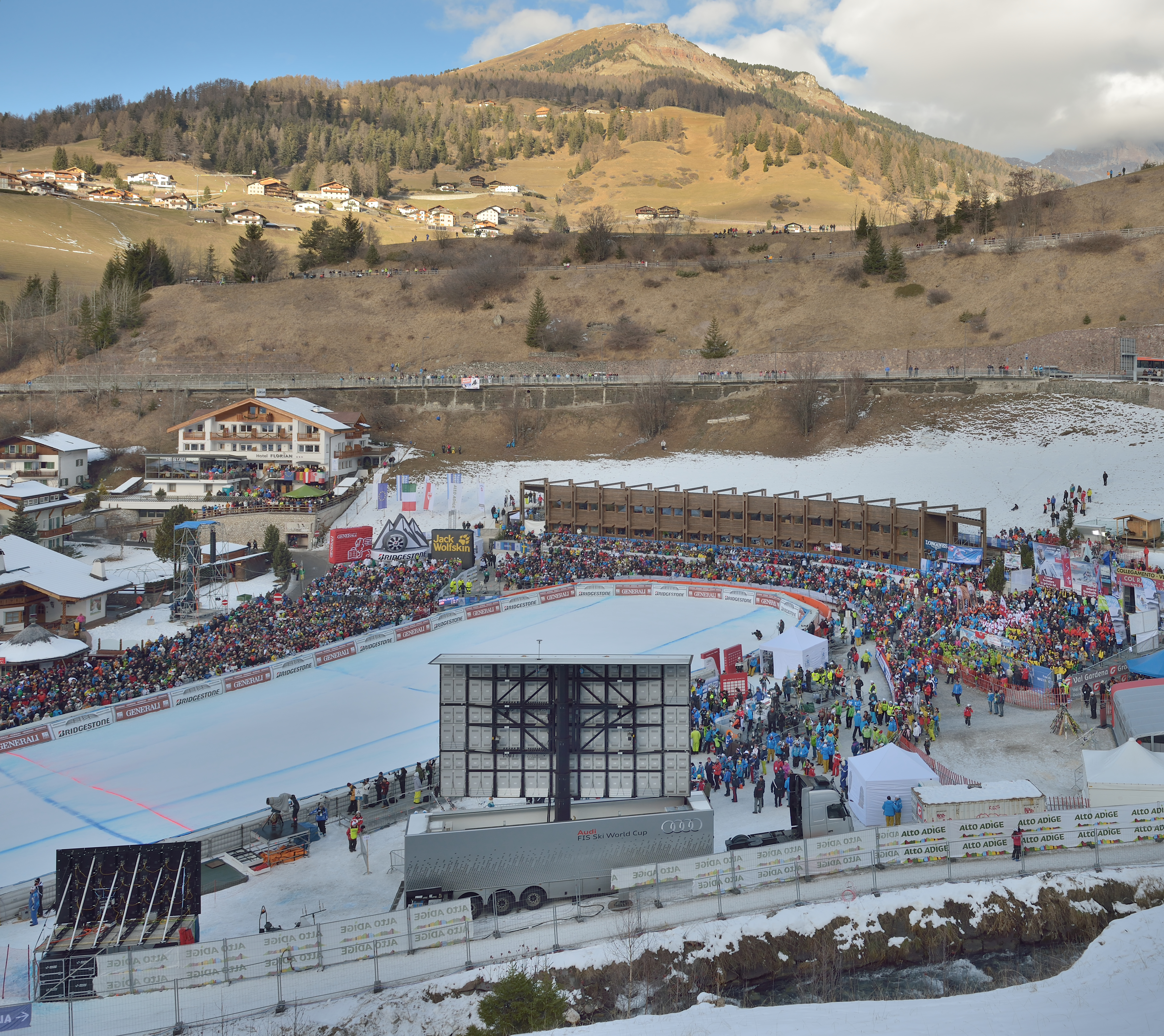
Tramo final de la pista Saslong, en el Dolomiti Superski

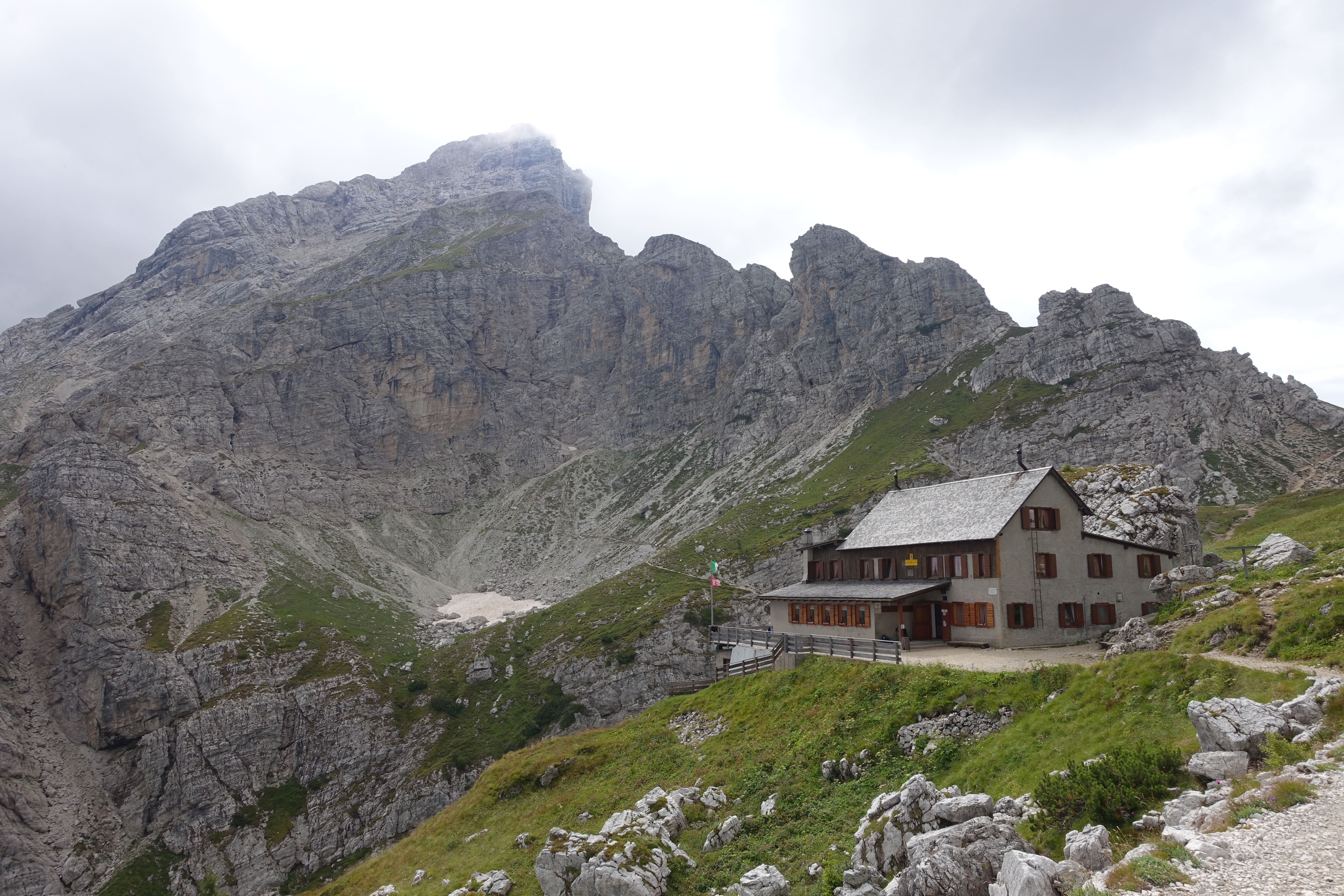
il Refugio Coldai a lo largo de la Alta via n. 1

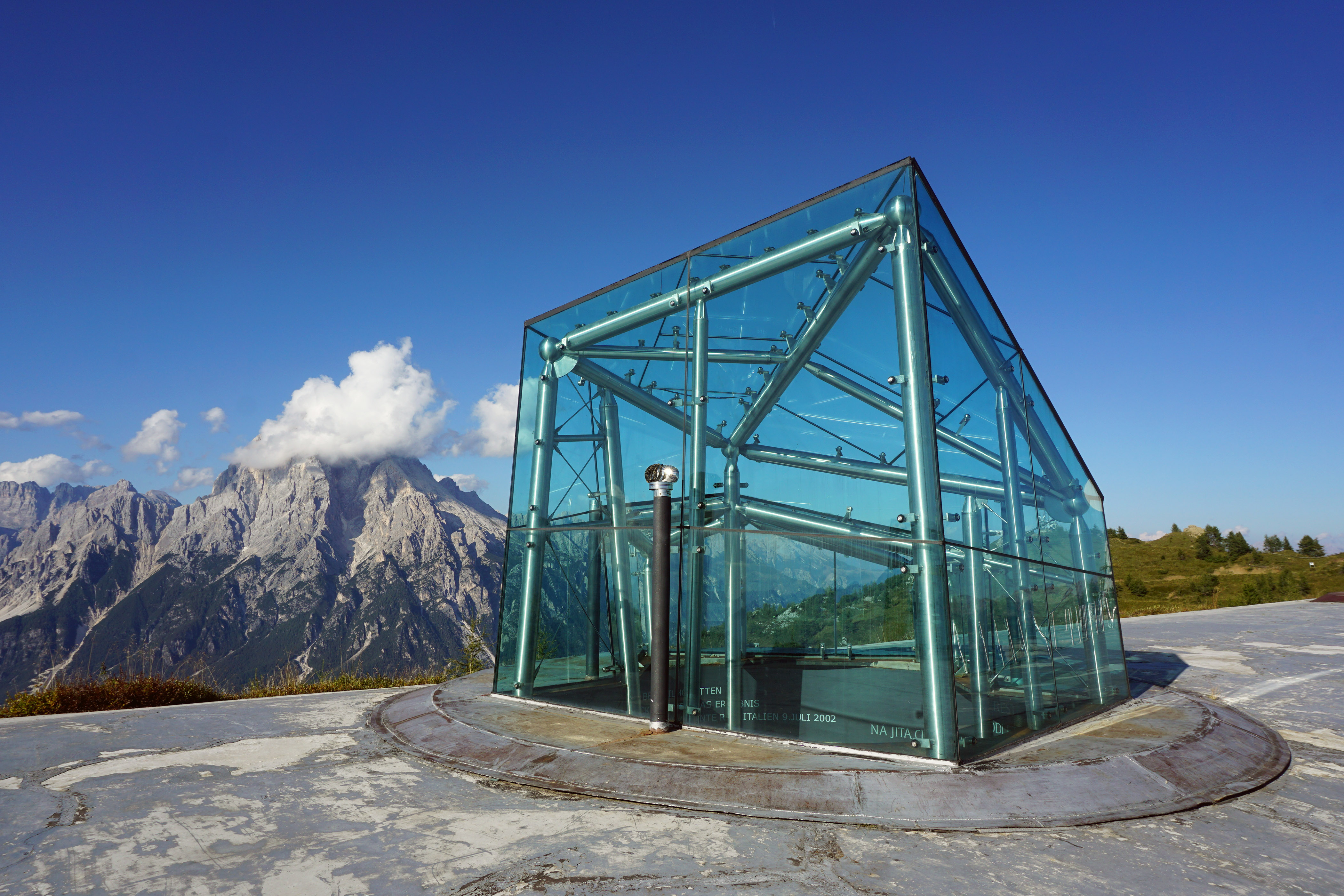
El Messner Mountain Museum del Monte Rite

Los Dolomitas, especialmente en sus partes norte y oeste, son intensamente explotados para uso turístico. En particular, los valles de las provincias de Trento y de Bolzano y la parte alta de la provincia de Belluno basan su economía en la práctica invernal del esquí alpino que se popularizó con los Juegos Olímpicos de Invierno de Cortina en 1956. El Dolomiti Superski une casi todas las estaciones de esquí de la zona bajo un único forfait. Por otro lado, el esquí de fondo (del que hay varios puntos de excelencia repartidos por los distintos valles) y el esquí de montaña son más marginales.que, en constante crecimiento en las últimas décadas, ve el nacimiento continuo de nuevos clubes y competiciones de esquí (principalmente de noche) entre los que sin duda cabe mencionar el «Dolomiti Sotto le Stelle» y la «Sellaronda Skimarathon».
El verano es la época de la práctica del trekking, el senderismo y la escalada, turismo que se practica en toda la zona. Los Dolomitas cuentan con una larga tradición de senderismo y montañismo que en el transcurso del siglo XX proporcionó a muchas montañas una ruta de ascenso marcada y, a menudo, una via ferrata para facilitar el acceso. Las vías ferratas están muy extendidas y son innumerables los típicos refugios alpinos y vivacs fijos que facilitan enormemente el ascenso a estas montañas. Otro punto de excelencia son las «Alte Vie delle Dolomiti»: senderos bien transitados y señalizados que permiten realizar largas travesías por etapas de varios días, caminando siempre a gran altura sin descender nunca al fondo del valle. Las dos Alte Vie más famosas son la Alta Vía número 1 desde el lago de Braies a Belluno y la 'Alta Vía número 2 de Bressanone a Feltre. La escalada, dada su extrema variabilidad y rápida evolución, merece un capítulo propio: vías alpinas (clásicas y modernas) en montaña, Big Wall, acantilados equipados, vastas áreas de boulder y escalada en hielo son solo algunos ejemplos de las diversas actividades relacionadas con este deporte.
Algunos de los complejos turísticos más conocidos en los valles de los Dolomitas son:
- Cortina d'Ampezzo, en la Conca Ampezzana;
- Auronzo di Cadore-Misurina, en val d'Ansiei;
- Rocca Pietore-Marmolada, en la Val Pettorina;
- Agordo en la Conca Agordina;
- Selva, Santa Cristina y Ortisei, en Val Gardena;
- Dobbiaco y Sesto, en val Pusteria;
- Castelrotto al pie del alpe de Siusi;
- Canazei, Campitello di Fassa, Pozza di Fassa, Vigo di Fassa y Moena, en el val di Fassa;
- Falcade, en el valle del Biois;
- San Martino di Castrozza, en el Primiero;
- Arabba, en el valle de Livinallongo;
- Corvara, La Villa, San Cassiano y Badia, en val Badia;
- Madonna di Campiglio, en val Rendena;
- Forni di Sopra, en Friul Venecia Julia.

Otro tipo de turismo está presente en los lugares vinculados a los combates en el frente italiano de la Primera Guerra Mundial: entre ellos destacan el Pasubio, en los Pequeños Dolomitas (Strada delle 52 gallerie y Dente Italiano). En el monte Rite, en el municipio de Cibiana di Cadore, es posible visitar el museo MMM Dolomites dedicado a la historia de la exploración y el montañismo en los Dolomitas. Algunos centros turísticos históricos, junto con las montañas más famosas, asumieron durante el turismo romántico, a caballo entre finales de los años 1800 y 1900, algunos nombres o «apodos» (a menudo confundidos entre sí por los medios de comunicación) que todavía están muy extendidos en la actualidad:
| Localidad         | Apodo                    |
| Marmolada         | Reina de los Dolomitas   |
| Antelao           | Rey de los Dolomitas     |
| Agner             | Gigante de los Dolomitas |
| Cimon della Pala  | Cervino de los Dolomitas |
| Cortina d'Ampezzo | Señora de los Dolomitas  |
| Agordo            | Corazón de los Dolomitas |
| Moena             | Hada de los Dolomitas    |
| Feltre            | Venecia de los Dolomitas |
| Belluno           | Puerta de los Dolomitas  |

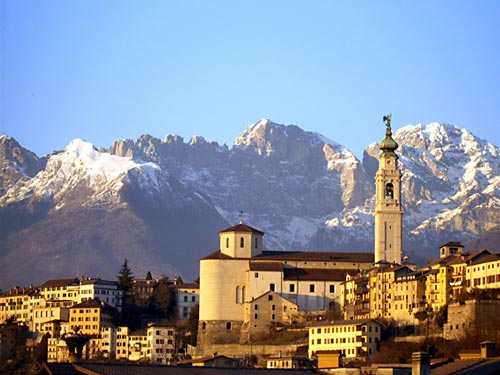
Vista del centro de Belluno con el grupo de la Schiara
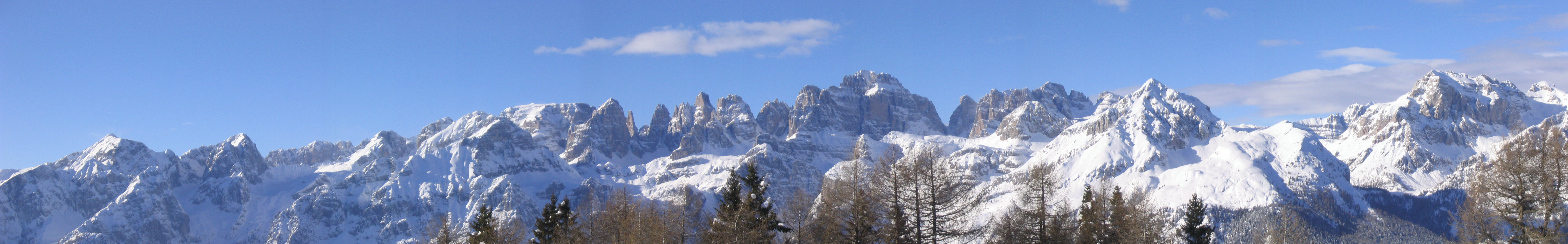
Panoramica sobre el Grupo de los Dolomitas de Brenta.
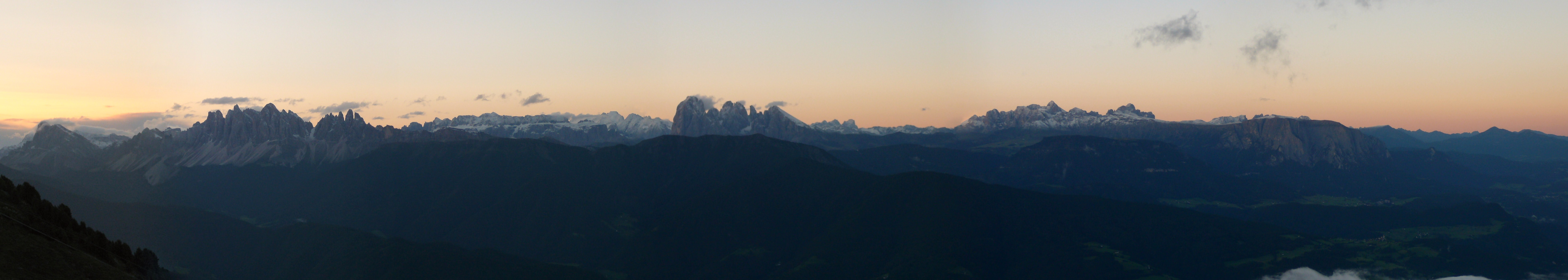
Una vista del alba sobre los picos principales de los Dolomitas occidentales, desde el monte Pascolo: el Sass de Putia, el grupo Puez-Odle, el Grupo del Sella, el Sassolungo y el Sassopiatto, la Marmolada, los alpes de Siusi y el Grupo del Catinaccio.

## Los Dolomitas en los medios
En los Dolomitas se han rodado escenas de diversas películas, entre ellas La Pantera Rosa (The Pink Panther) de Blake Edwards (1963), 'Per favore, non mordermi sul collo!¡ Por favor, no me muerdas en el cuello! de Roman Polański (1967), L'ultimo imperatore de Bernardo Bertolucci (1987), Solo para tus ojoscon Roger Moore (1981), Cliffhanger con Sylvester Stallone (1993) y The Italian Job de F. Gary Gray (2003), además a la serie de televisión Un passo dal cielo con Terence Hill (2010). Las Dolomitas hacen una aparición prominente en la película Jurassic World: Dominion de Colin Trevorrow (2022).

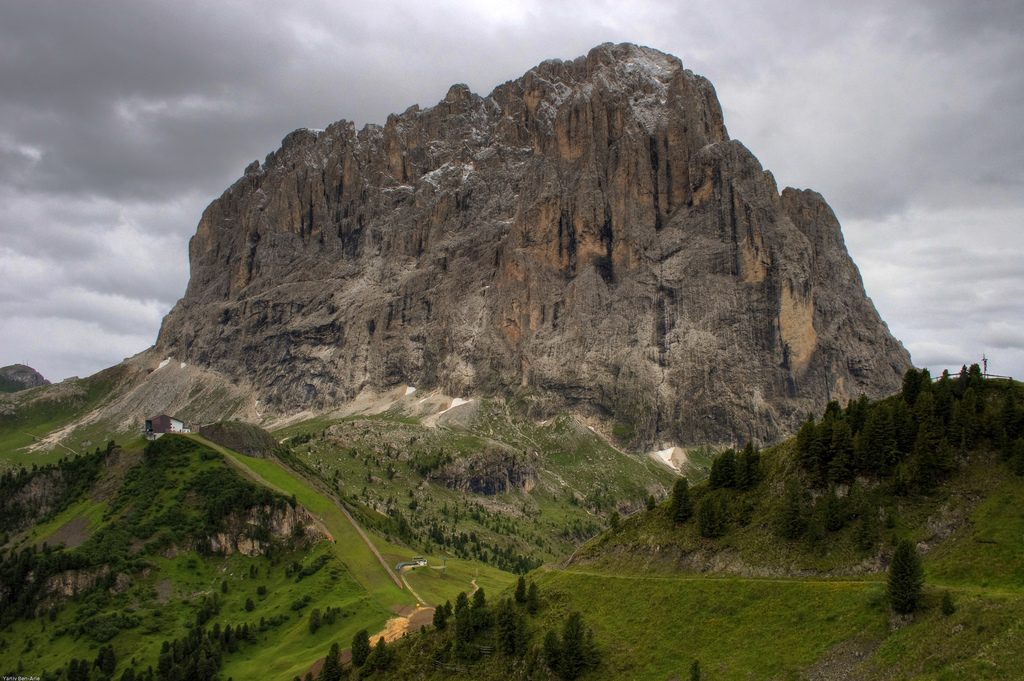
Vista del Sasslonch en las Dolomitas desde el municipio de Sëlva en Italia.

## Paisaje natural

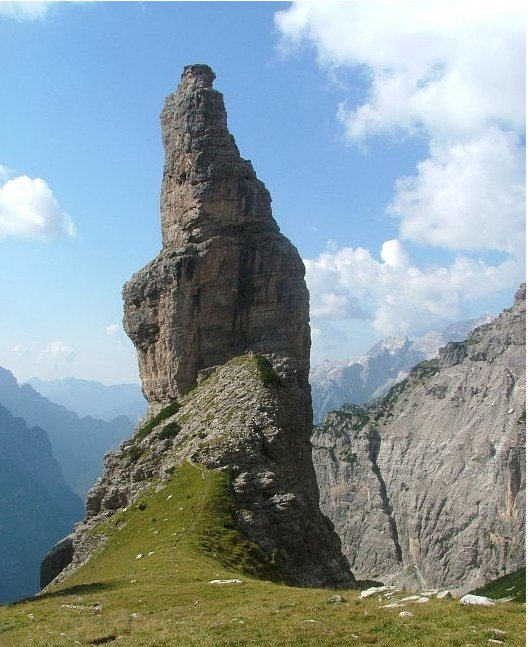
Campanario de Val Montanaia
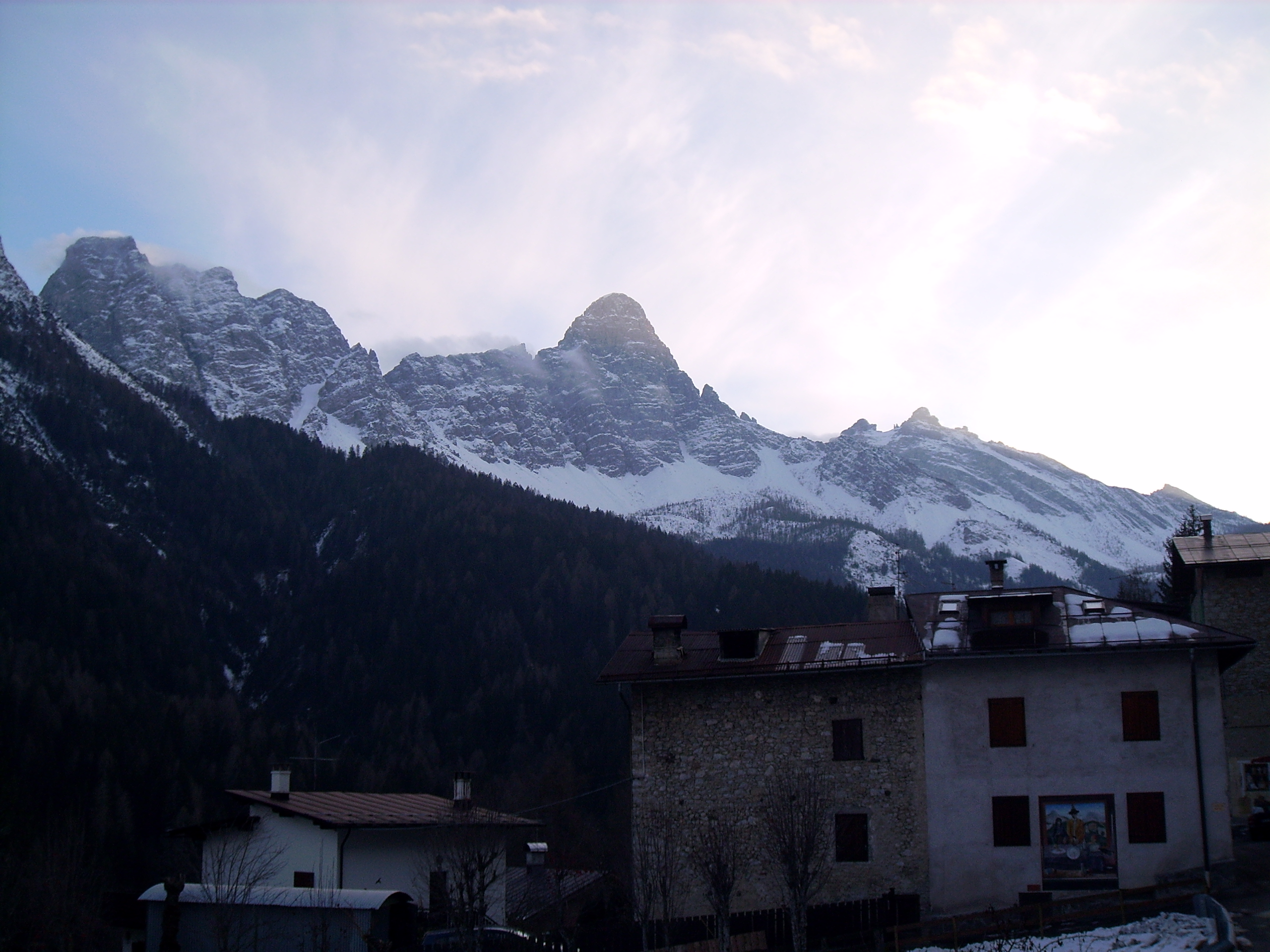
Montañas de Cibiana di Cadore
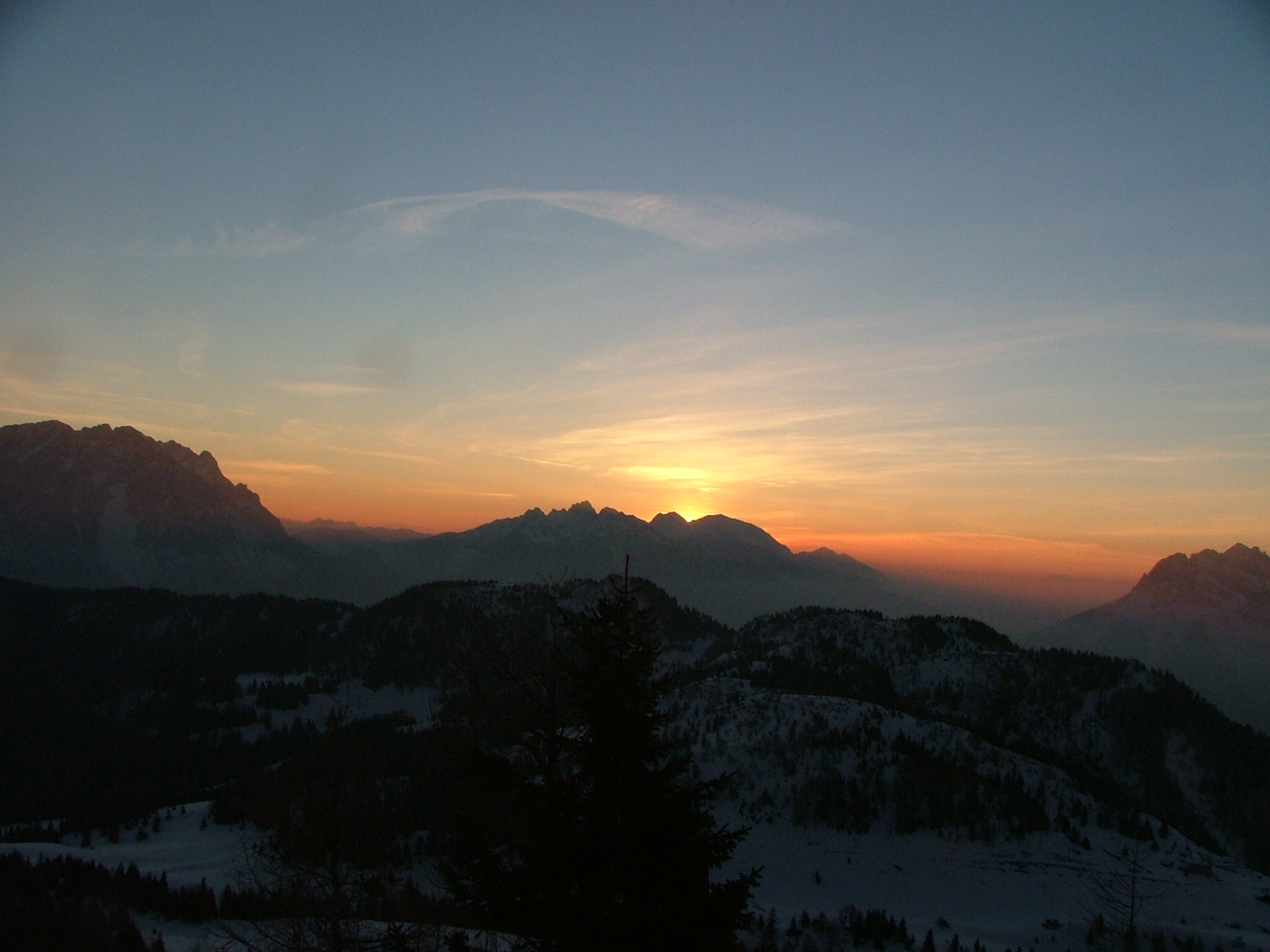
Amanecer en Marmolada
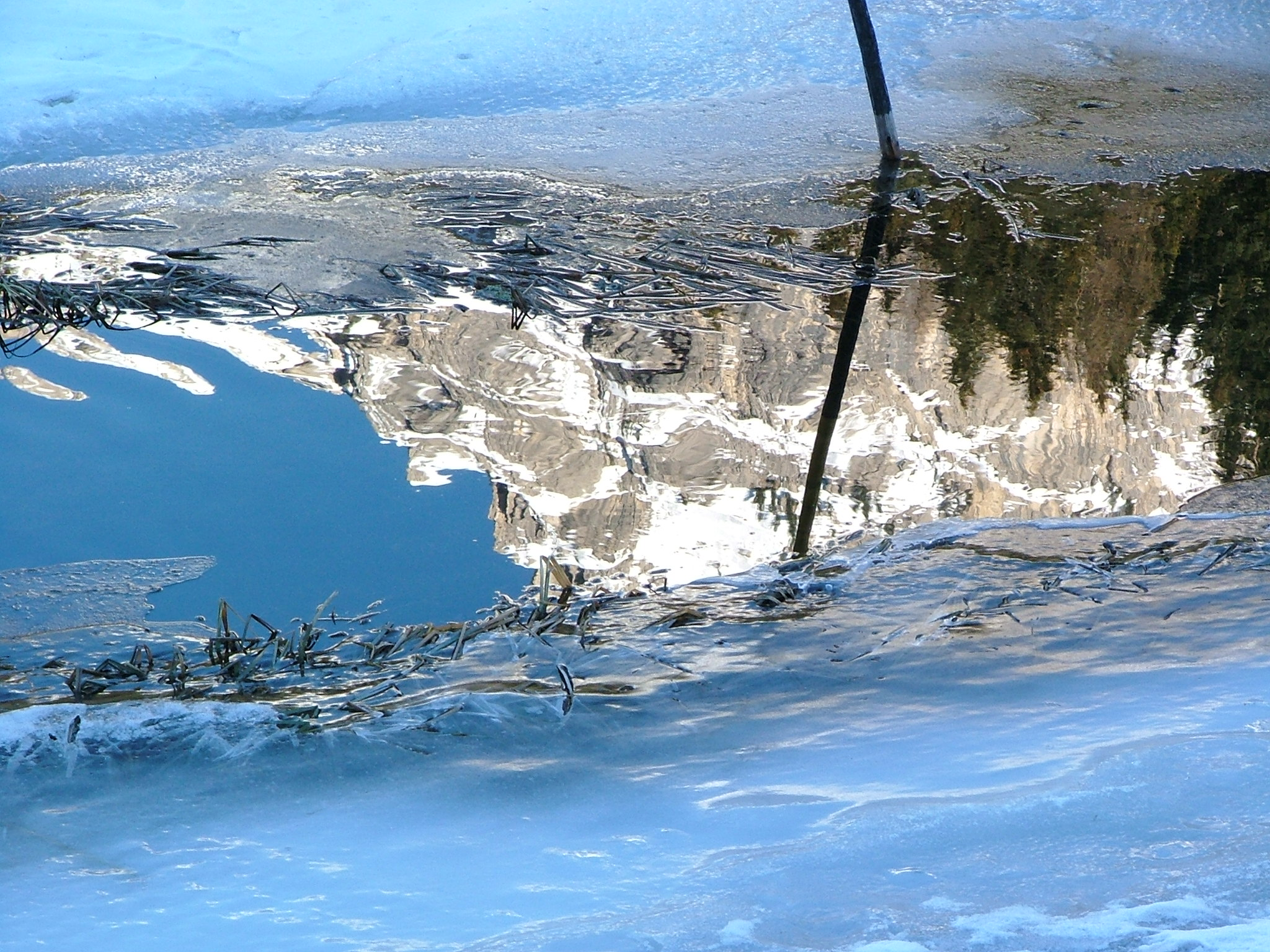
Reflejo de los Cadini di Misurina.
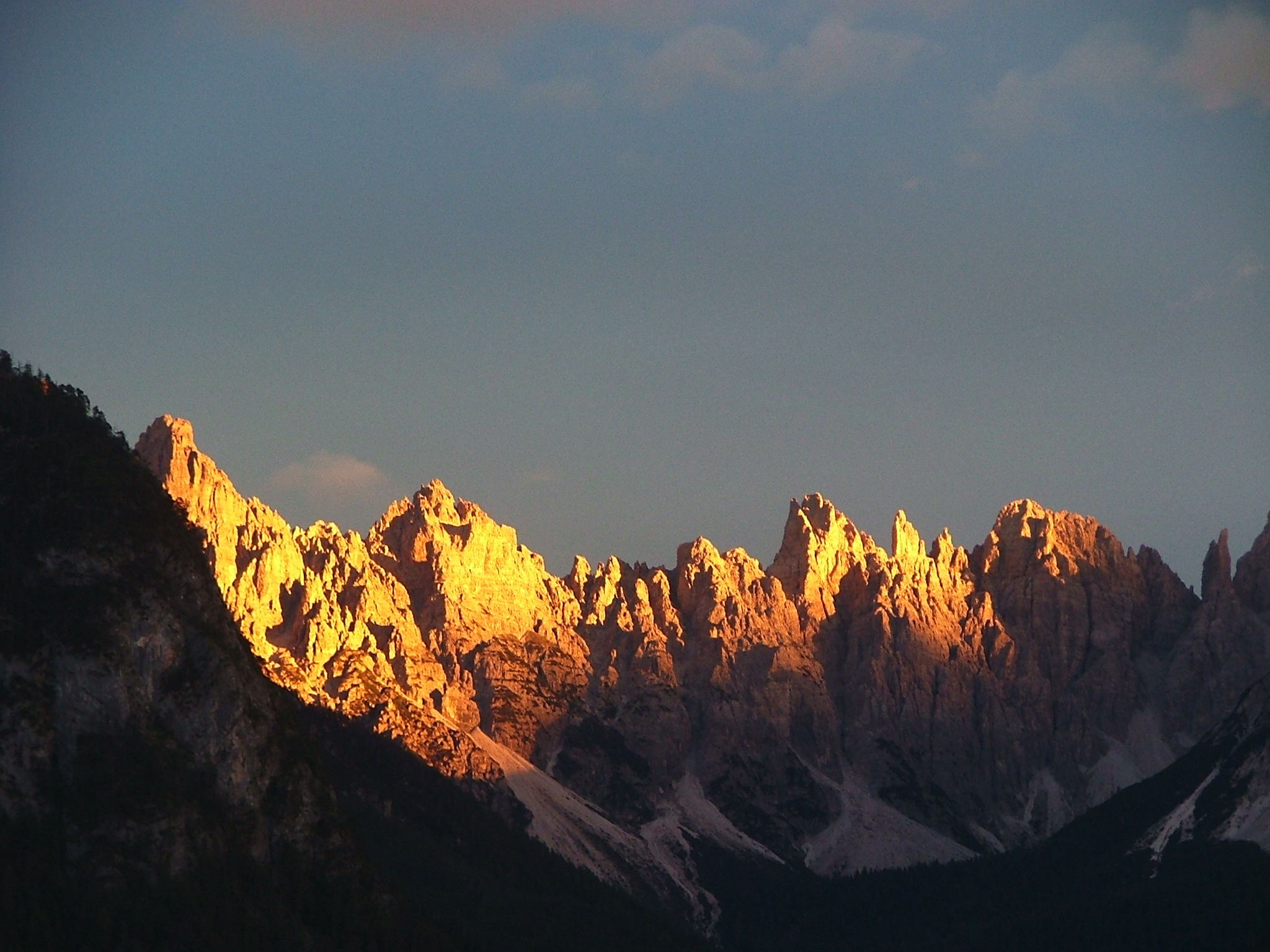
Spalti di Toro.
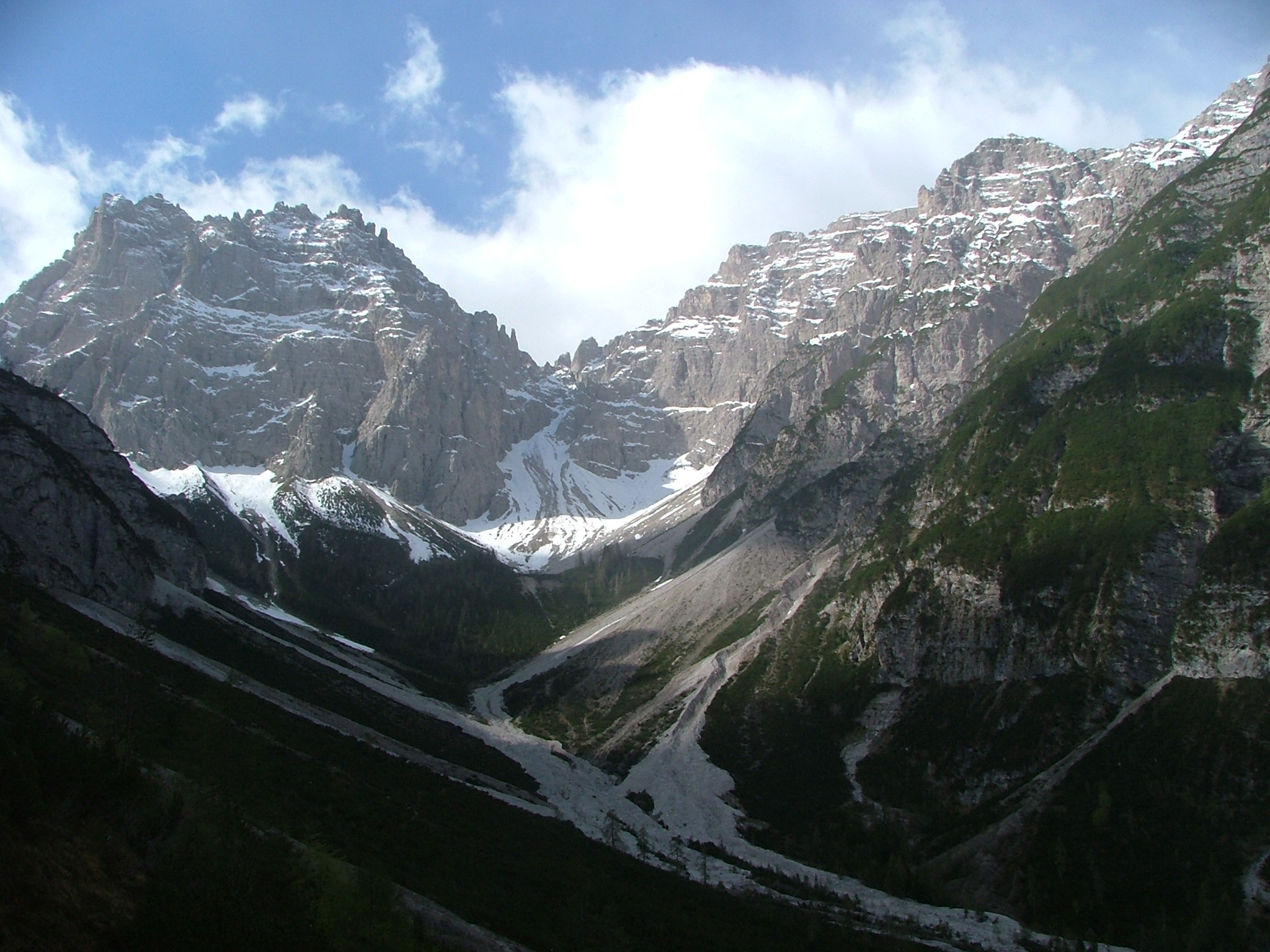
Monte Cridola, Lorenzago di Cadore.

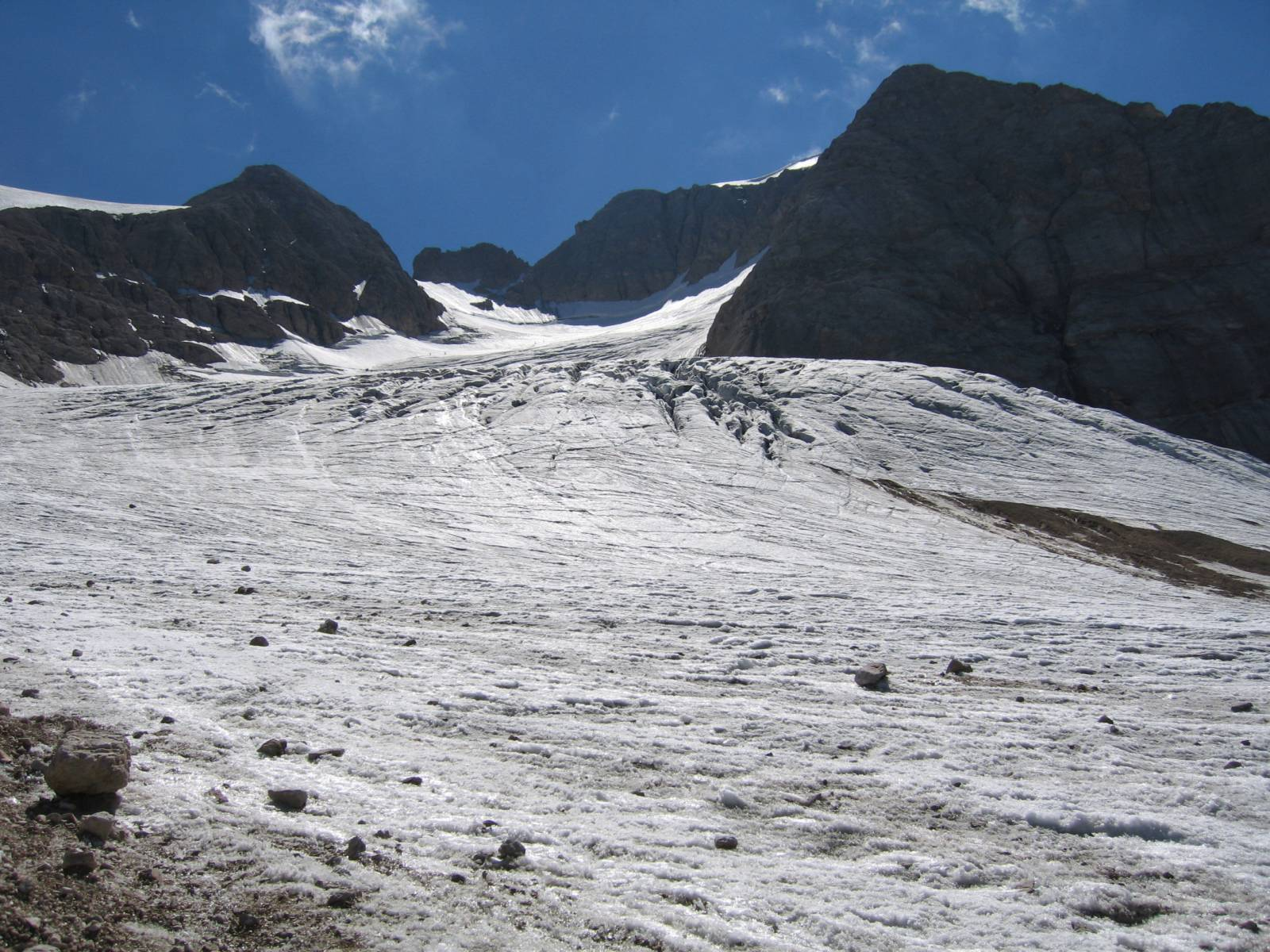
Glaciar Marmolada
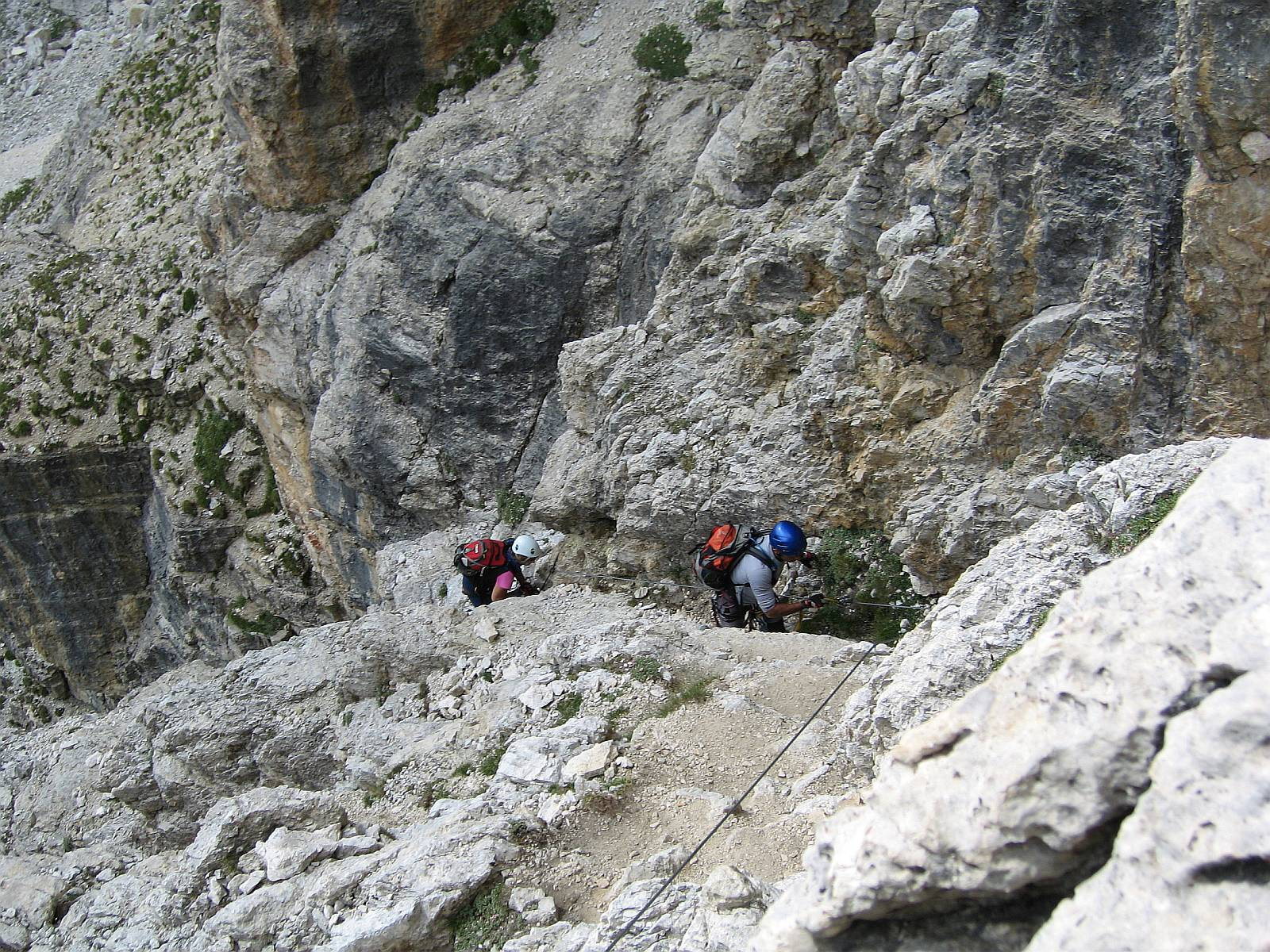
Escaladores en vía ferrata, en los Dolomitas italianos
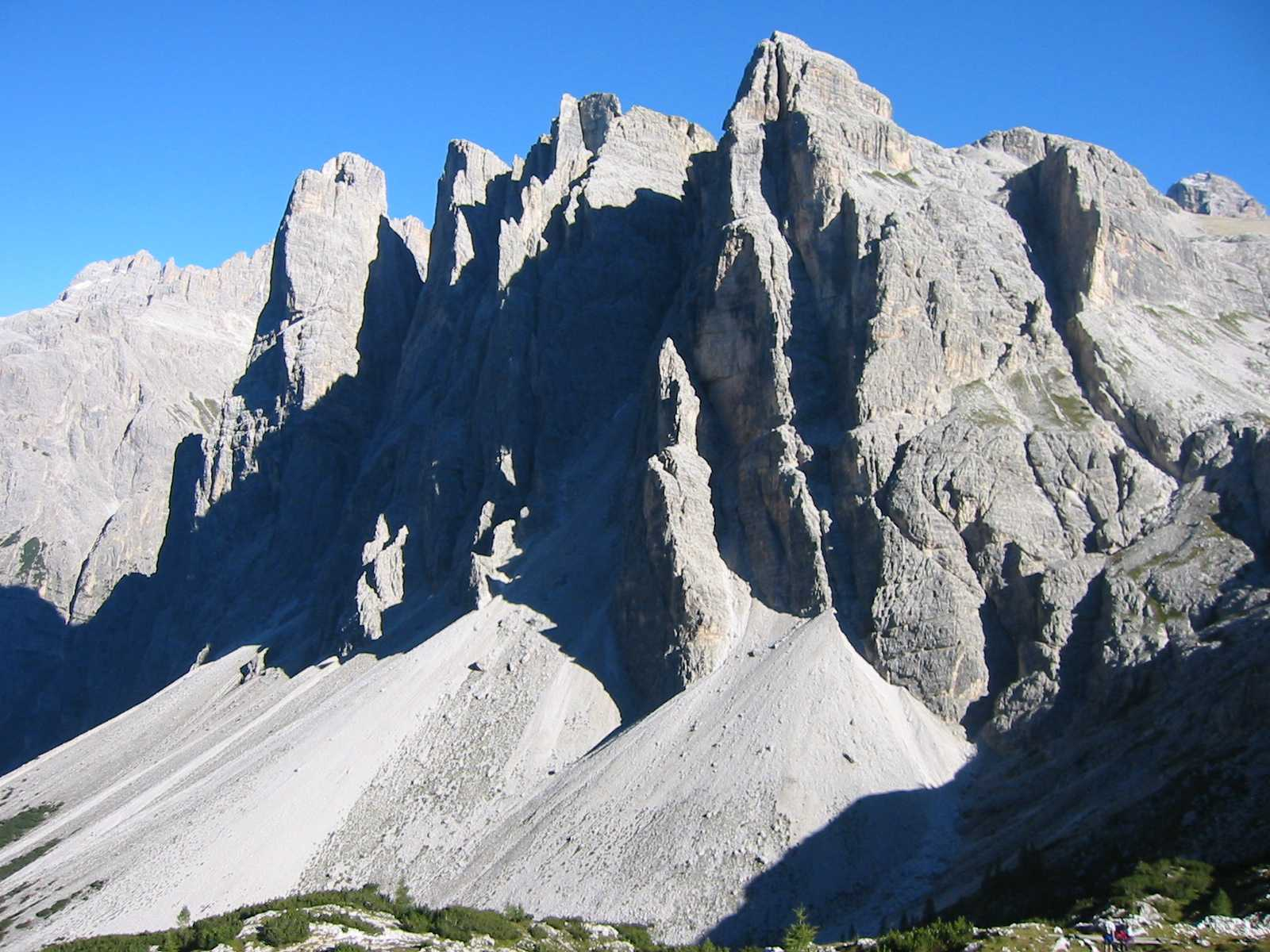
Cima Una
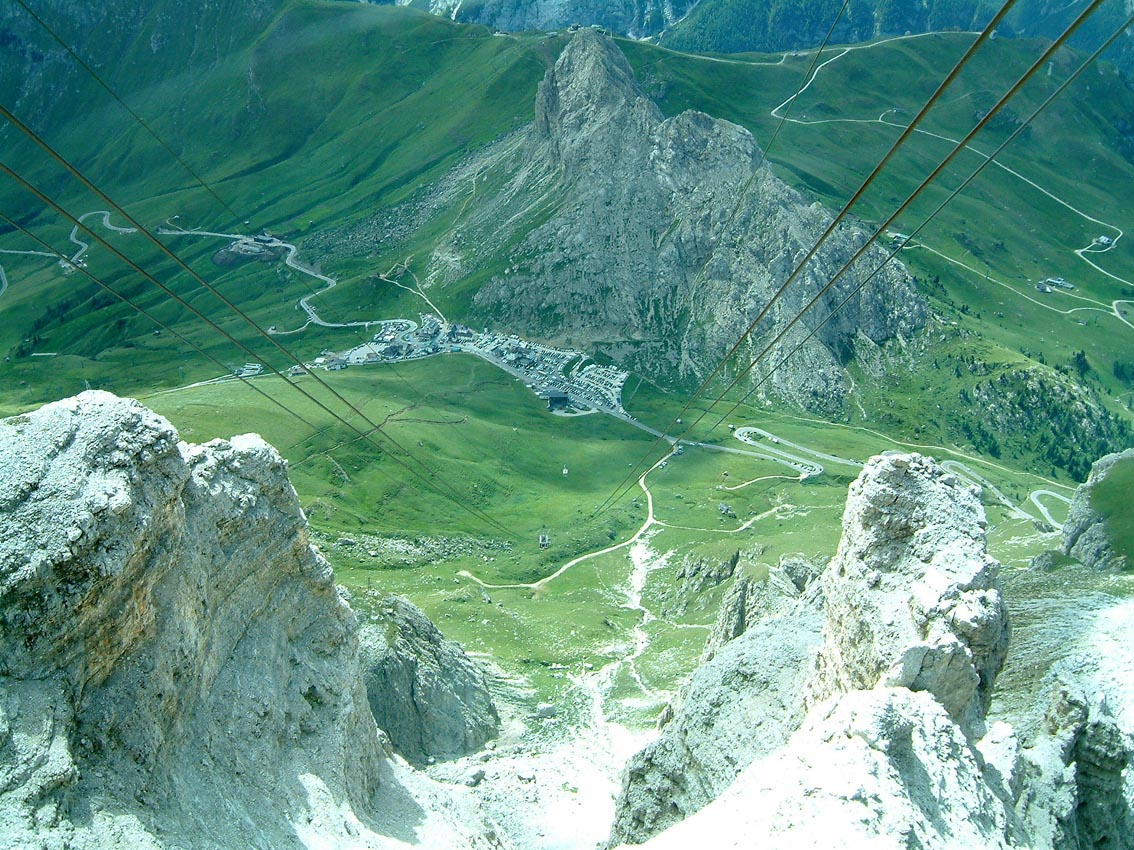
Paso Pordoi visto desde el Refugio Maria
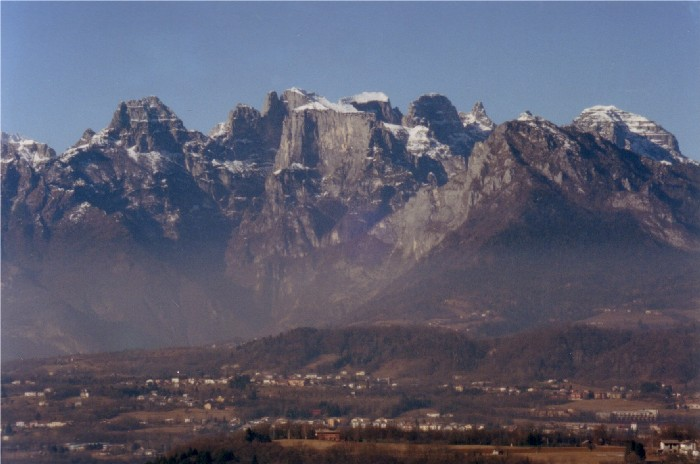
Monti del Sole
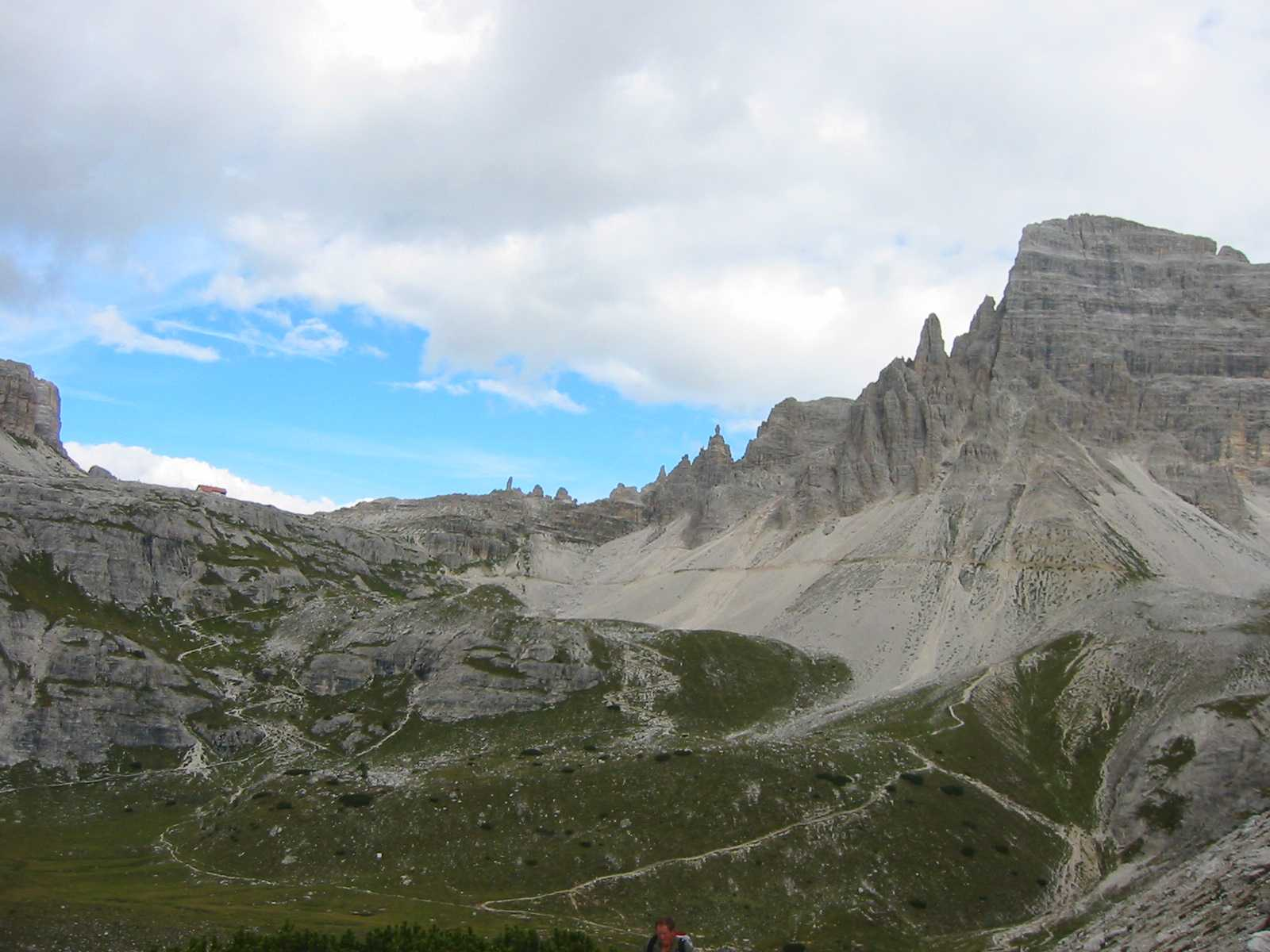
Monte Paterno